# Seznam světového dědictví v Evropě, Ř–V
Toto je seznam památek světového dědictví UNESCO v Evropě.
Pro obsáhlost je Seznam světového kulturního a přírodního dědictví v Evropě rozdělen do čtyř částí seřazených abecedně podle států, které zařazení lokality do Seznamu navrhly. Tato část obsahuje státy od Řecka po Vatikán. Následující přehled památek je aktuální k datu 31. 7. 2025.
U každé položky je uveden český název, oficiální anglický název dle seznamu UNESCO, stručná charakteristika a odkaz na základní zdůvodnění zápisu dle UNESCO. Číslo v odkazu je současně číslo, pod kterým je lokalita vedena v Seznamu. Položky seznamu u jednotlivých zemí jsou řazeny podle roku zápisu do Seznamu. V souladu s oficiálním seznamem UNESCO jsou Izrael, Kypr a celé území Turecka a Ruska řazeny mezi evropské země.

## Řecko

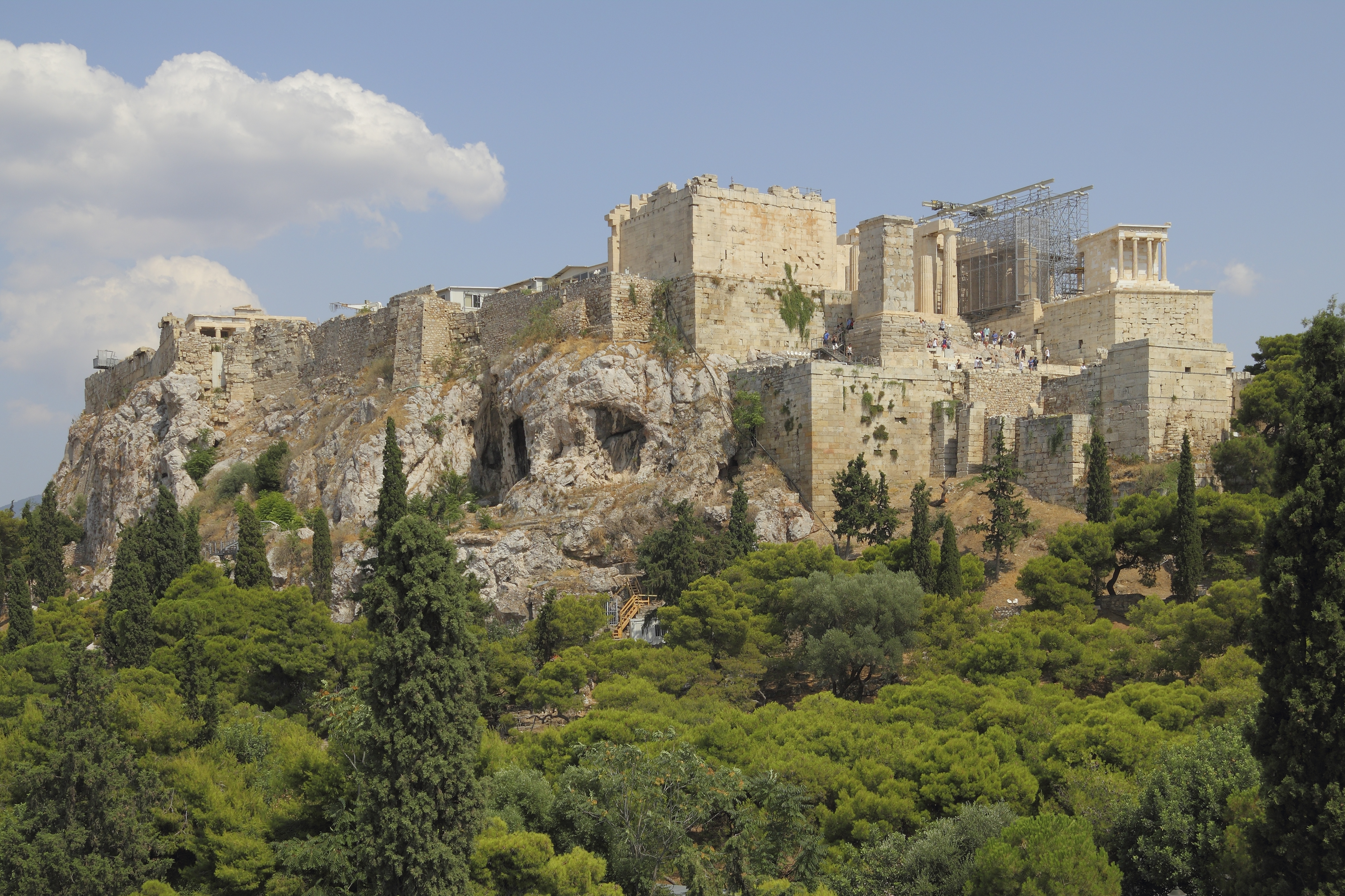
Athénská akropolis

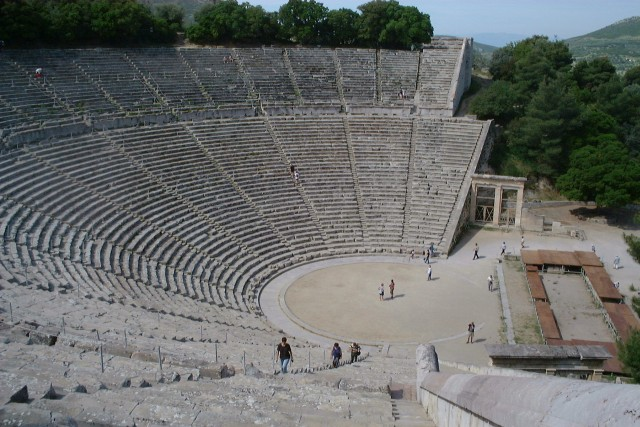
Epidauros

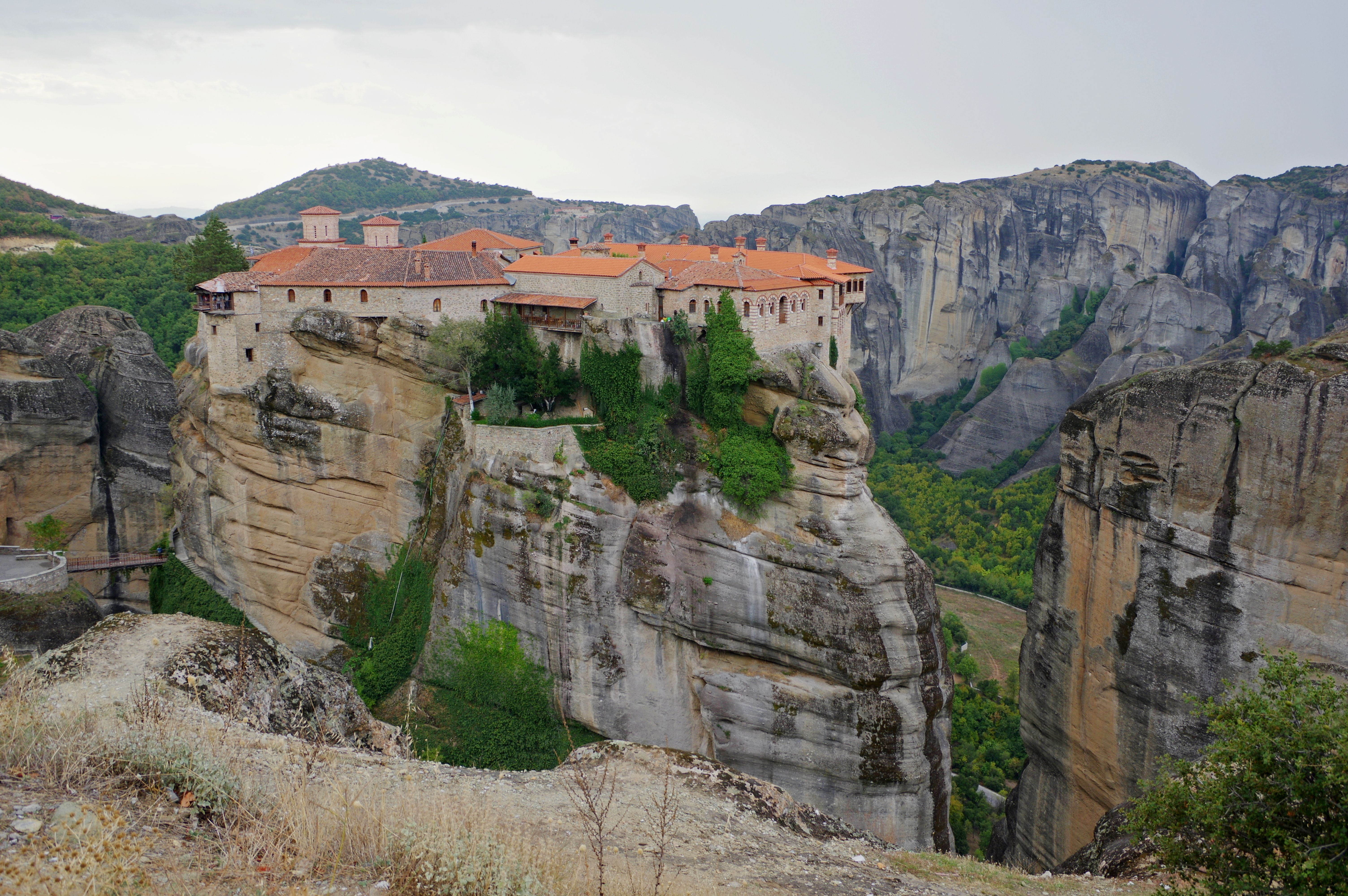
Kláštery Meteora

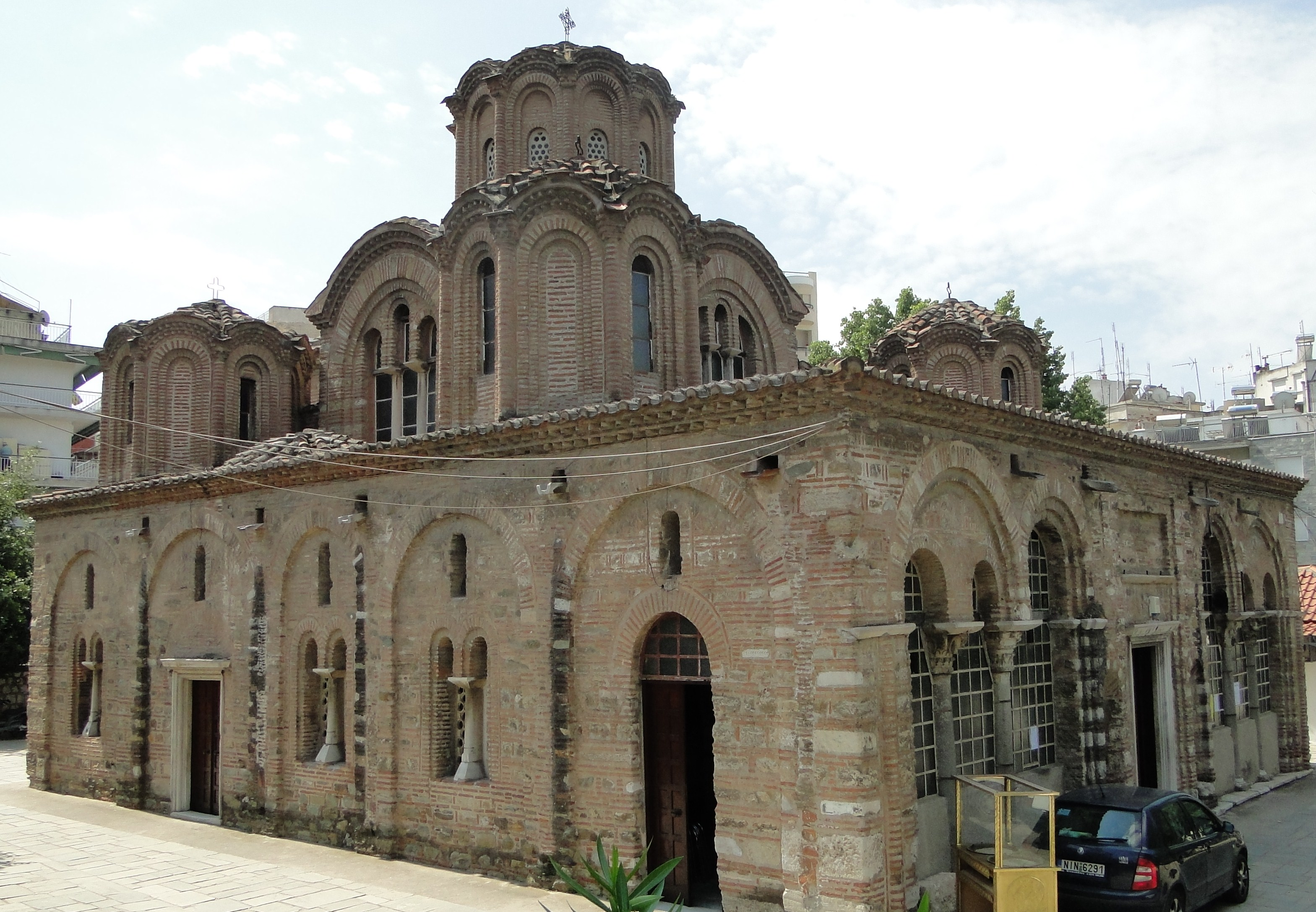
Soluň

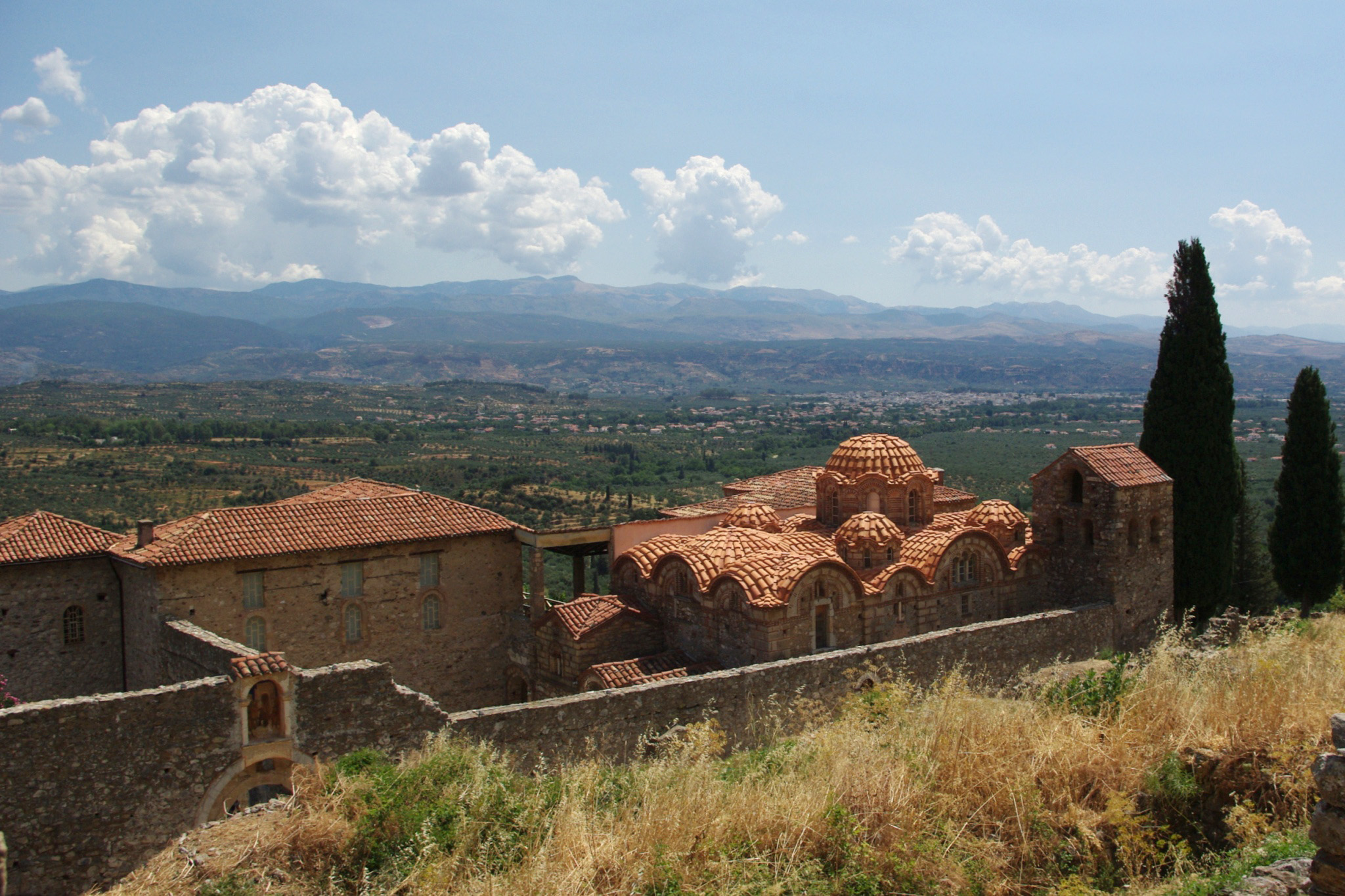
Mystras

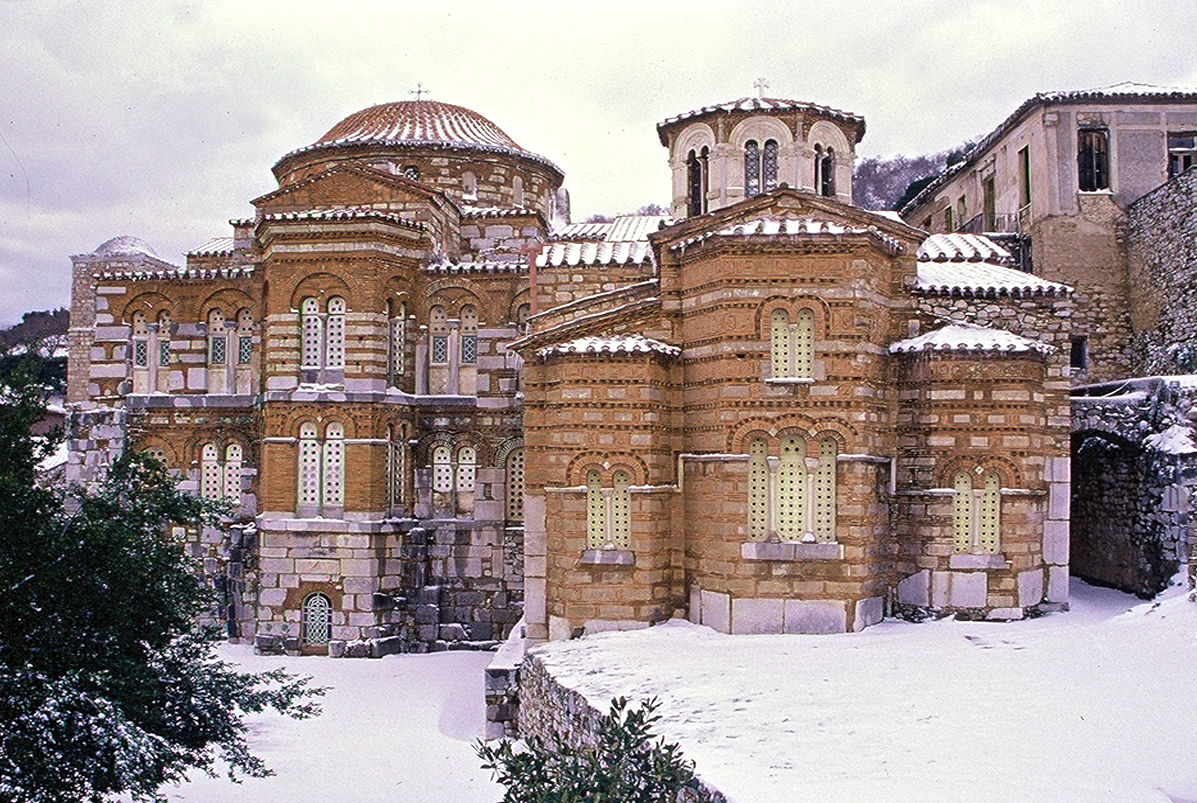
Klášter Hossios Loukas

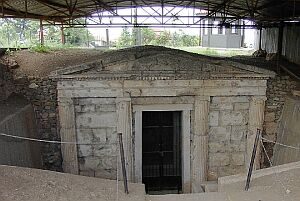
Vergina

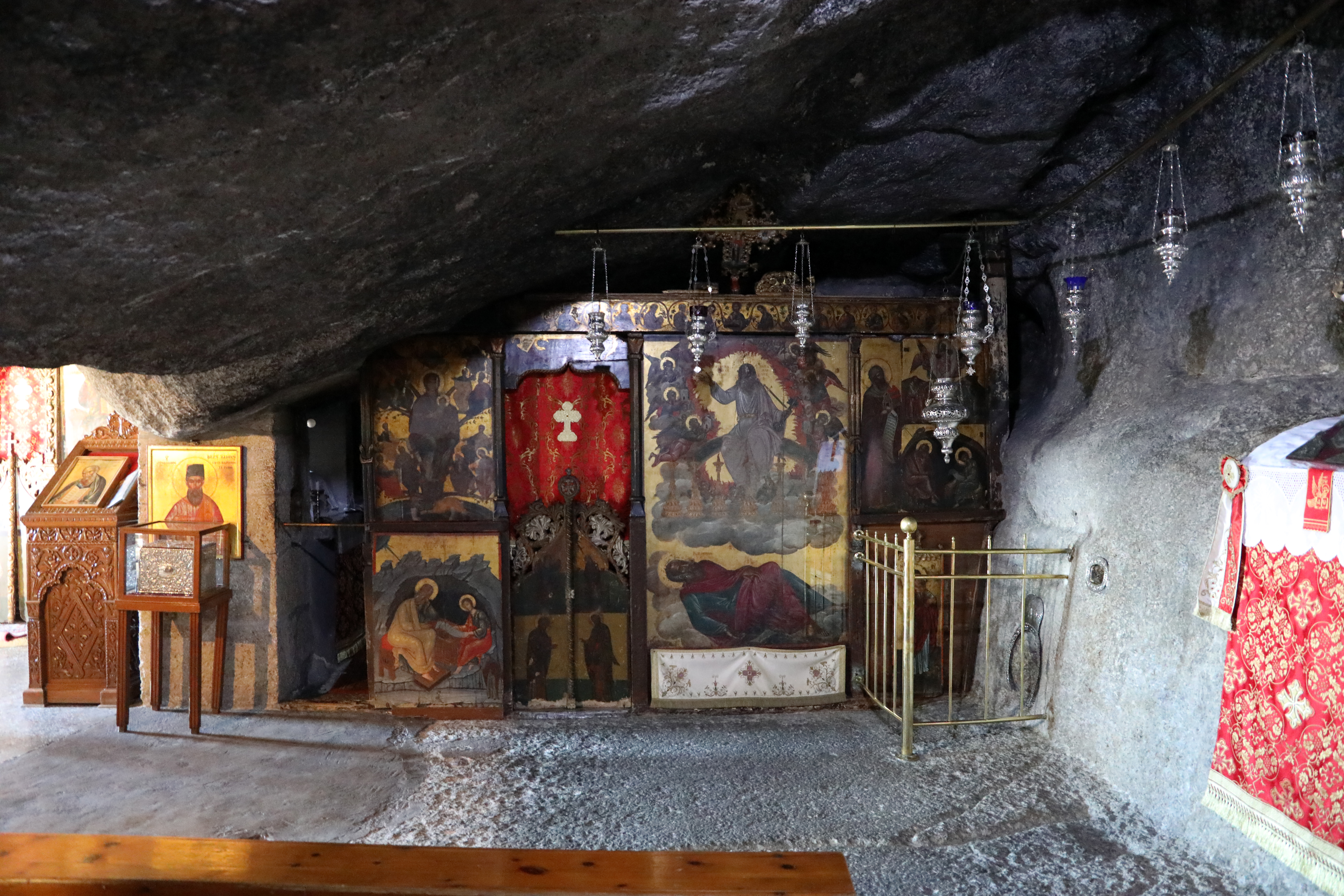
Pátmos

1. Apollónův chrám v Bassai
Temple of Apollo Epicurius at Bassae
Apollonův chrám z 5. století před naším letopočtem.
1986
http://whc.unesco.org/en/list/392
2. Athénská akropolis
Acropolis, Athens
Akropole obsahuje nejlepší a nejslavnější díla slavného klasického řeckého umění.
1987
http://whc.unesco.org/en/list/404
3. Archeologická lokalita v Delfách
Archaeological Site of Delphi
Náboženské centrum a symbol jednoty starého Řecka.
1987
 http://whc.unesco.org/en/list/393
4. Asklépiův chrám v Epidauru
Sanctuary of Asklepios at Epidaurus
Antické město na Peloponésu, jeho stavby patří mezi mistrovská díla.
1988
 http://whc.unesco.org/en/list/491
5. Středověké město Rhodos
Medieval City of Rhodes
Pevnost a jeden z nejkrásnějších urbanistických celků gotiky.
1988
 http://whc.unesco.org/en/list/493
6. Kláštery Meteora
Meteora
Kláštery vystavěné na nepřístupných skalách jsou významné svými freskami.
1988
 http://whc.unesco.org/en/list/455
7. Hora Athos
Mount Athos
Poloostrov a hora s mužskými kláštery, které byly duchovními centry pravoslavné církve od r. 1054.
1988
 http://whc.unesco.org/en/list/454
8. Soluň (Thessaloniké)
Paleochristian and Byzantine Monuments of Thessalonika
Raně křesťanské a byzantské památky, vynikající mozaiky.
1988
 http://whc.unesco.org/en/list/456
9. Archeologická naleziště v Olympii
Archaeological Site of Olympia
Posvátné místo starých Řeků a místo starořeckých olympijských her.
1989
 http://whc.unesco.org/en/list/517
10. Mystras
Mystras
Středověké byzantské město.
1989
 http://whc.unesco.org/en/list/511
11. Délos
Delos
Ostrov v Kykladském souostroví s chrámem Apollona býval prosperujícím přístavem a poutním místem.
1990
 http://whc.unesco.org/en/list/530
12. Kláštery Dafnion, Hosios Loukas a Nea Moni
Monasteries of of Chios
Klášter Dafnion (u Athén), Hossios Lukas (u Delf) a Nea Moni (na ostrově Chios) představují vrchol byzantské architektury.
1990
 http://whc.unesco.org/en/list/537
13. Pythagoreion a Héraion na Samu
Pythagoreion and Heraion of Samos
Ostrov v Egejském moři se zbytky pevnosti Pythagoreion a chrámu Héraion.
1992
 http://whc.unesco.org/en/list/595
14. Archeologická naleziště ve Vergině
Archaeological Site of Vergina
První metropole Makedonie, město Aigai. Zachovaly se zbytky paláce, zdobeného mozaikami, a hrobky.
1996
 http://whc.unesco.org/en/list/780
15. Mykény a Tíryns – archeologické lokality
Archaeological Sites of Mycenae and Tiryns
Impozantní ruiny dvou největších měst mykénské civilizace.
1999
 http://whc.unesco.org/en/list/941
16. Pátmos
Historic Centre Chorá with the Monastery of Saint John „the Theologian“ and the Cave of the Apocalypse on the Island of Pátmos
Ostrov v souostroví Dodekanés. Historické centrum (Chorá) s klášterem sv. Jana Evangelisty a jeskyní Apokalypsy – místo, kde měl sv. Jan napsat evangelium a Apokalypsu.
1999
 http://whc.unesco.org/en/list/942
17. Historické centrum Korfu
Old Town of Corfu
Stavební památky dokumentují 12 století historie města a ostrova. 
2007
http://whc.unesco.org/en/list/978
18. Archeologická lokalita Filippi
Archaeological Site of Philippi
Ruiny města založeného v roce 356 před naším letopočtem.
2016
http://whc.unesco.org/en/list/1517
19. Kulturní krajina Zagori
Zagori Cultural Landscape
Kulturní krajina charakterizovaná kamennými vesnicemi, jejichž výstavba je přizpůsobena okolní horské krajině.
2023
http://whc.unesco.org/en/list/1695
20. Mínojské paláce
Minoan Palatial Centres
6 palácových komplexů v různém stupni dochovalosti, z období mezi roky 1900 a 1100 před naším letopočtem.
2025
https://whc.unesco.org/en/list/1733

## San Marino

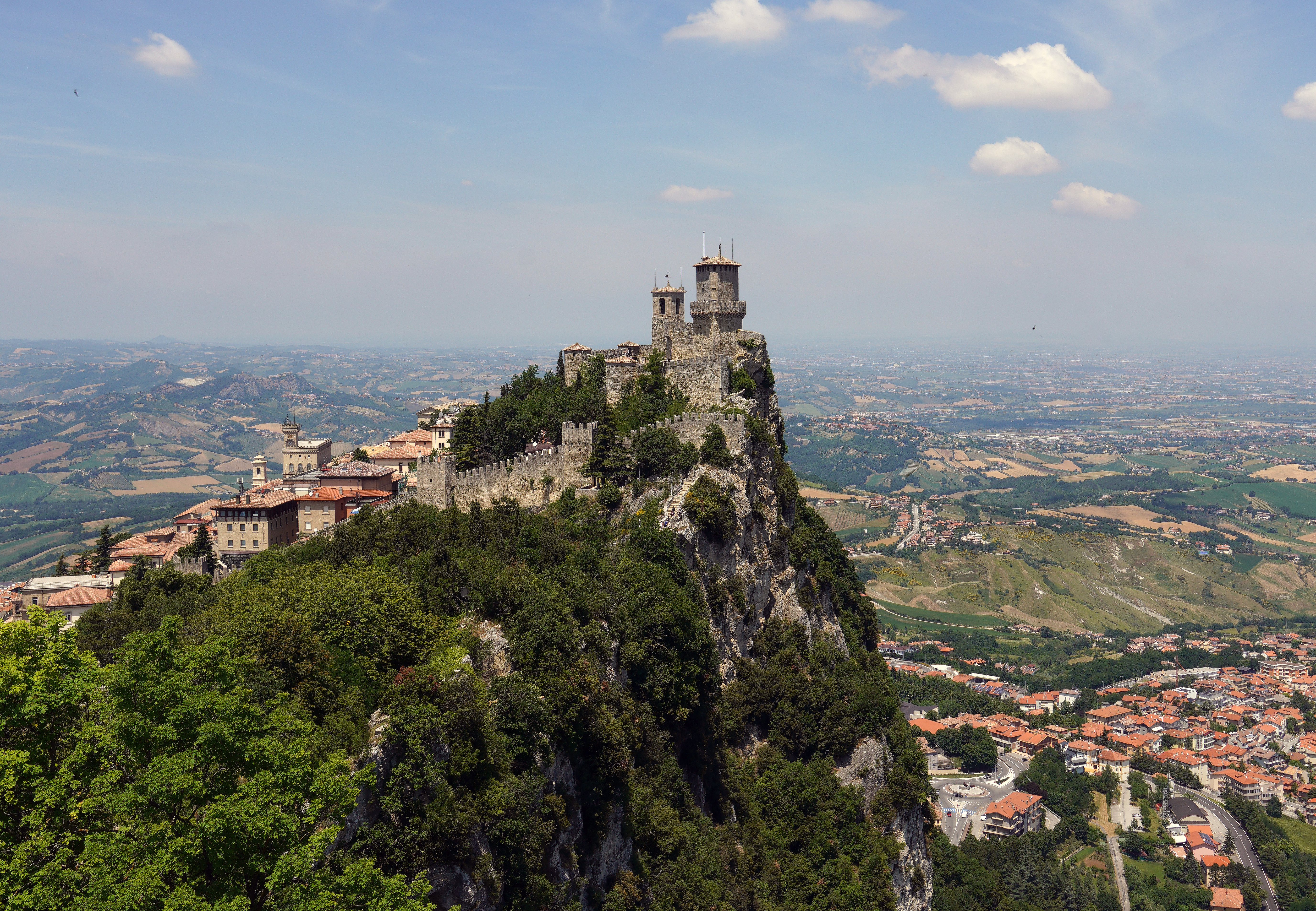
San Marino

1. Historické centrum San Marina a Monte Titano
San Marino Historic Centre and Mount Titano
2008
http://whc.unesco.org/en/list/

## Severní Makedonie

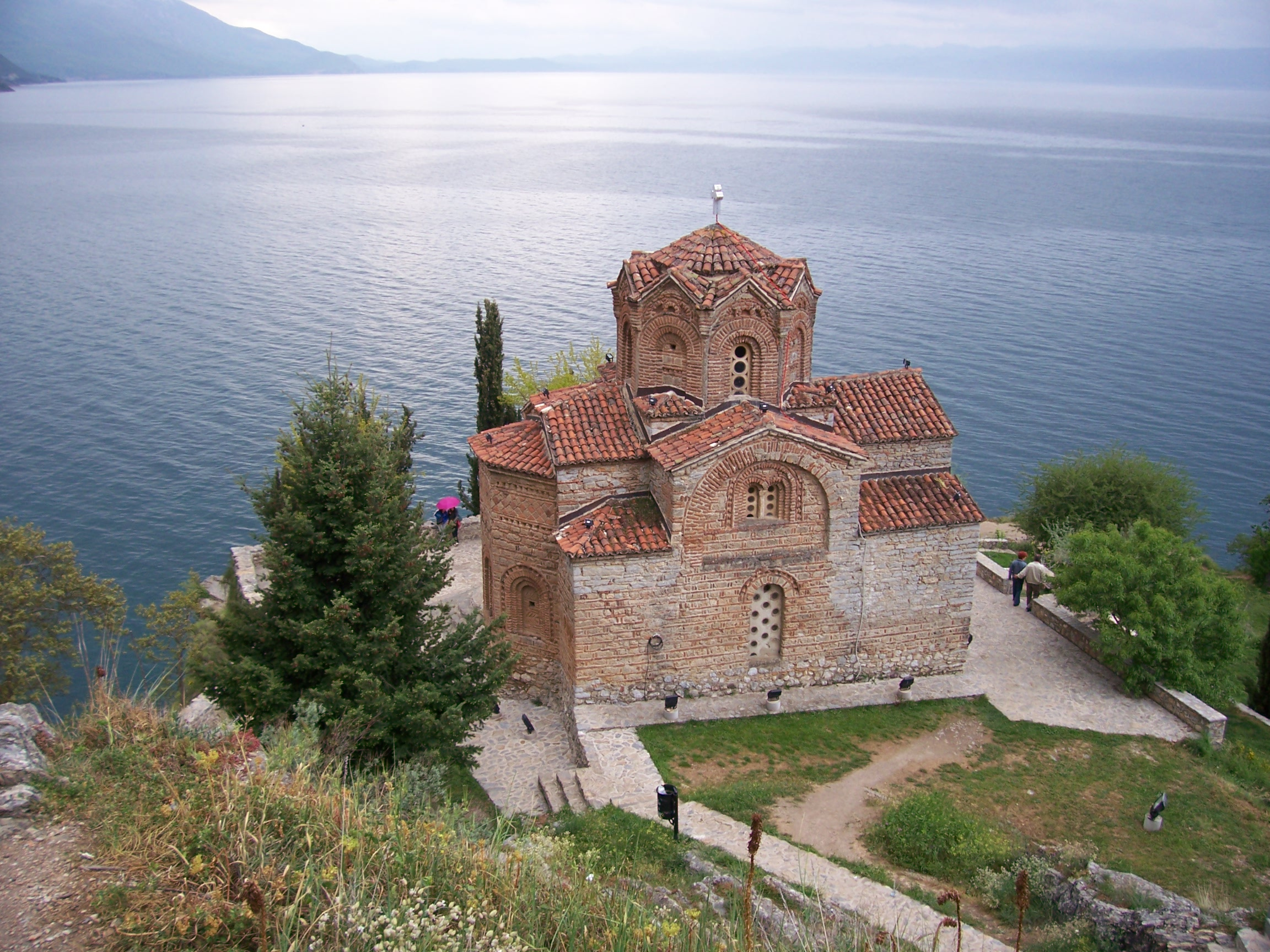
Kostel sv. Jana v Ochridu

1. Přírodní a kulturní dědictví ochridského regionu 
Natural and Cultural Heritage of the Ohrid region
Ochridské jezero a okolní kulturní krajina s raně-křesťanskými chrámy
1979, 1980, 2019
http://whc.unesco.org/en/list/99
2. Původní bukové lesy Karpat a dalších oblastí Evropy
Primeval Beech Forests of the Carpathians and Other Regions of Europe
Zachovalé bučiny v různých oblastech Evropy od Pyrenejí po Černé moře.
2007, 2011, 2017, 2021
http://whc.unesco.org/en/list/1133

## Slovensko

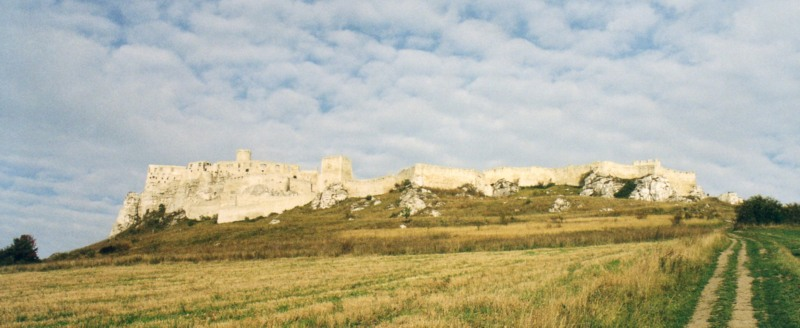
Spišský hrad

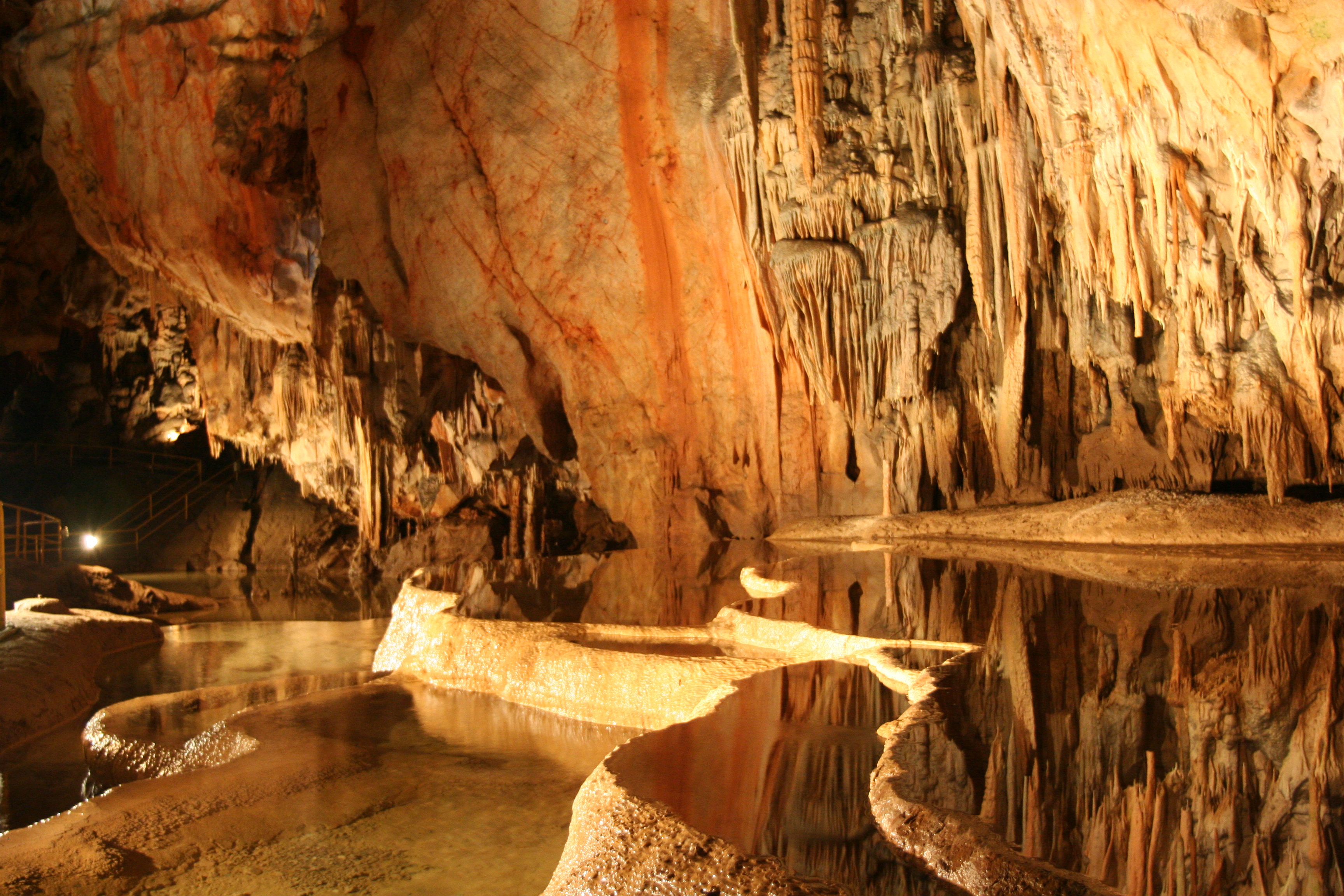
Jeskyně Domica

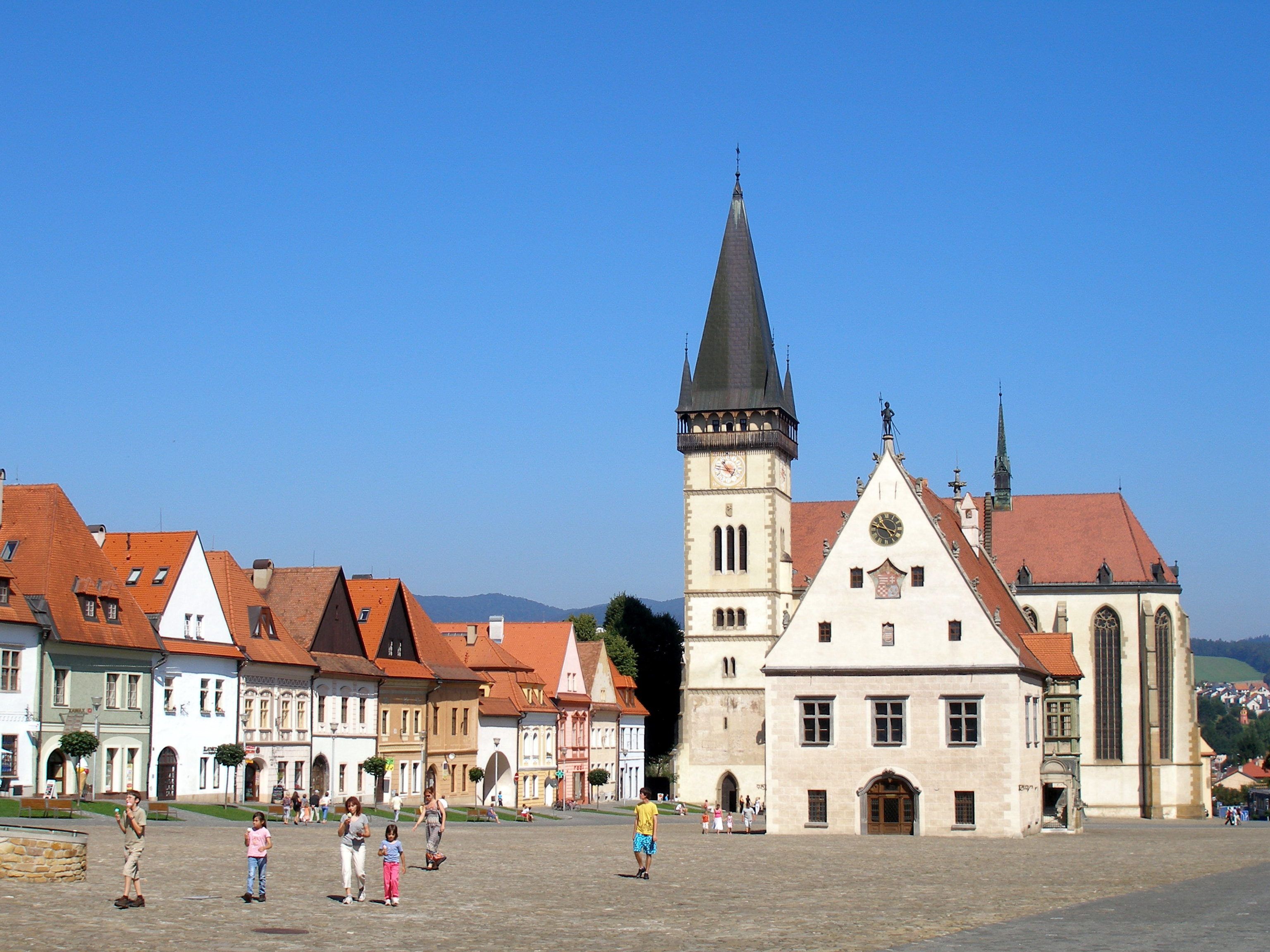
Bardejov

1. Banská Štiavnica
Banská Štiavnica
Historické centrum hornického města má mnoho renesančních památek.
1993
 http://whc.unesco.org/en/list/618
2. Spišský hrad a okolí
Spišský Hrad and its Associated Cultural Monuments
Spišský hrad, Podhradí, Kapitula a kostel Žehra, jeden z nejrozsáhlejších obranných celků ve střední Evropě, a město Levoča.
1993, 2009
 http://whc.unesco.org/en/list/620
3. Vlkolínec
Vlkolínec
Původní lidová architektura v odlehlé vesnici.
1993
 http://whc.unesco.org/en/list/622
4. Jeskyně Baradla a Slovenský kras
Caves of Aggtelek Karst and Slovak Karst
Rozsáhlý krasový systém zahrnující na 712 objevených jeskyň jako Jasovskou či Krásnohorskou jeskyni.
1995, 2000
 http://whc.unesco.org/en/list/725
5. Městská památková rezervace Bardejov
Bardejov Town Conservation Reserve
Středověké opevněné město.
2000
 http://whc.unesco.org/en/list/973
6. Původní bukové lesy Karpat a dalších oblastí Evropy
Primeval Beech Forests of the Carpathians
Rezervace hranicích Slovenska, Ukrajiny a Polska (Havešová, Stužica, Rožok, Kyjovský prales). 
2007, 2021
http://whc.unesco.org/en/list/1133
7. Dřevěné chrámy slovenských Karpat
Wooden Churches of the Slovak part of Carpathian Mountain Area
2007
http://whc.unesco.org/en/list/1273/
8. Hranice římské říše - Dunajský limes
Frontiers of the Roman Empire – The Danube Limes (Western Segment)
Pozůstatky hraničního opevnění a další staveb, které se nacházejí v Německu, Rakousku a Slovensku. 
2021
http://whc.unesco.org/en/list/1608

## Slovinsko

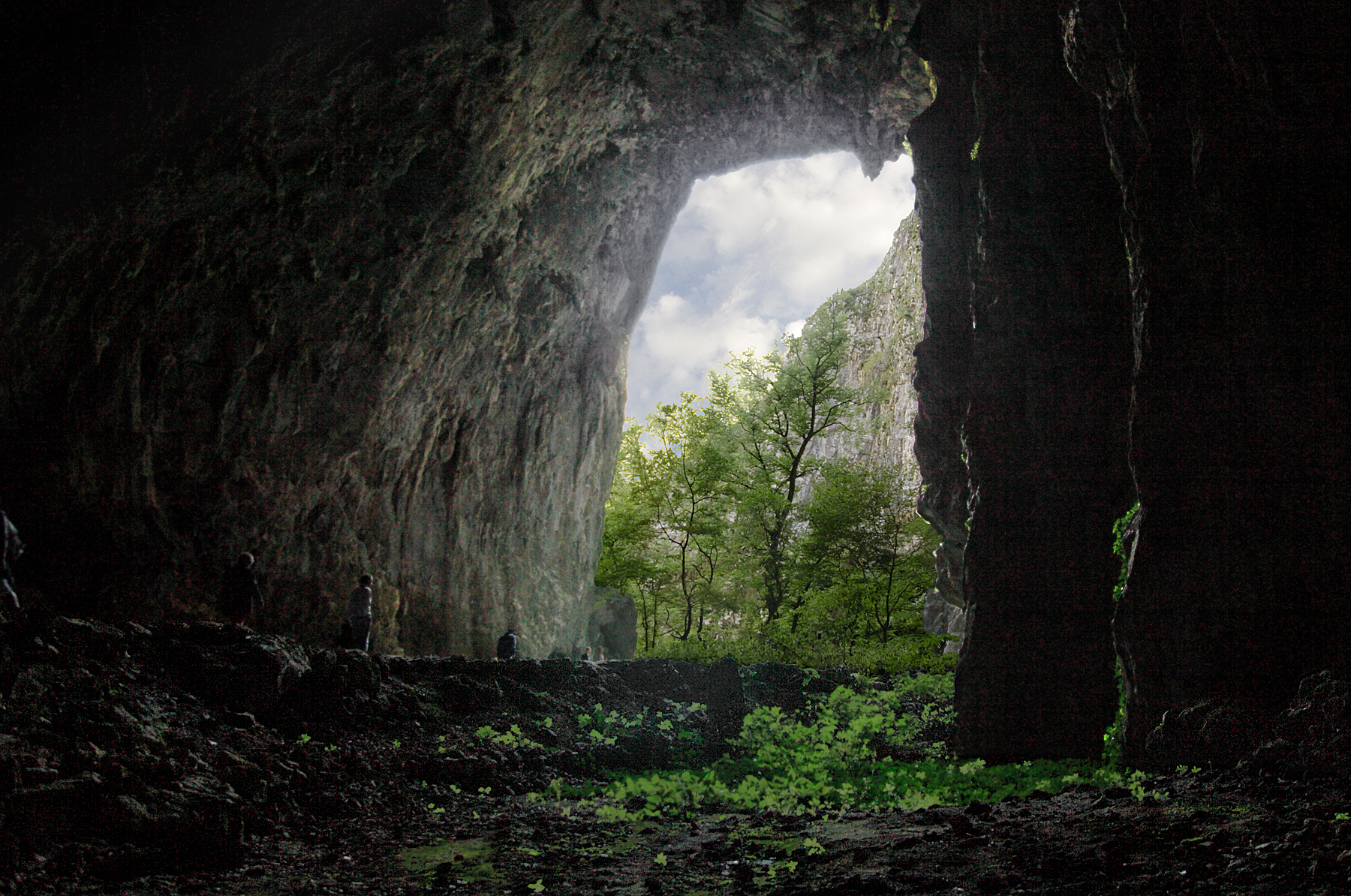
Škocjanské jeskyně

1. Škocjanské jeskyně
Škocjan Caves
Systém vápencových jeskyní a propastí.
1986
 http://whc.unesco.org/en/list/390
2. Prehistorická kůlová obydlí v Alpách
Prehistoric Pile dwellings around the Alps
Kůlová obydlí z období 5000 až 500 let před naším letopočtem v blízkosti jezer, řek či mokřadů.
2011
 http://whc.unesco.org/en/list/1363
3. Dědictví rtuti - Almadén a Idrija
Heritage of Mercury. Almadén and Idrija
Jedny z největších světových dolů na rtuť ve Španělsku a Slovinsku.
2012
http://whc.unesco.org/en/list/1313
4. Původní bukové lesy Karpat a dalších oblastí Evropy
Primeval Beech Forests of the Carpathians and Other Regions of Europe
Zachovalé bučiny v různých oblastech Evropy od Pyrenejí po Černé moře.
2007, 2011, 2017, 2021
http://whc.unesco.org/en/list/1133
5. Díla Jože Plečnika v Lublani
The works of Jože Plečnik in Ljubljana – Human Centred Urban Design
Soubor veřejných staveb a veřejných prostranství v Lublani od architekta Jože Plečnika.
2021
http://whc.unesco.org/en/list/1643

## Spojené království

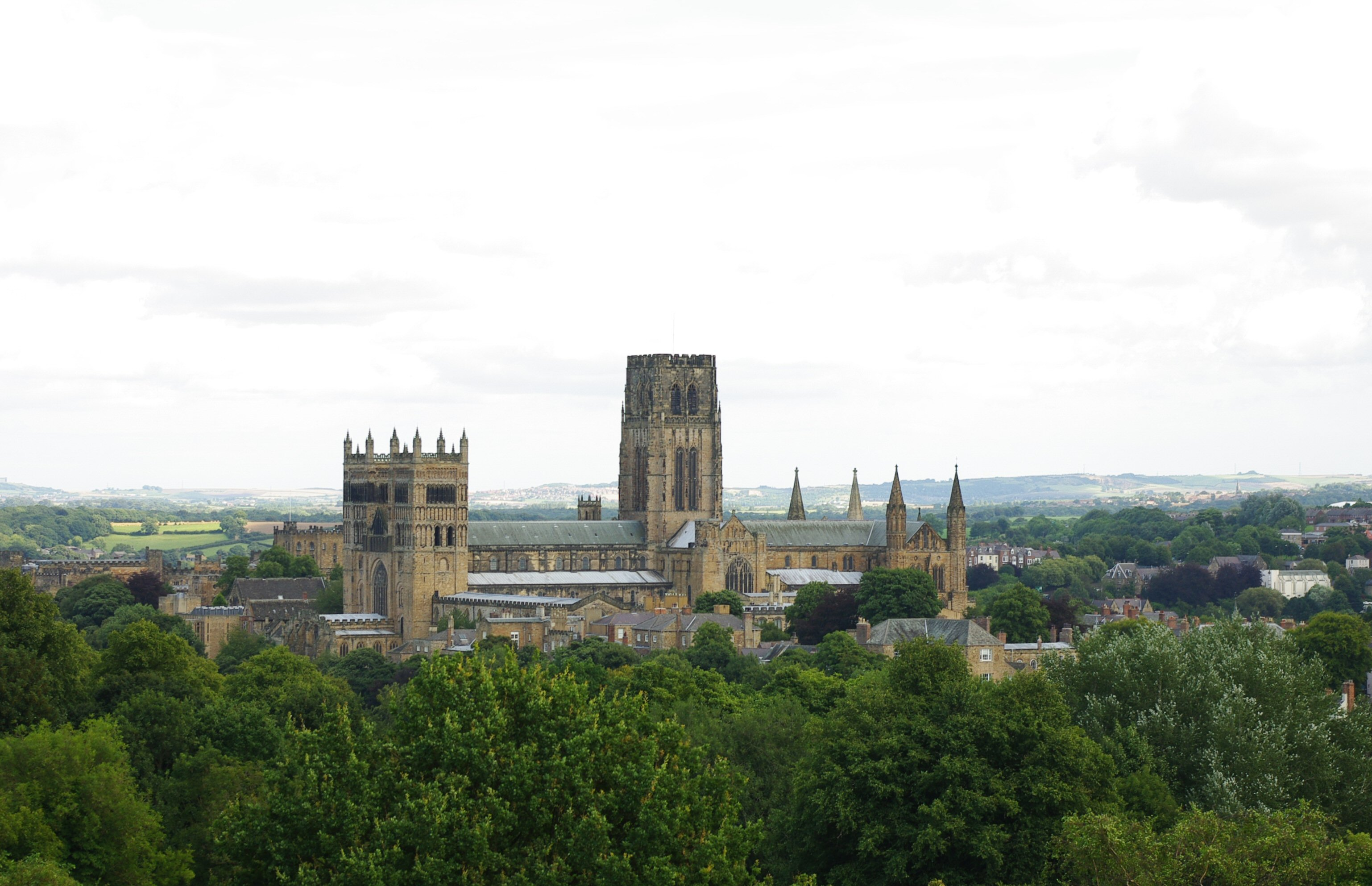
Katedrála v Durhame

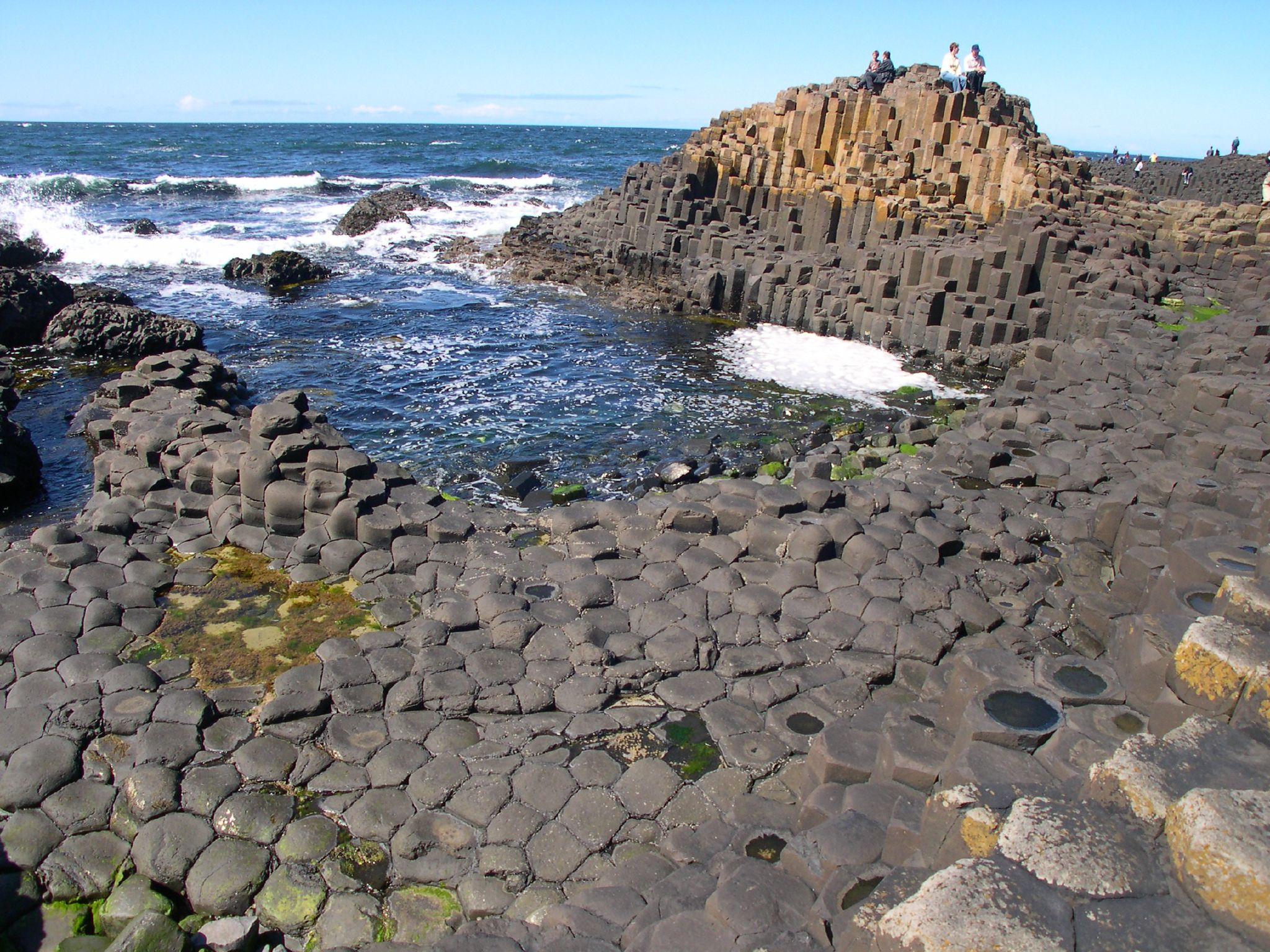
Giant's Causeway

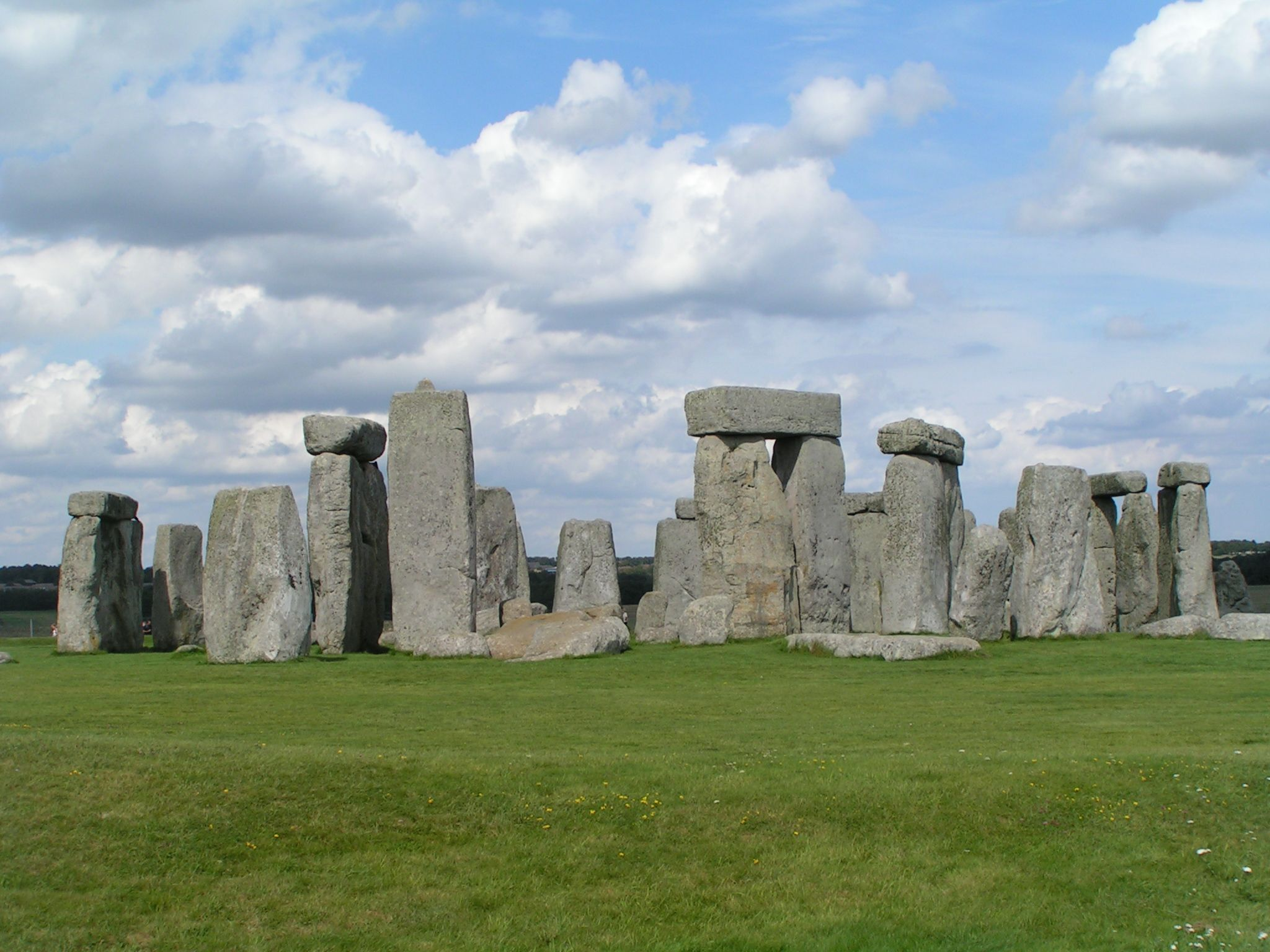
Stonehenge

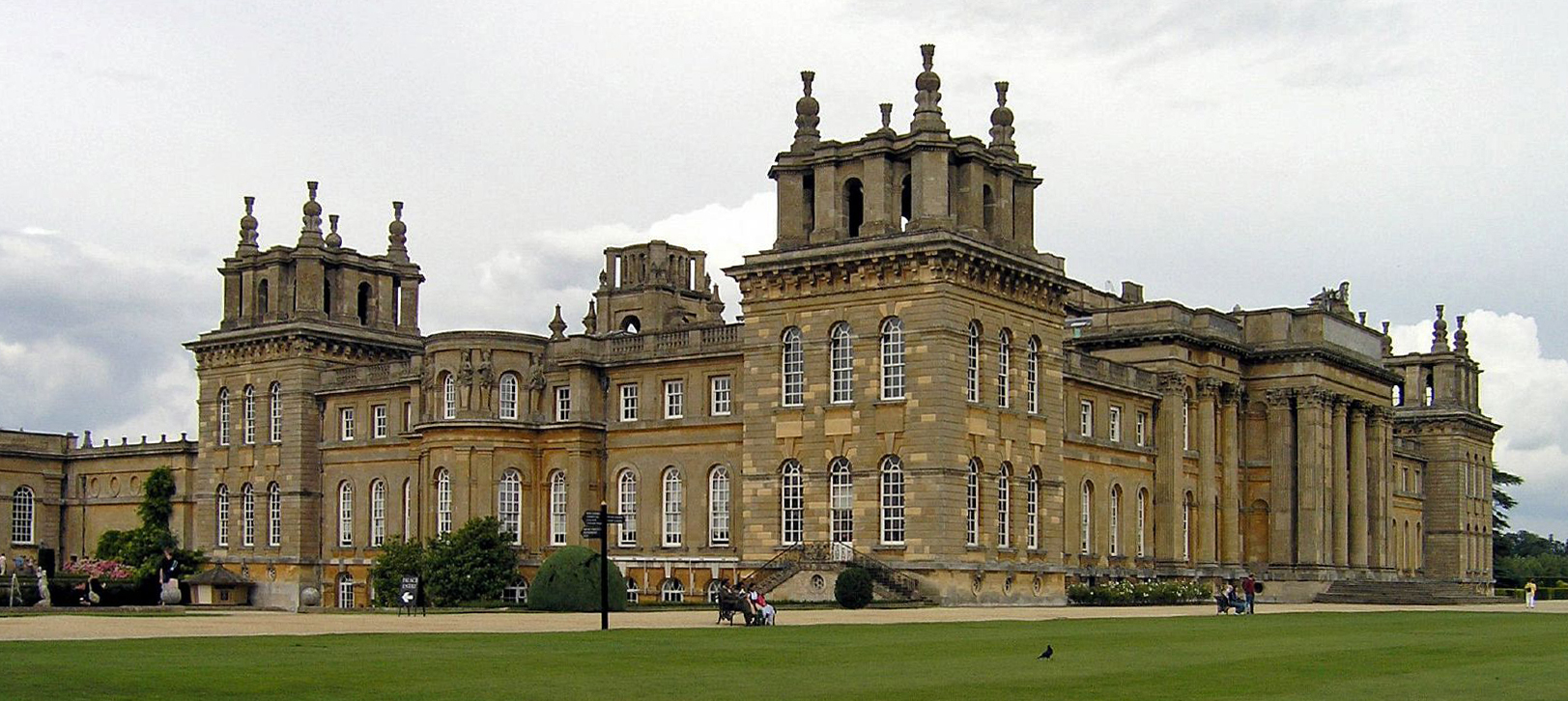
Blenheimský palác

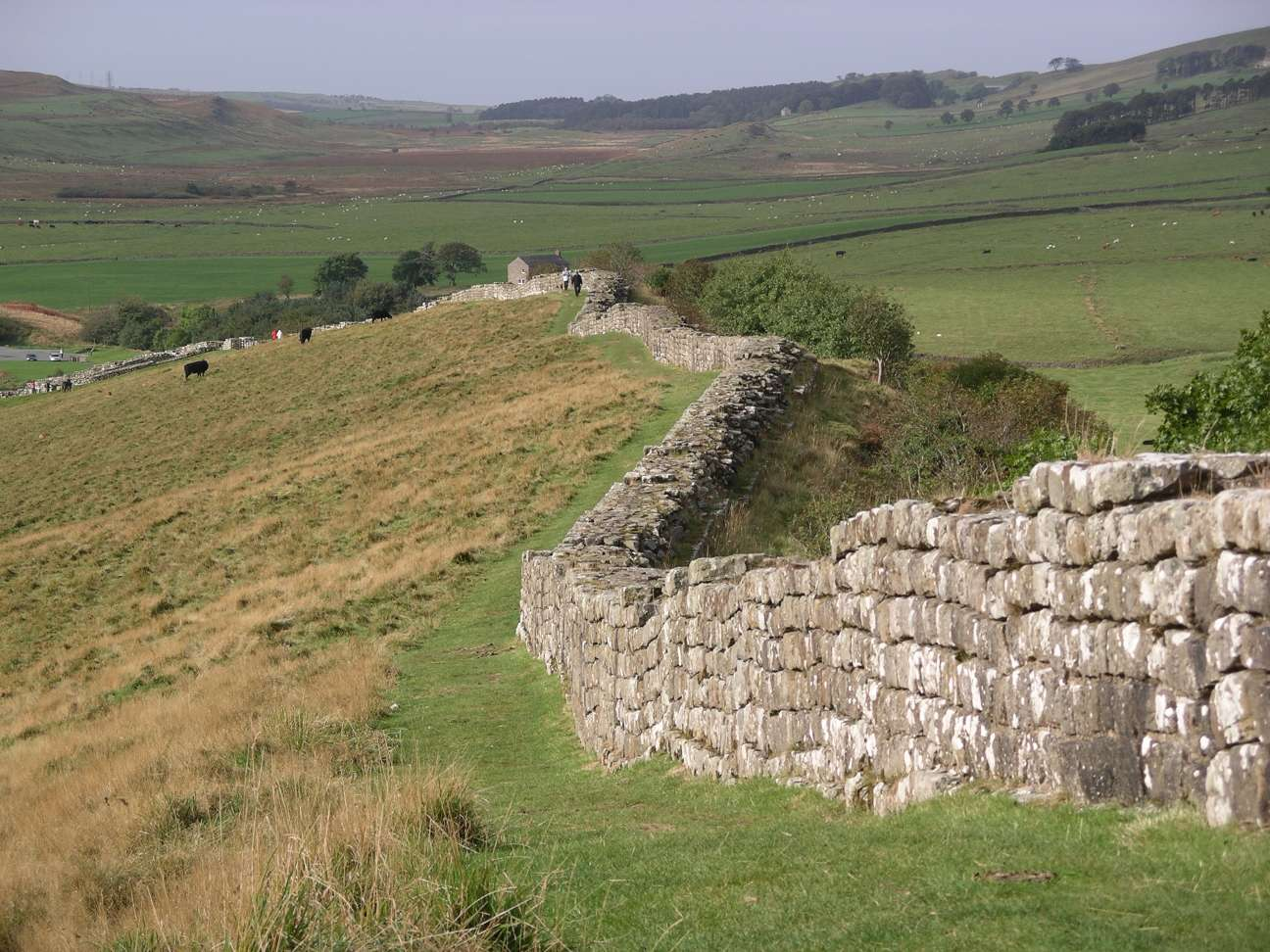
Hadriánův val

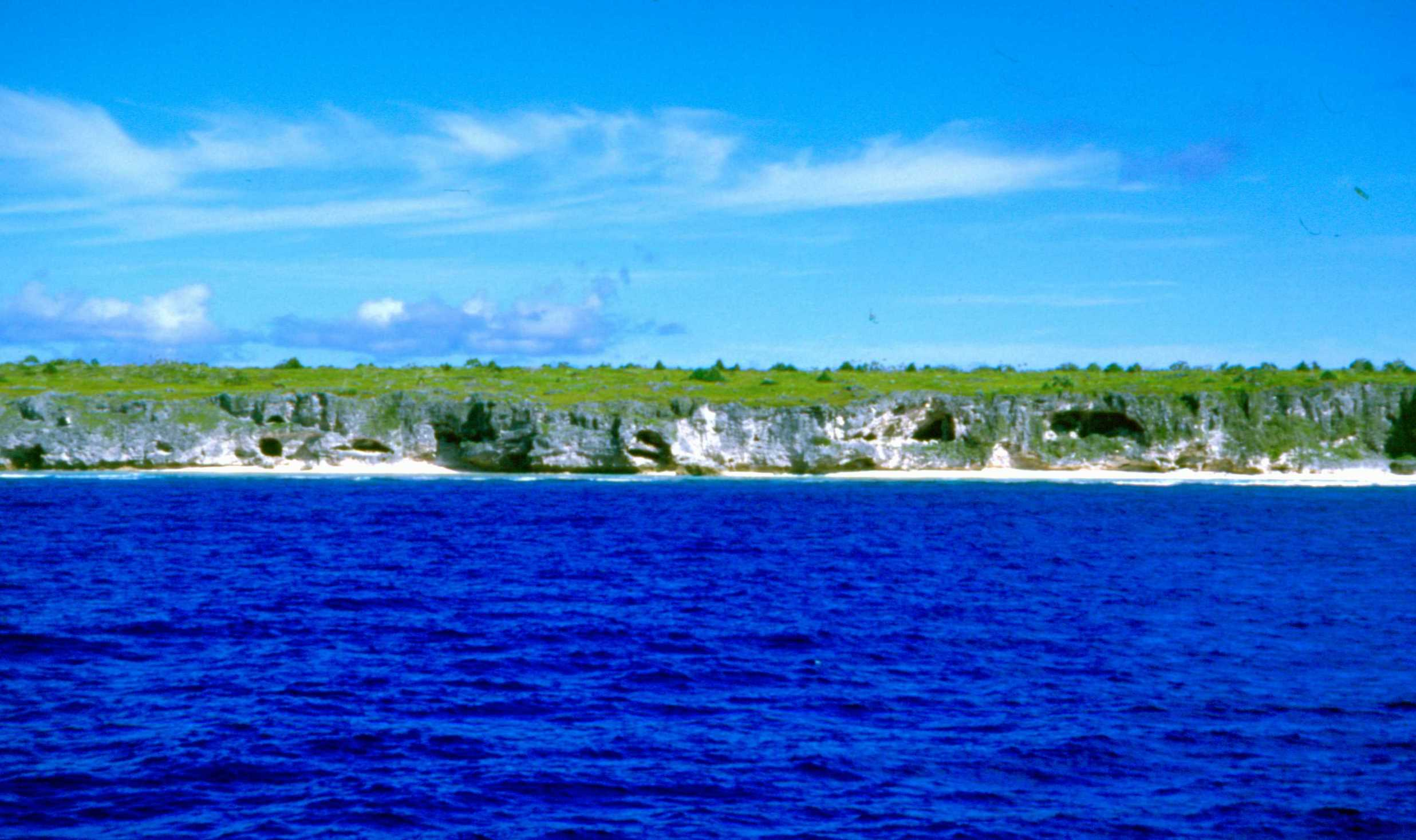
Hendersonův ostrov

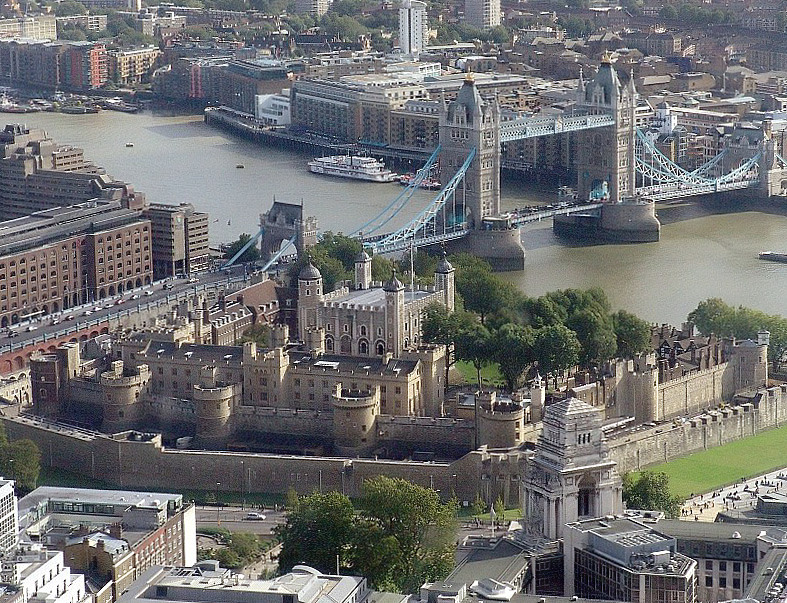
Tower

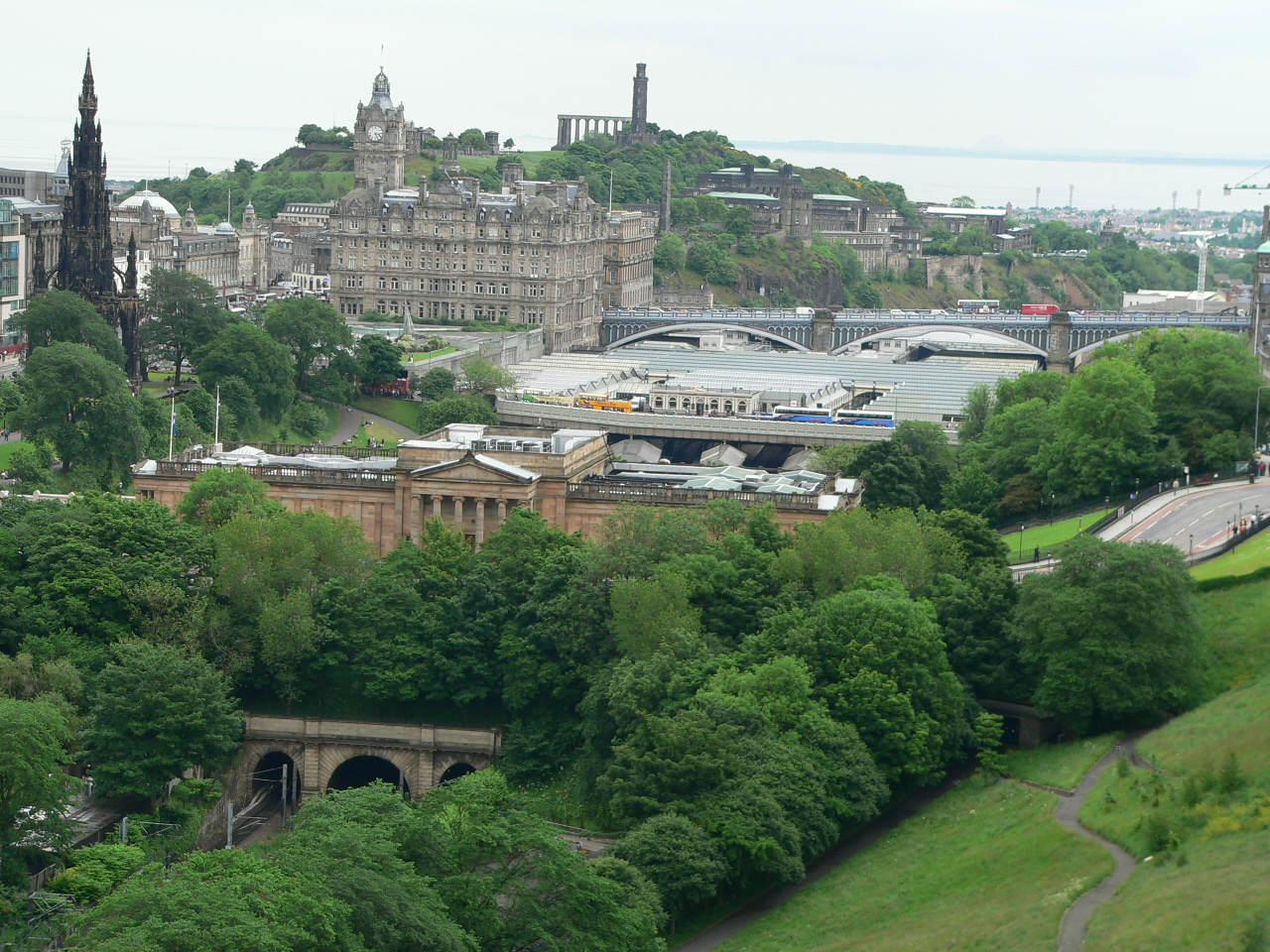
Edinburgh

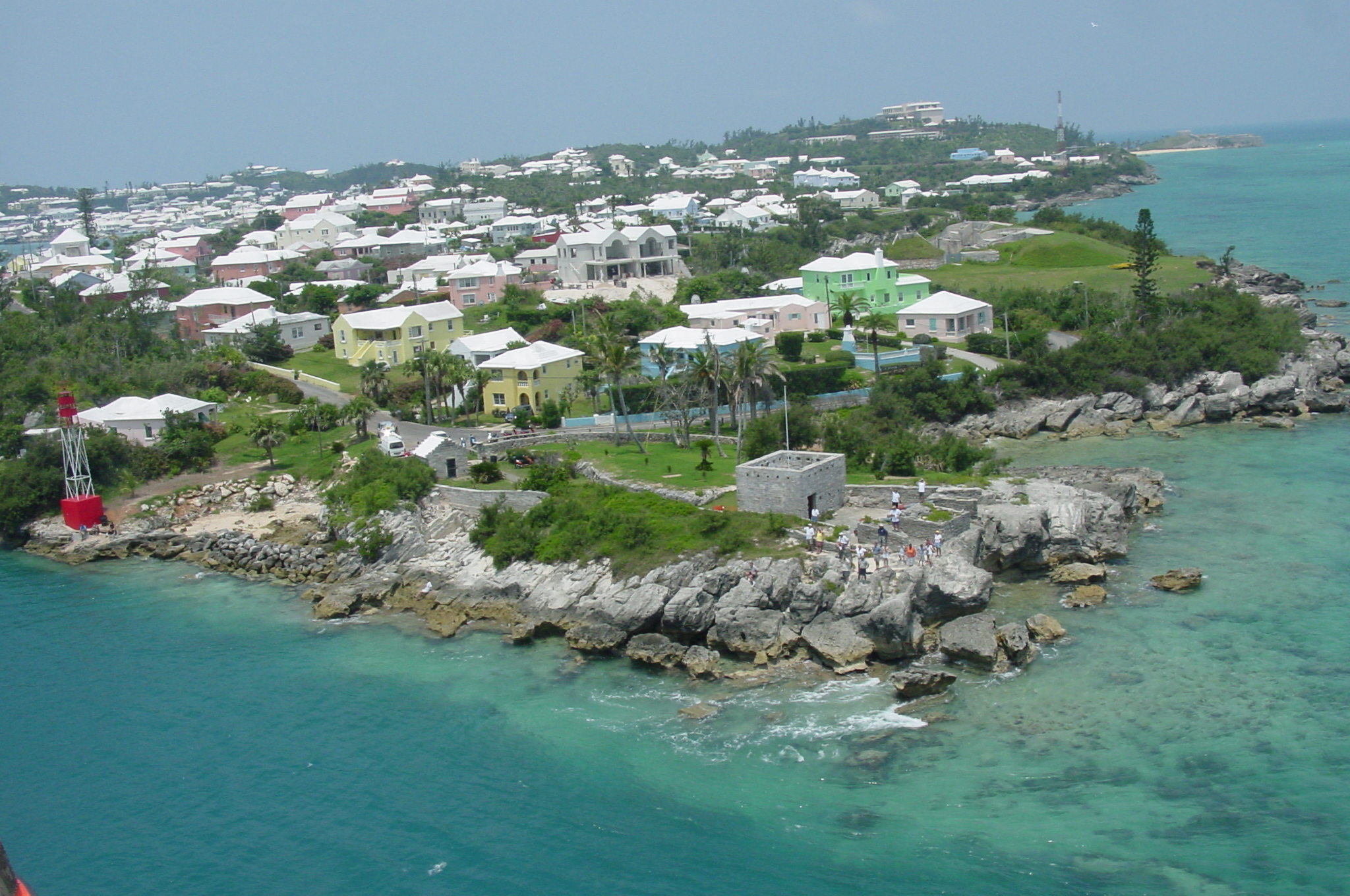
St. George a přilehlé pevnosti

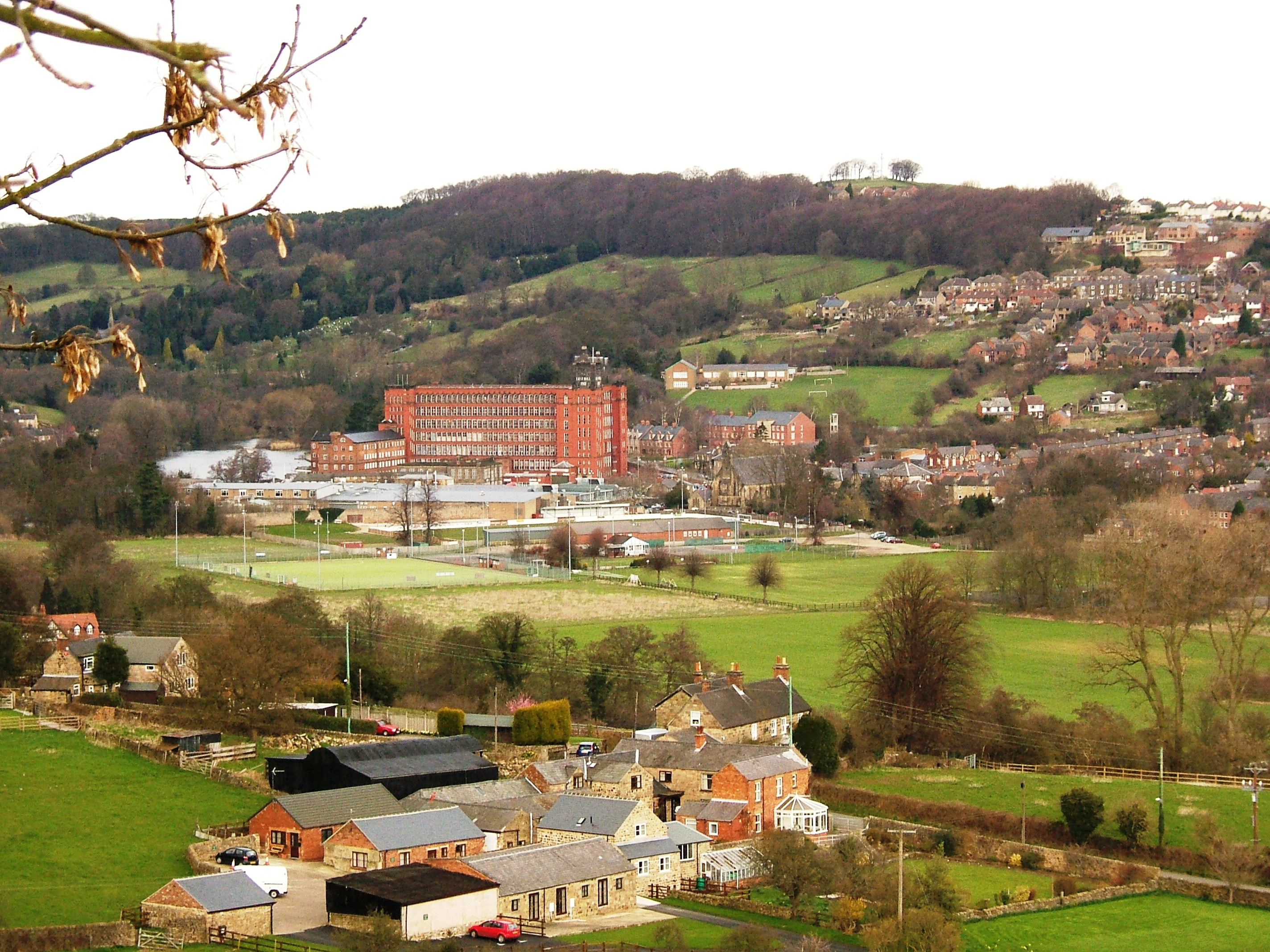
Derwent Valley Mills

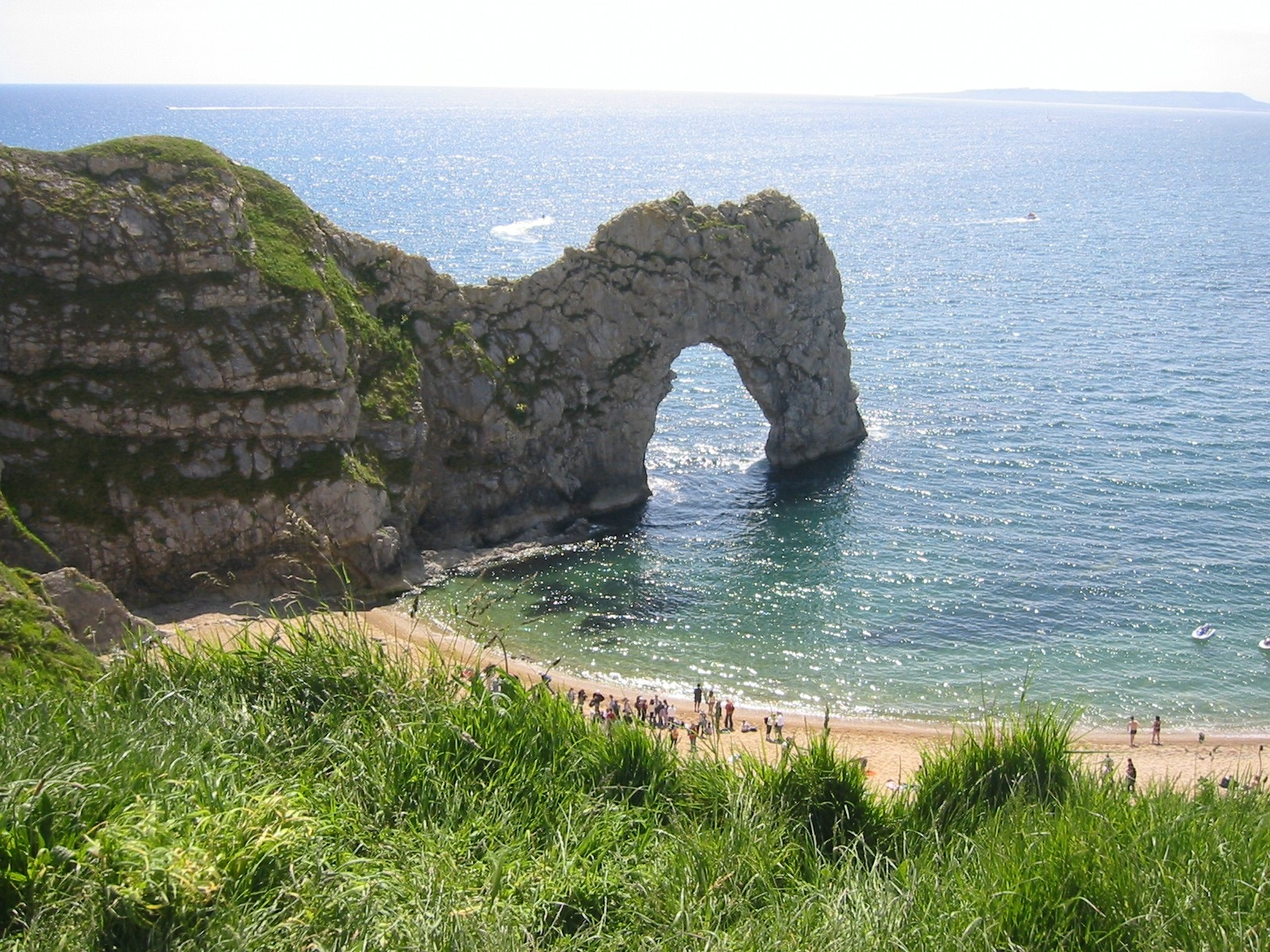
Pobřeží Dorsetu a Východního Devonu

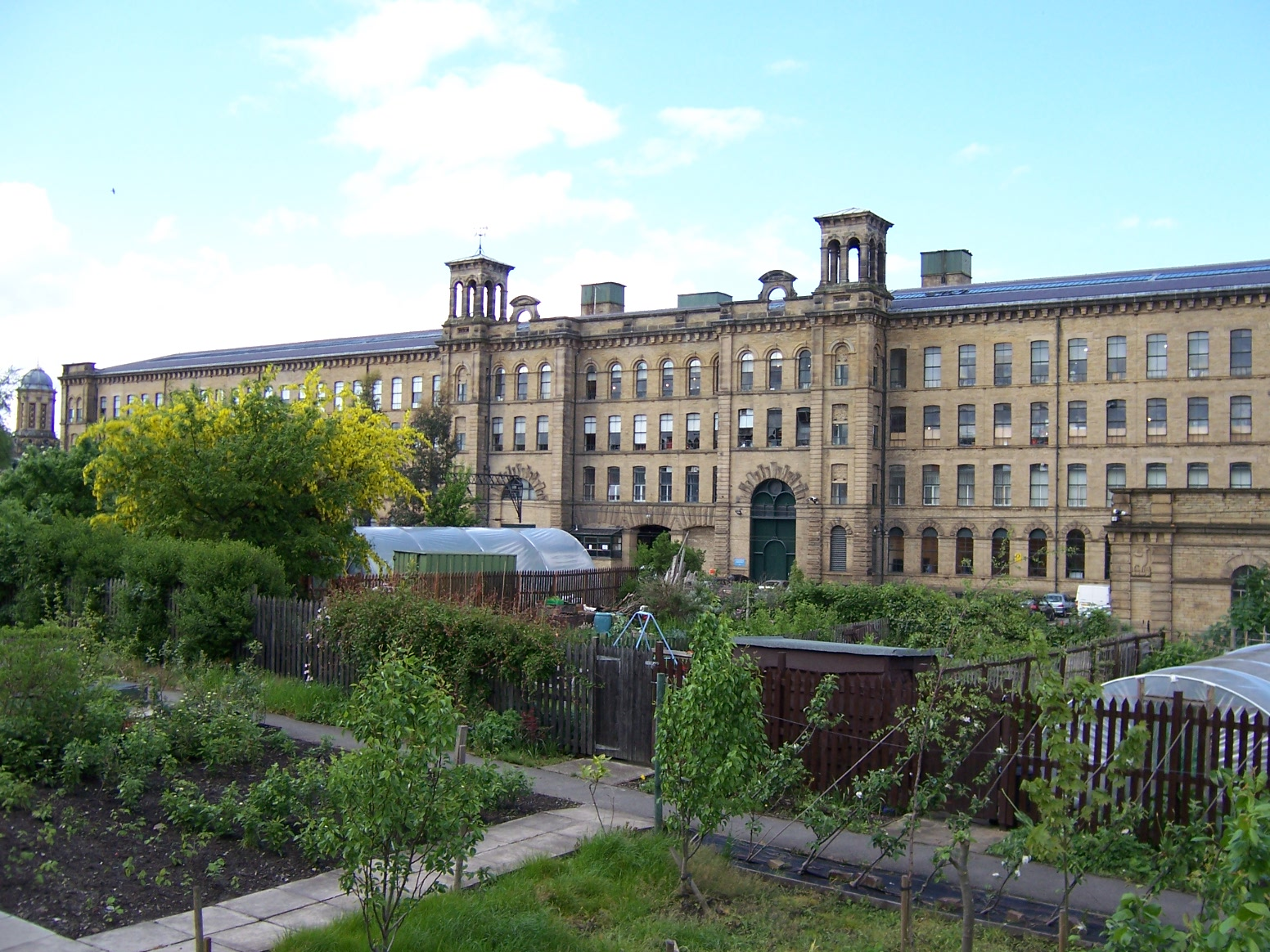
Saltaire

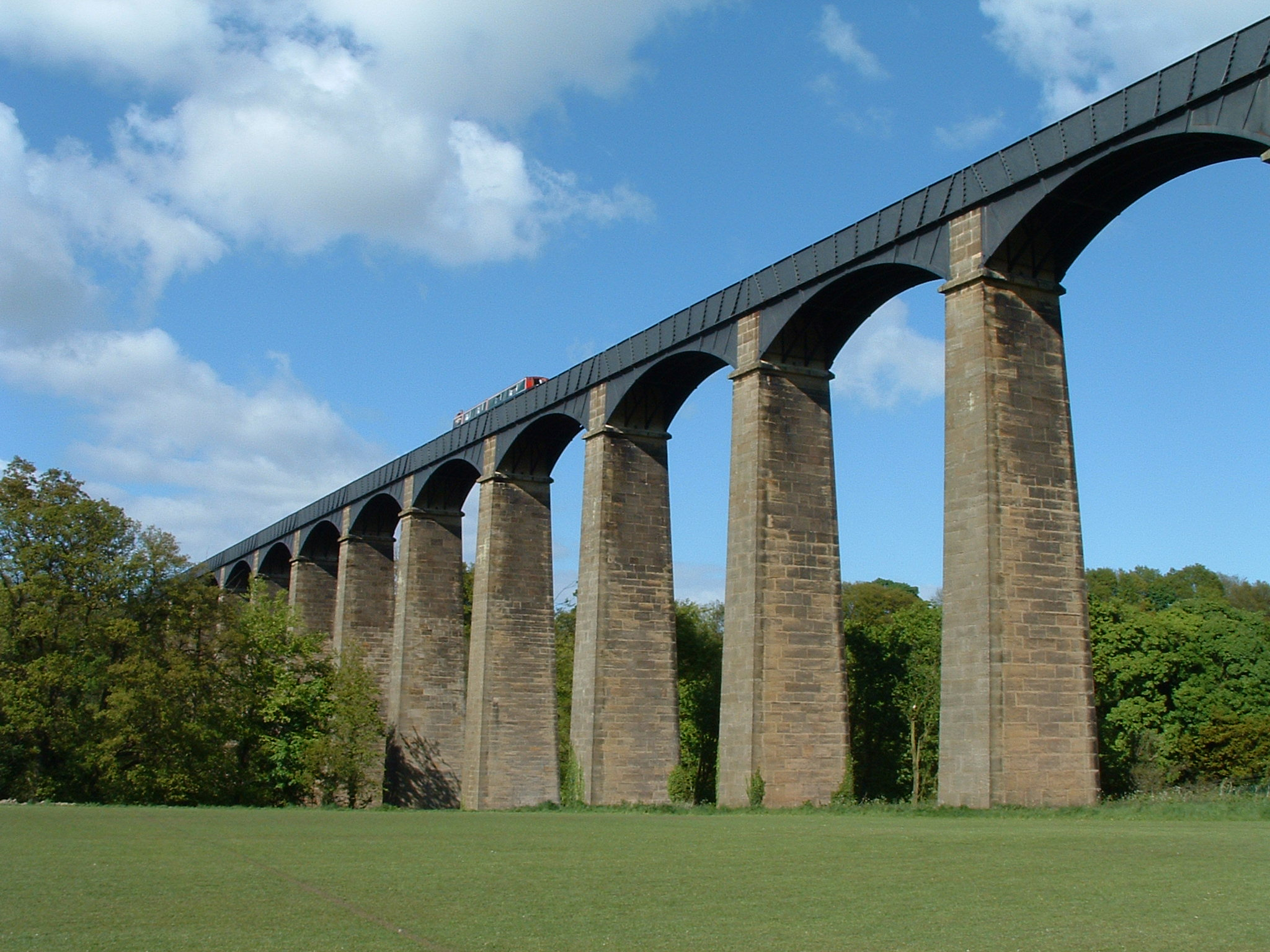
Akvadukt Pontcysyllte

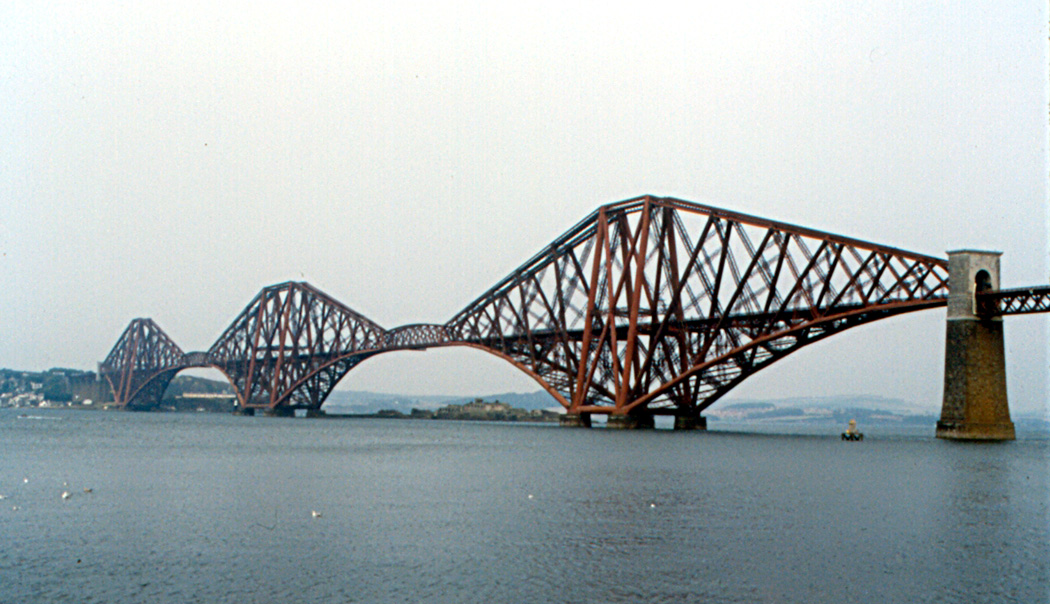
Forth Bridge

1. Gwynedd (Wales)
Castles and Town Walls of King Edward in Gwynedd
Hrady a opevnění krále Eduarda I. z 13. století jsou příkladem obranné architektury.
1986
 http://whc.unesco.org/en/list/374
2. Durham
Durham Castle and Cathedral
Pevnost a katedrála z 11. a 12. století jsou příklady normanské architektury.
1986
 http://whc.unesco.org/en/list/370
3. Giant's Causeway (Severní Irsko)
Giant's Causeway and Causeway Coast
Čedičové útvary a skalní pobřeží v okolí.
1986
 http://whc.unesco.org/en/list/369
4. Iron Bridge
Ironbridge Gorge
Technické památky na průmyslovou revoluci v údolí řeky Severn, první litinový most na světě.
1986
 http://whc.unesco.org/en/list/371
5. St. Kilda (Skotsko)
St Kilda
Souostroví vulkanického původu se skalními útesy a hnízdišti ohrožených druhů ptáků.
1986, 2004, 2005
 http://whc.unesco.org/en/list/387
6. Stonehenge a Avebury
Stonehenge, Avebury and Associated Sites
Lokality památek megalitické kultury.
1986
 http://whc.unesco.org/en/list/373
7. Královský park Studley
Studley Royal Park including the Ruins of Fountains Abbey
Královský park založený v 18. století, zámek a ruiny opatství
1986
 http://whc.unesco.org/en/list/372
8. Blenheimský palác
Blenheim Palace
Zámek z 18. století je typickým příkladem knížecího obydlí.
1987
 http://whc.unesco.org/en/list/425
9. Bath
City of Bath
Město založené Římany, s lázeňským komplexem a elegantní novoklasicistní architekturou.
1987
http://whc.unesco.org/en/list/428
10. Hadriánův val
Frontiers of the Roman Empire
Zbytky obranného valu, který ve 2. století postavili Římané mezi Anglií a Skotskem. Pokračuje dále napříč Evropou až k Černému moři.
1987, 2005, 2008
 http://whc.unesco.org/en/list/430
11. Londýn, Westminster
Westminster Palace, Westminster Abbey and Saint Margaret's Church
Původní královská rezidence (nyní sídlo parlamentu), přestavěná v novogotickém stylu, spolu s opatstvím a kostelem z 11. století.
1987
 http://whc.unesco.org/en/list/426
12. Hendersonův ostrov
Henderson Island
Ostrov v jižním Pacifiku, jeden ze skupiny Pitcairnových ostrovů. Představuje přírodu nedotčenou člověkem.
1988
 http://whc.unesco.org/en/list/487
13. Canterbury
Canterbury Cathedral, St Augustine's Abbey, and St Martin's Church
Katedrála, kostel sv. Martina (nejstarší v Anglii) a bývalé opatství sv. Augustina.
1988
 http://whc.unesco.org/en/list/496
14. Tower v Londýně
Tower of London
Londýnský hrad.
1988
 http://whc.unesco.org/en/list/488
15. Ostrovy Gough a Inaccessible
Gough and Inaccessible Islands
Ostrovy v jižním Atlantiku, přírodní rezervace a hnízdiště ptáků.
1995, 2004
 http://whc.unesco.org/en/list/740
16. Edinburgh
Old and New Towns of Edinburgh
Historické jádro města s pevností.
1995
 http://whc.unesco.org/en/list/728
17. Maritime Greenwich
Maritime Greenwich
Budovy v Greenwichi nedaleko Londýna a park, ve kterém jsou umístěny, jsou význačné symboly anglického uměleckého i vědeckého úsilí v 17. a 18. století.
1997
 http://whc.unesco.org/en/list/795
18. Srdce neolitických Orknejí
Heart of Neolithic Orkney
Neolitické monumenty.
1999 http://whc.unesco.org/en/list/514
19. Blaenavon – průmyslová krajina v okolí.
Blaenavon Industrial Landscape
Kraj největších světových vývozců železa a uhlí v 19. století.
2000
 http://whc.unesco.org/en/list/984
20. St. George's a přilehlé pevnosti, Bermudy
Historic Town of St George and Related Fortifications, Bermuda
Příklad nejranějších anglických městských kolonií v Novém světě.
2000
 http://whc.unesco.org/en/list/983
21. Derwent Valley Mills 
Derwent Valley Mills
Průmyslová krajina velkého historického významu.
2001
 http://whc.unesco.org/en/list/1030
22. Pobřeží Dorsetu a Východního Devonu
Dorset and East Devon Coast
Útesy zachycují 185 milionů let v historii Země.
2001
 http://whc.unesco.org/en/list/1029
23. New Lanark
New Lanark
Skotská vesnice, kde utopista Robert Owen vytvořil svůj model průmyslové společnosti.
2001
 http://whc.unesco.org/en/list/429
24. Saltaire
Saltaire
Zachovalé průmyslové městečko z druhé poloviny 19. století.
2001
 http://whc.unesco.org/en/list/1028
25. Královské botanické zahrady
Royal Botanic Gardens, Kew
Dokumentují vývoj zahradní architektury od 18. do 20. století.
2003
 http://whc.unesco.org/en/list/1084
 Liverpool – námořní obchodní centrum
Liverpool - Maritime Mercantile City
Šest oblastí historického centra a doků je dokladem rozmachu světového průmyslu a obchodu v 18. a 19. stol.
2004, Vyřazeno ze seznamu v roce 2021
 http://whc.unesco.org/en/list/1150
26. Důlní oblast v hrabstvích Cornwal a West Devon
Cornwall and West Devon Mining Landscape
Svědectví rozmachu průmyslové revoluce na počátku 19. stol. Průmyslové stavby a důlní díla po intenzivní těžbě mědi a cínu.
2006
 http://whc.unesco.org/en/list/1215
27. Akvadukt Pontcysyllte
Pontcysyllte Aqueduct and Canal
Přibližně 18 kilometrů dlouhý kanál bez použití zdymadel nebo vrat postavený během průmyslové revoluce
2009
 http://whc.unesco.org/en/list/1303
28. Forth Rail Bridge
Forth Rail Bridge
Železniční most přes záliv Firth of Forth.
2015
 http://whc.unesco.org/en/list/1485
29. komplex Gorhamovy jeskyně (Gibraltar)
Gorham's Cave Complex
Jeskyně s pozůstatky osídlení starými až 12500 let.
2016
http://whc.unesco.org/en/list/1500
30. Jezerní oblast
The English Lake District
Národní park v severozápadní Anglii, krajina dlouhodobě formovaná lidskou činností.
2017
 http://whc.unesco.org/en/list/422
31. Observatoř Jodrell Bank
Jodrell Bank Observatory
Observatoř s prvním plně řiditelným radioteleskopem na světě.
2019
 http://whc.unesco.org/en/list/1594
32. Břidlicová krajina severozápadního Walesu
The Slate Landscape of Northwest Wales
Krajina proměněná těžbou břidlice zahrnuje kromě lomů a dolů také archeologické lokality, historické osady, železnici i silnice.
2021
 http://whc.unesco.org/en/list/1633
33. Sídla založená moravskými bratry
Moravian Church Settlements
4 města ve 4 různých státech, která vznikla z iniciativy moravských bratů - Gracehill v Severním Irsku.
2015, rozšíření 2024
 http://whc.unesco.org/en/list/1468
34. Flow Country
The Flow Country
Největší rašeliniště na světě jenž je útočištěm pro množství volně žijících živočichů, včetně široké škály ptáků.
2024
 http://whc.unesco.org/en/list/1722

## Srbsko

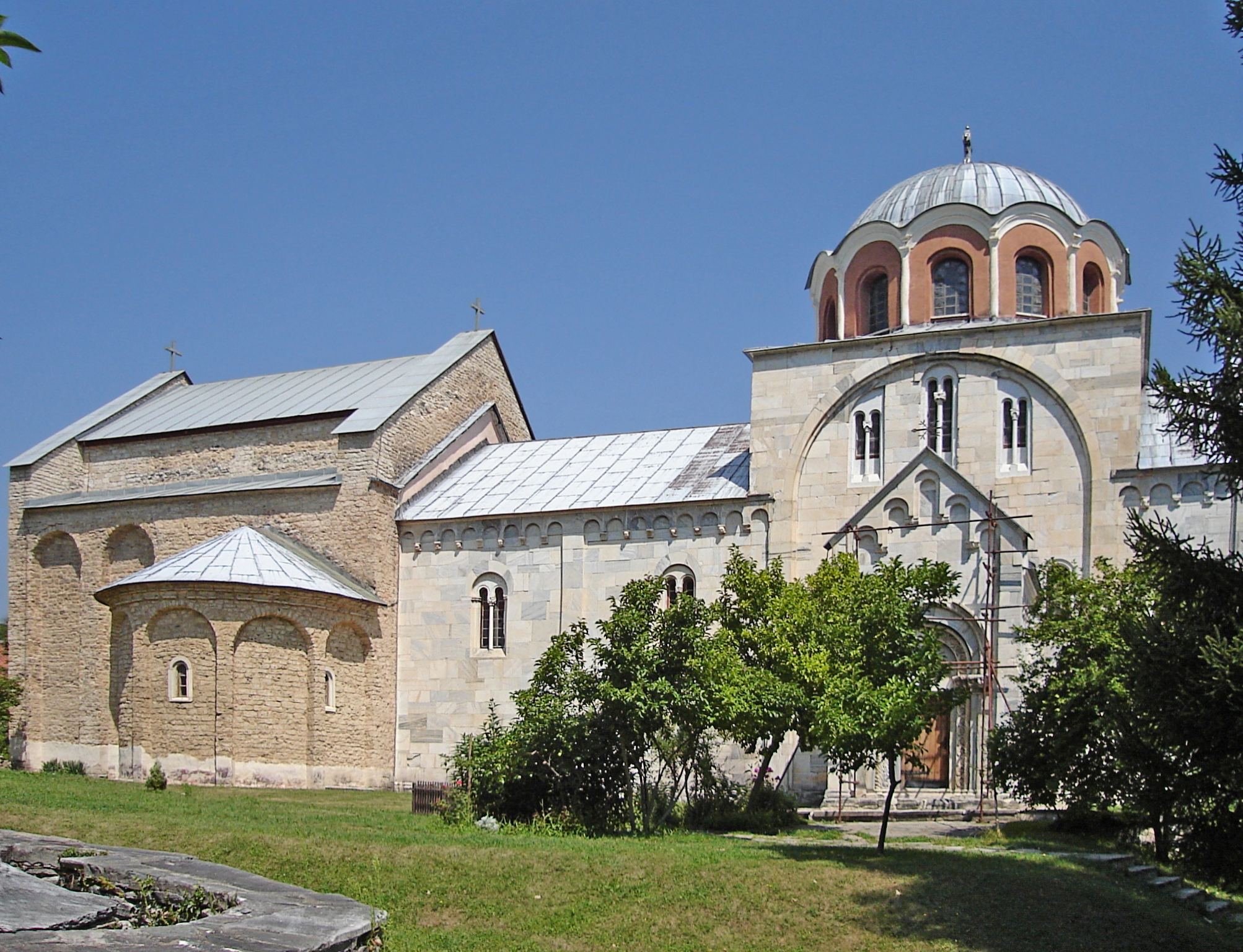
Klášter Studenica

1. Stari Ras a klášter Sopoćani
Stari Ras and Sopoćani
První hlavní město Srbska. Komplex středověkých památek – pevnosti, kostely a kláštery.
1979
 http://whc.unesco.org/en/list/96
2. Klášter Studenica
Studenica Monastery 
Klášter založený ve 12. stol. tvůrcem prvního srbského státu Stefanem Nemanjou.
1986
 http://whc.unesco.org/en/list/389
3. Středověké památky v Kosovu
Medieval Monuments in Kosovo
Středověké byzantské chrámy stojí na úpatí pohoří Prokletije v západní části provincie Kosovo.
2004
 http://whc.unesco.org/en/list/724
4. Gamzigrad – Romuliana, Galeriův palác
Gamzigrad-Romuliana, Palace of Galerius
Zachovalý opevněný palác postavený na přelomu 3. a 4. století císařem Galeriem.
2007
http://whc.unesco.org/en/list/1253
5. Středověké náhrobní kameny stećci
Stećci Medieval Tombstones Graveyards
Skupiny náhrobních kamenů v Bosně a Hercegovině, Chorvatsku, Srbsku a Černé Hoře z 12. až 16. století.
2016
 http://whc.unesco.org/en/list/1504

## Španělsko

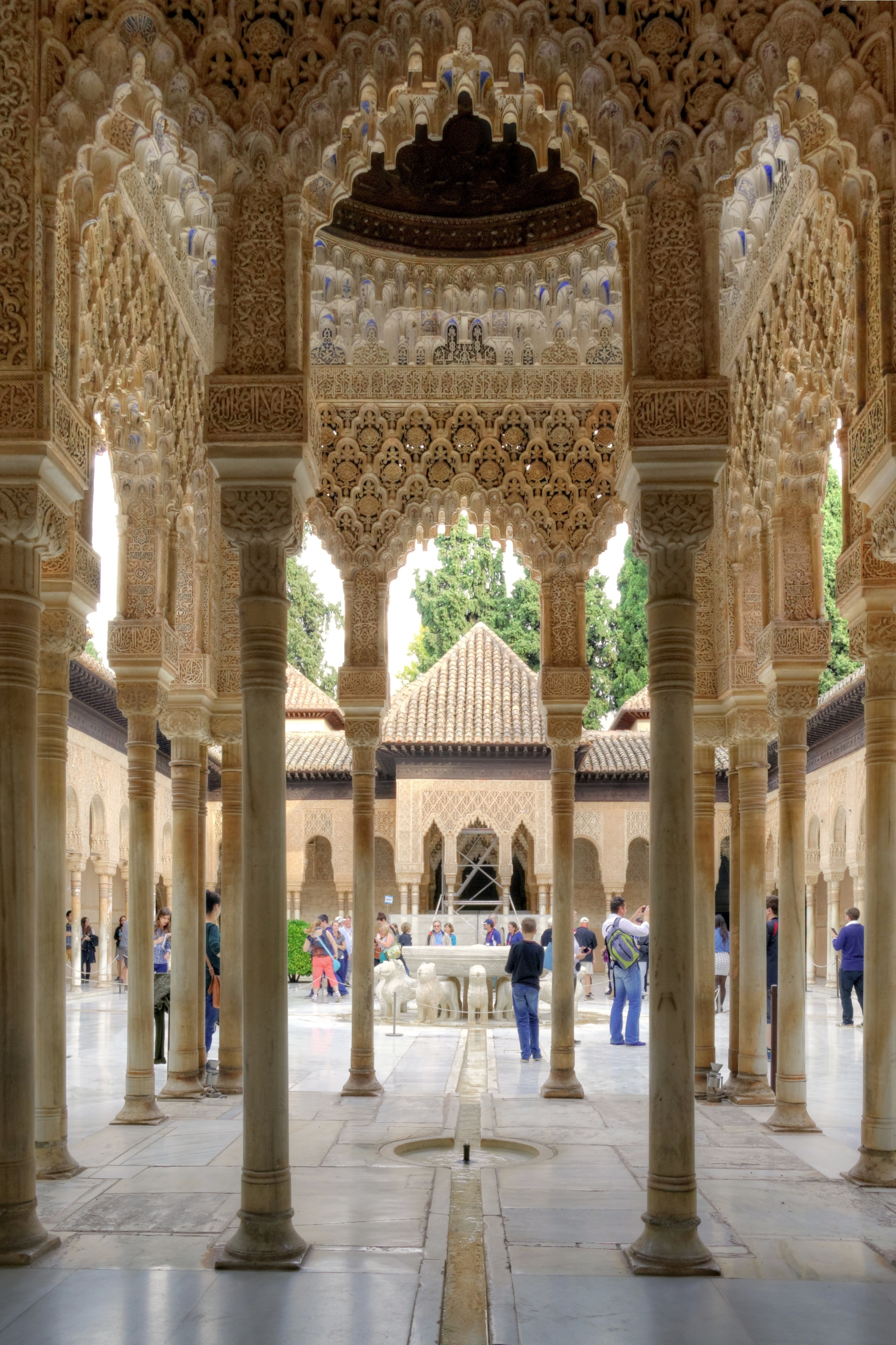
Alhambra

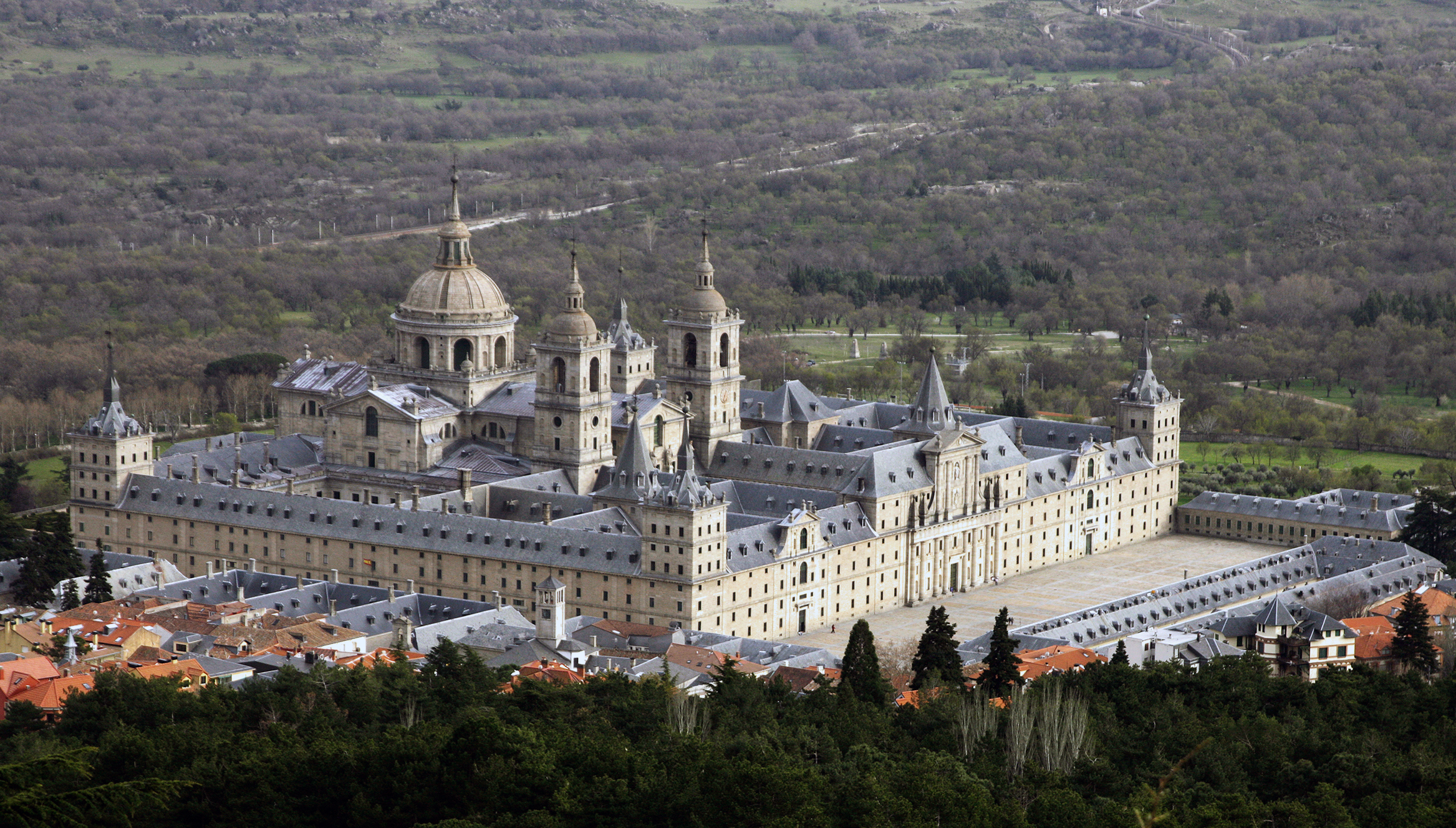
El Escorial

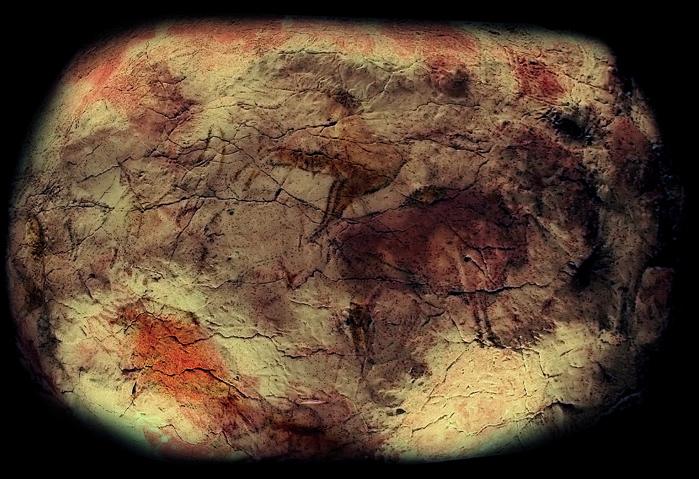
Malby v Altamire

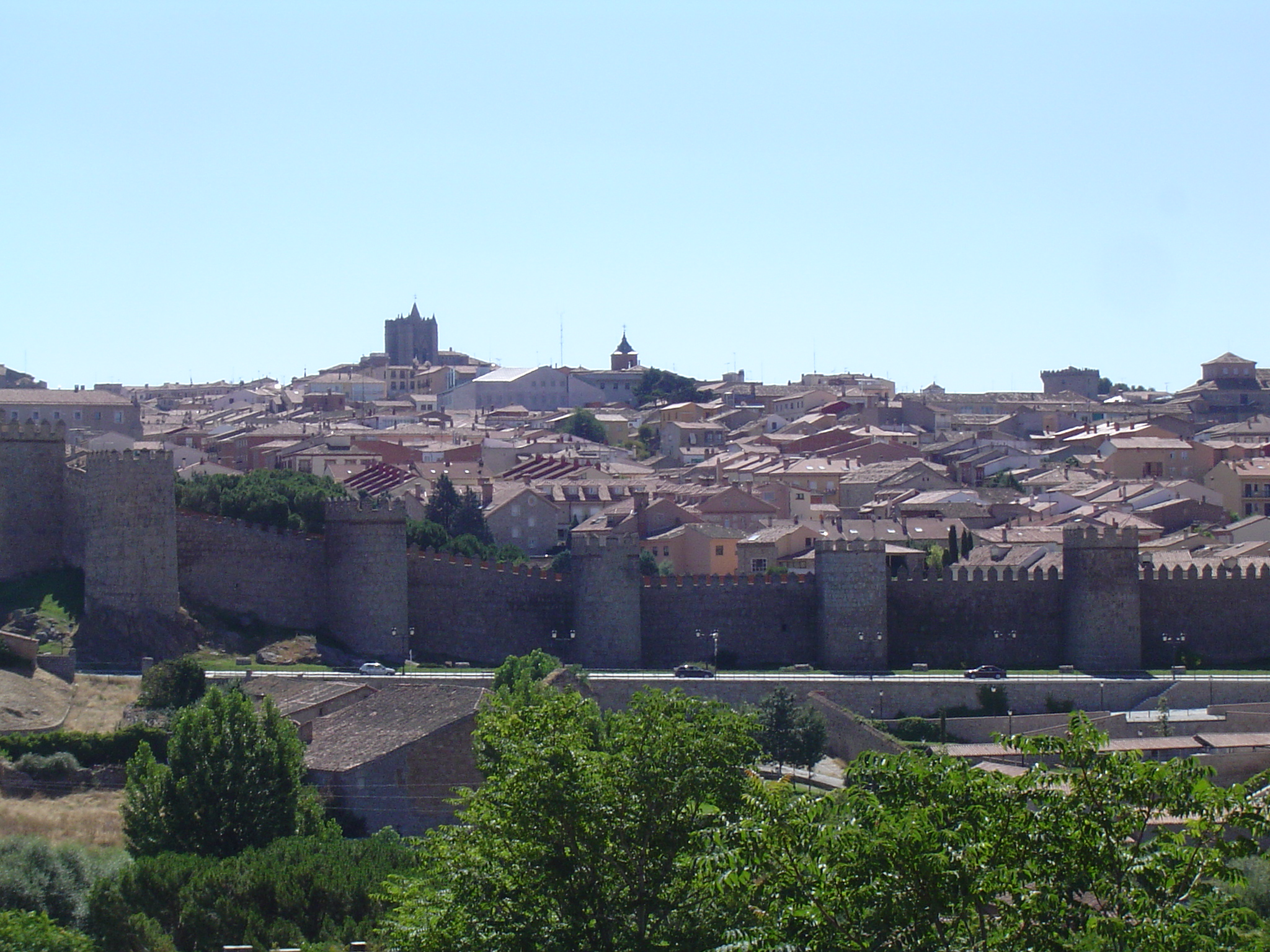
Ávila

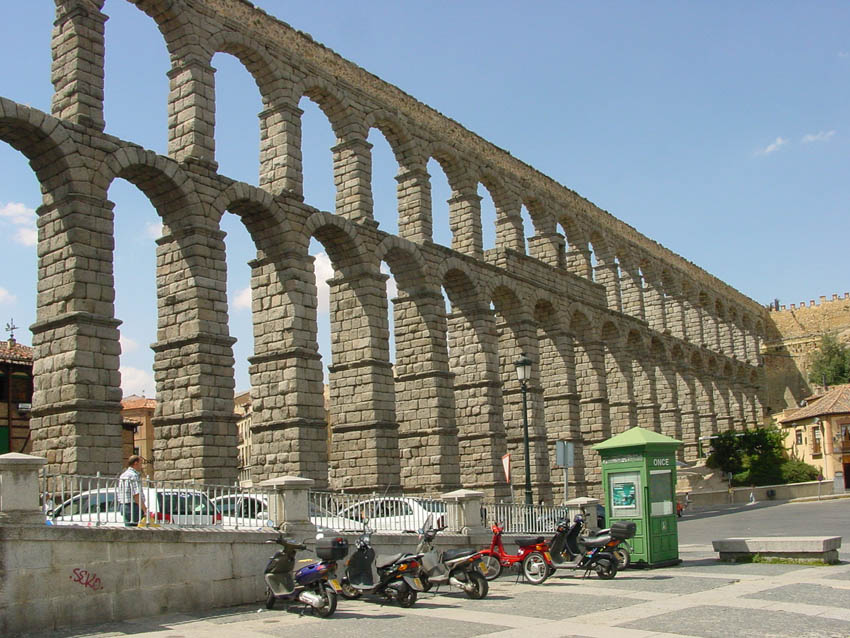
Akvadukt v Segovii

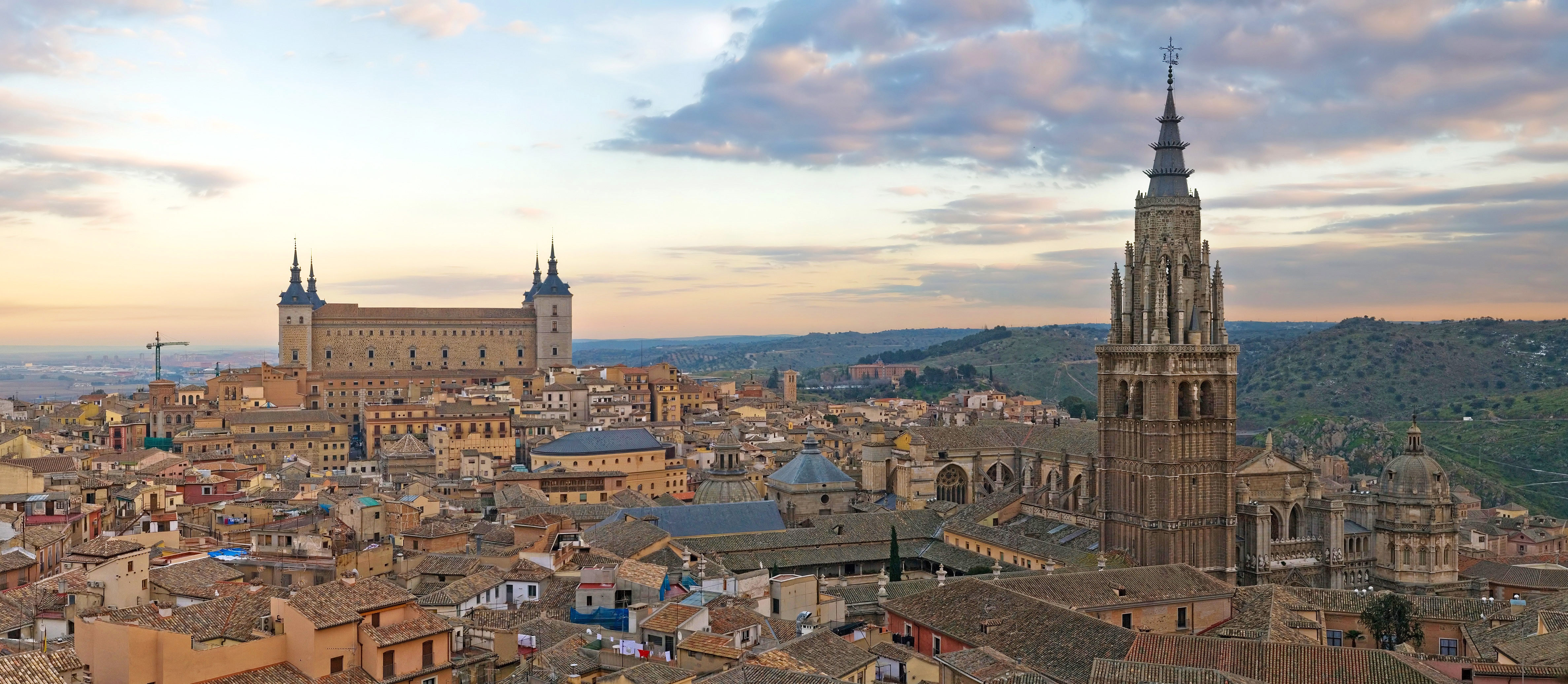
Toledo

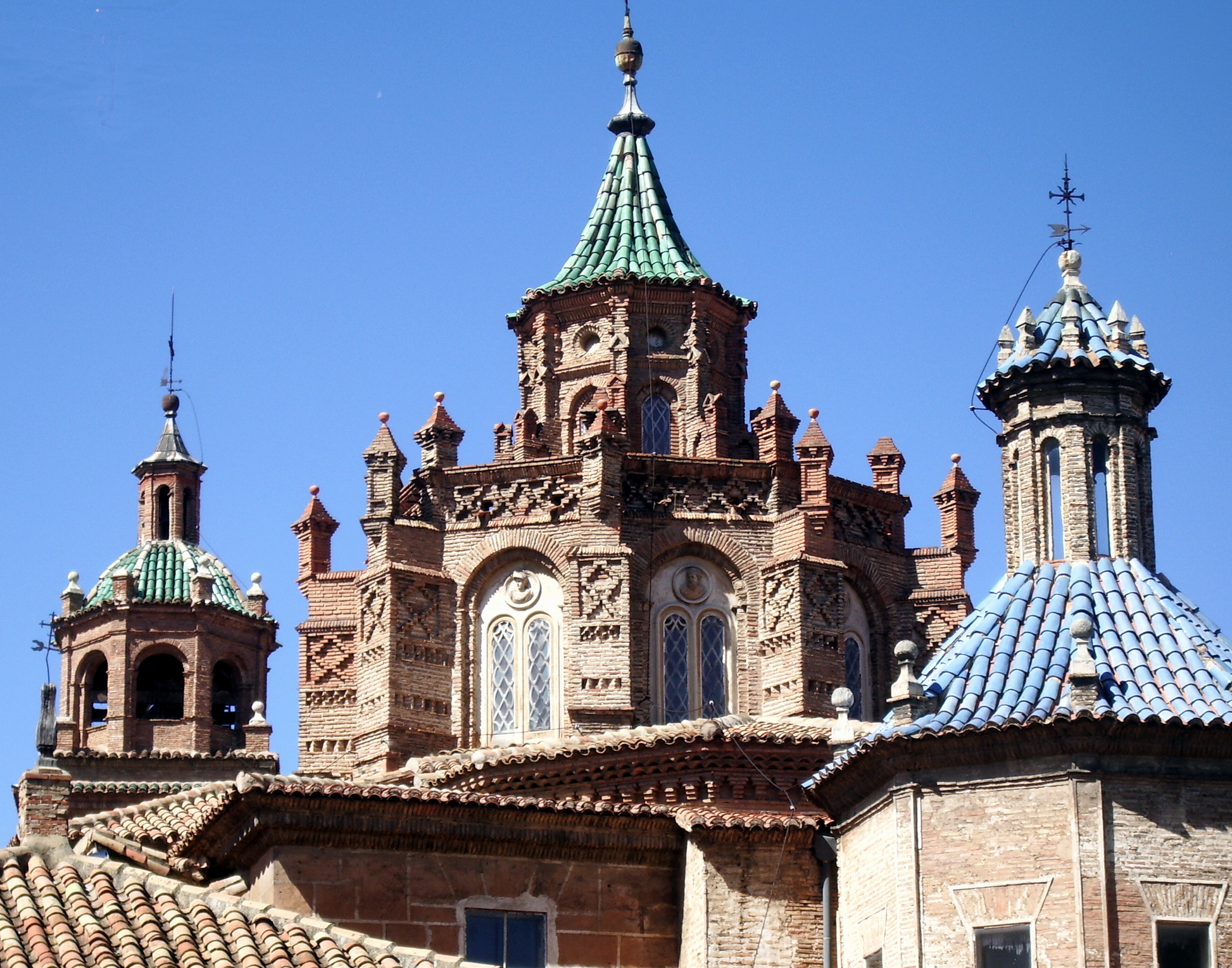
Mudéjarská architektura

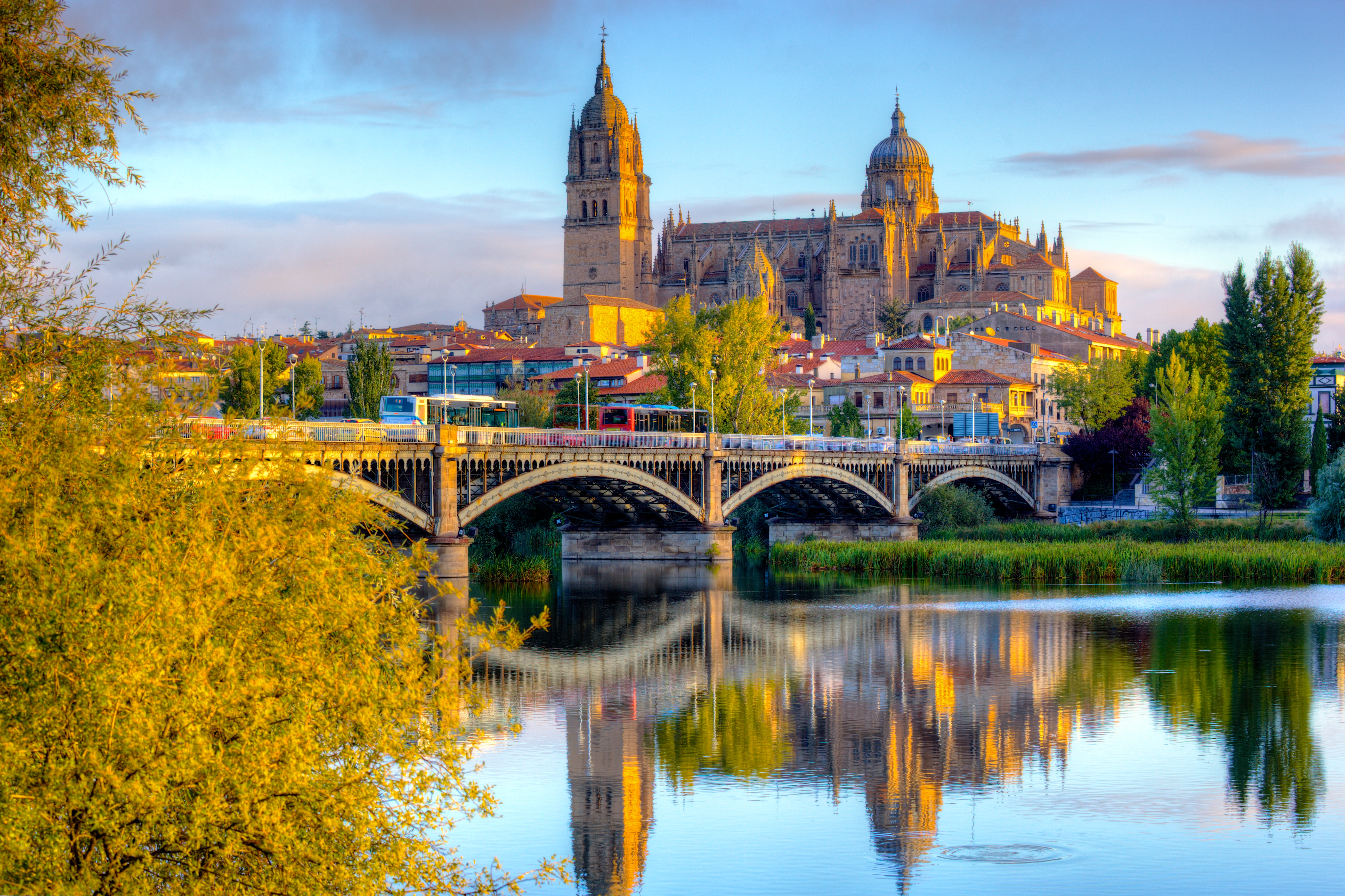
Salamanca

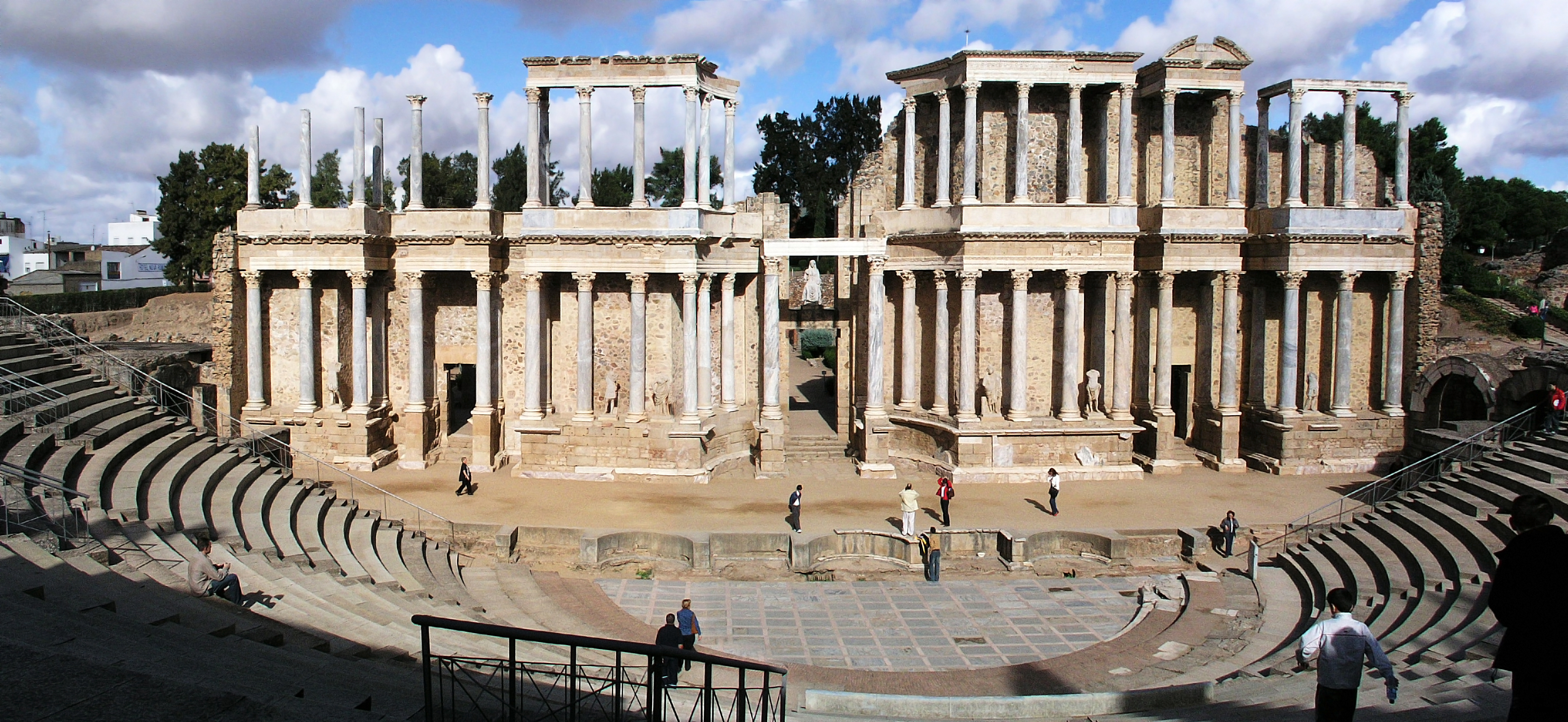
Mérida

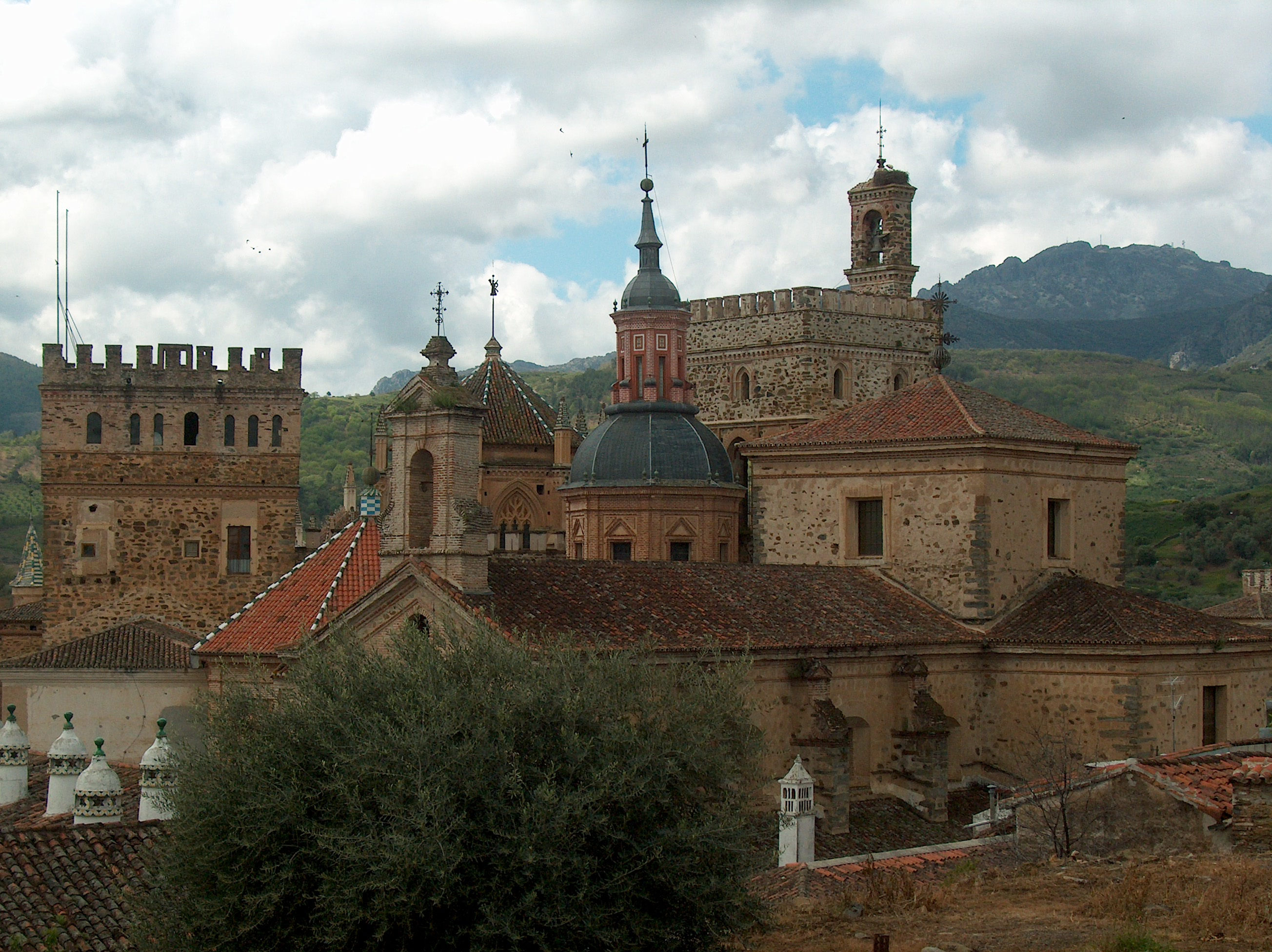
Klášter Santa Maria de Guadalupe

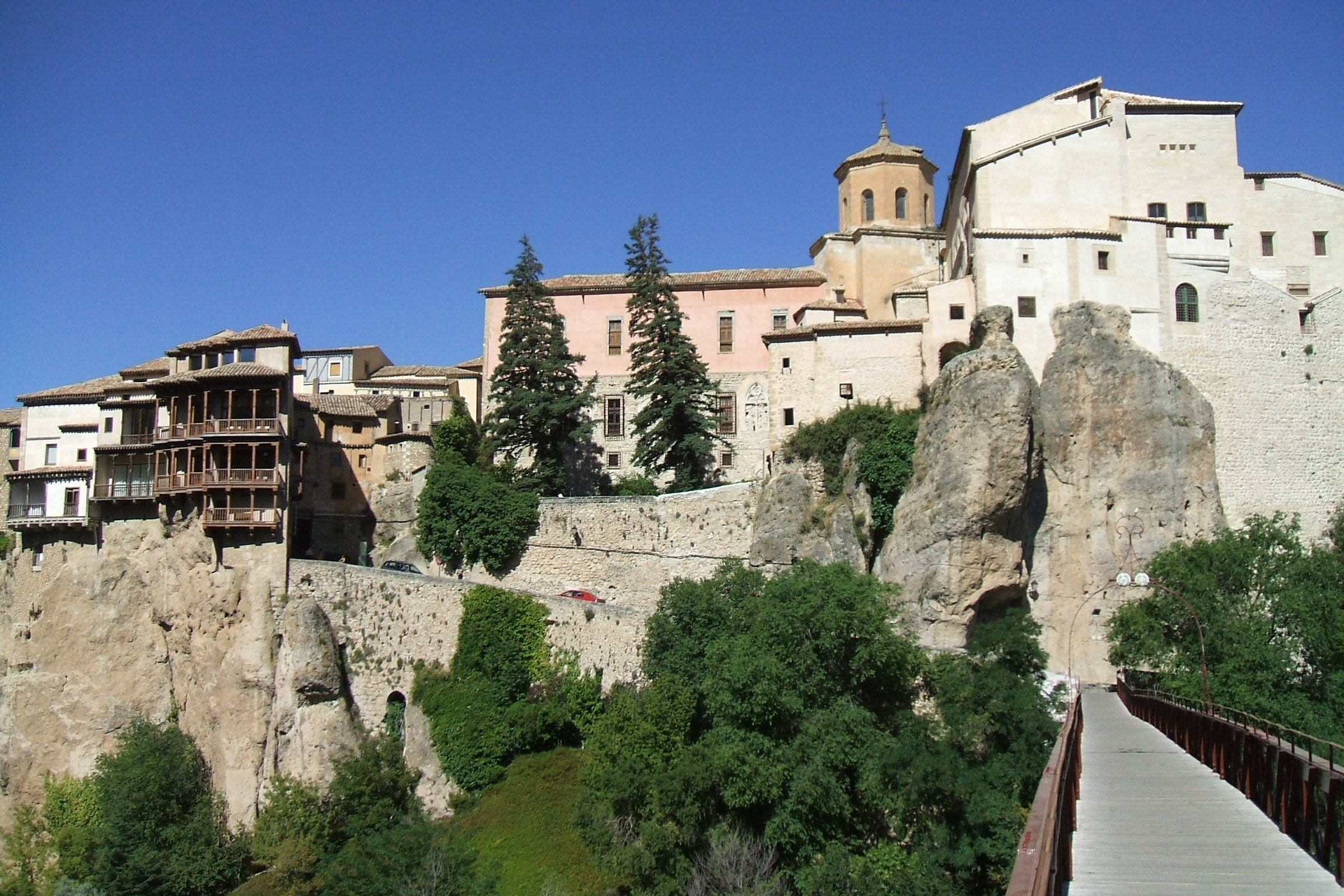
Cuenca

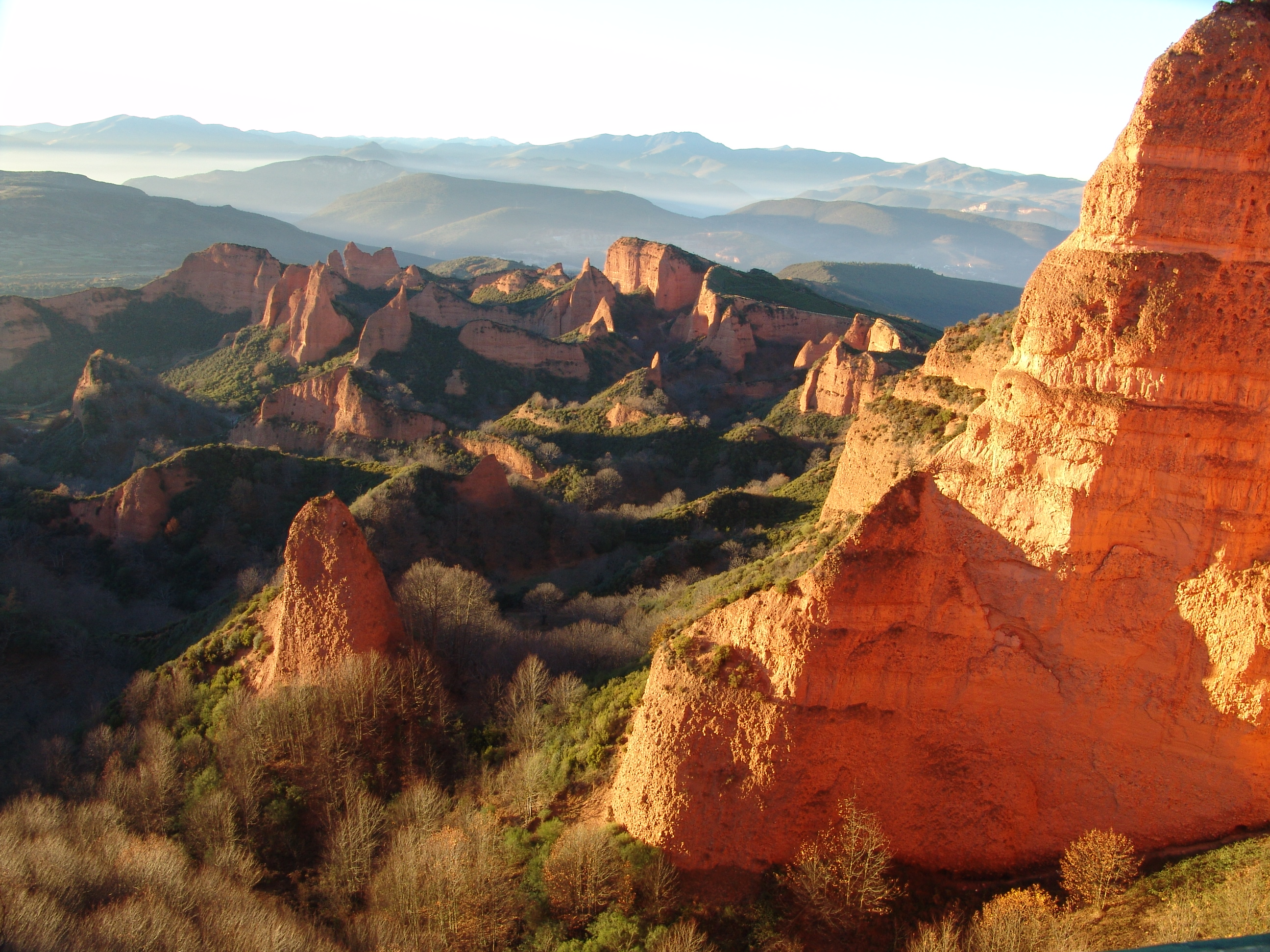
Las Médulas

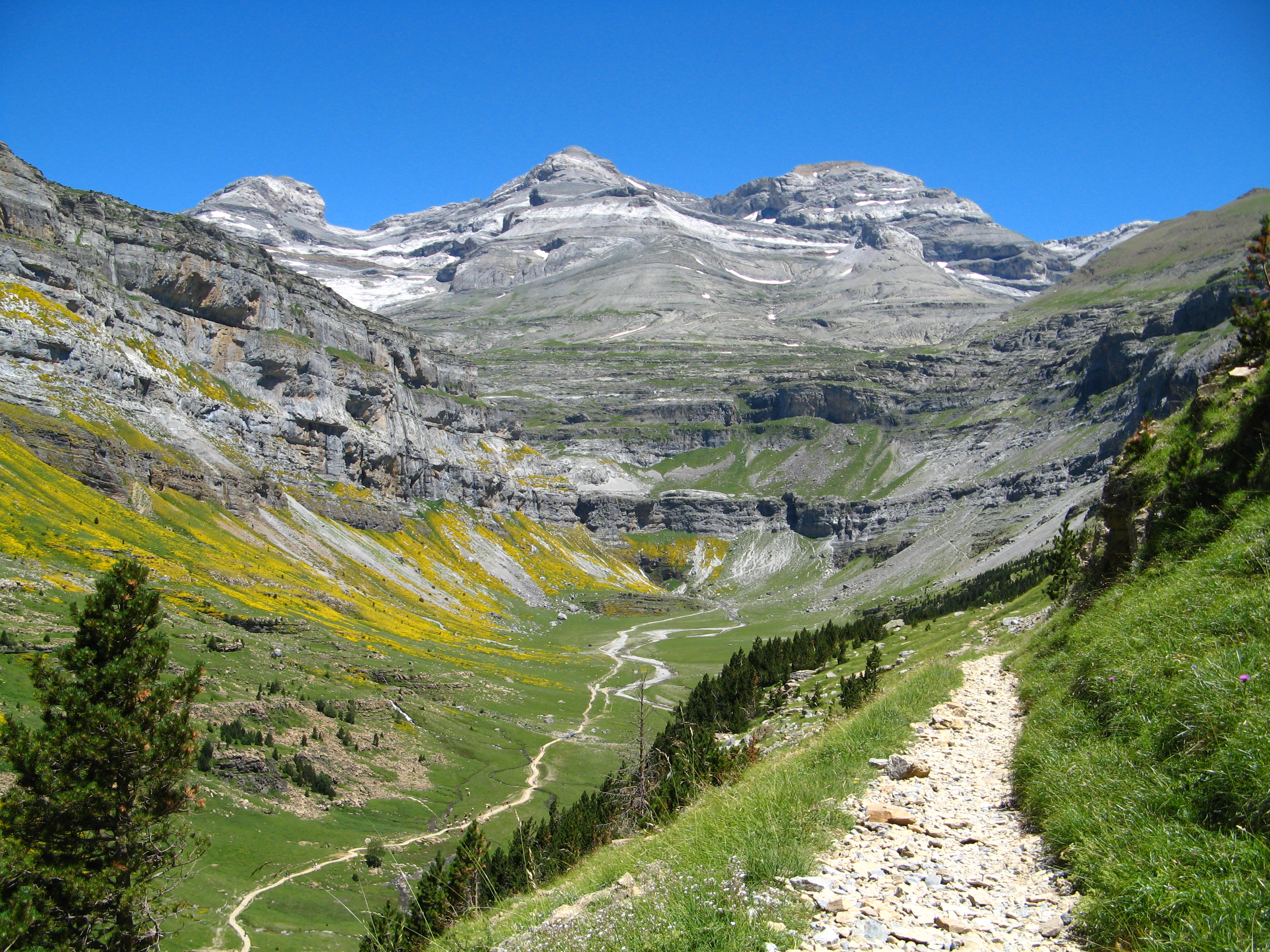
Monte Perdido

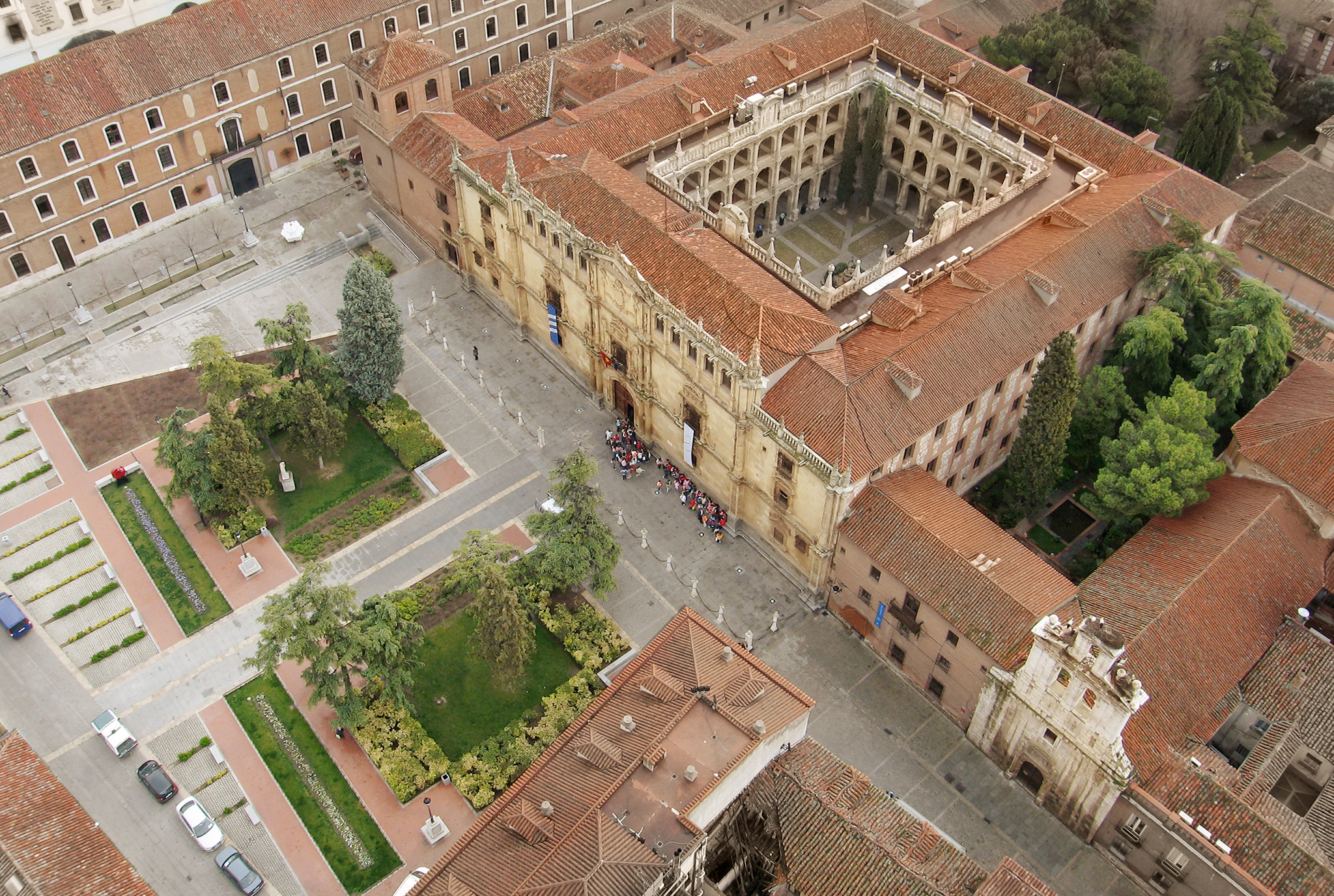
Alcalá de Henares

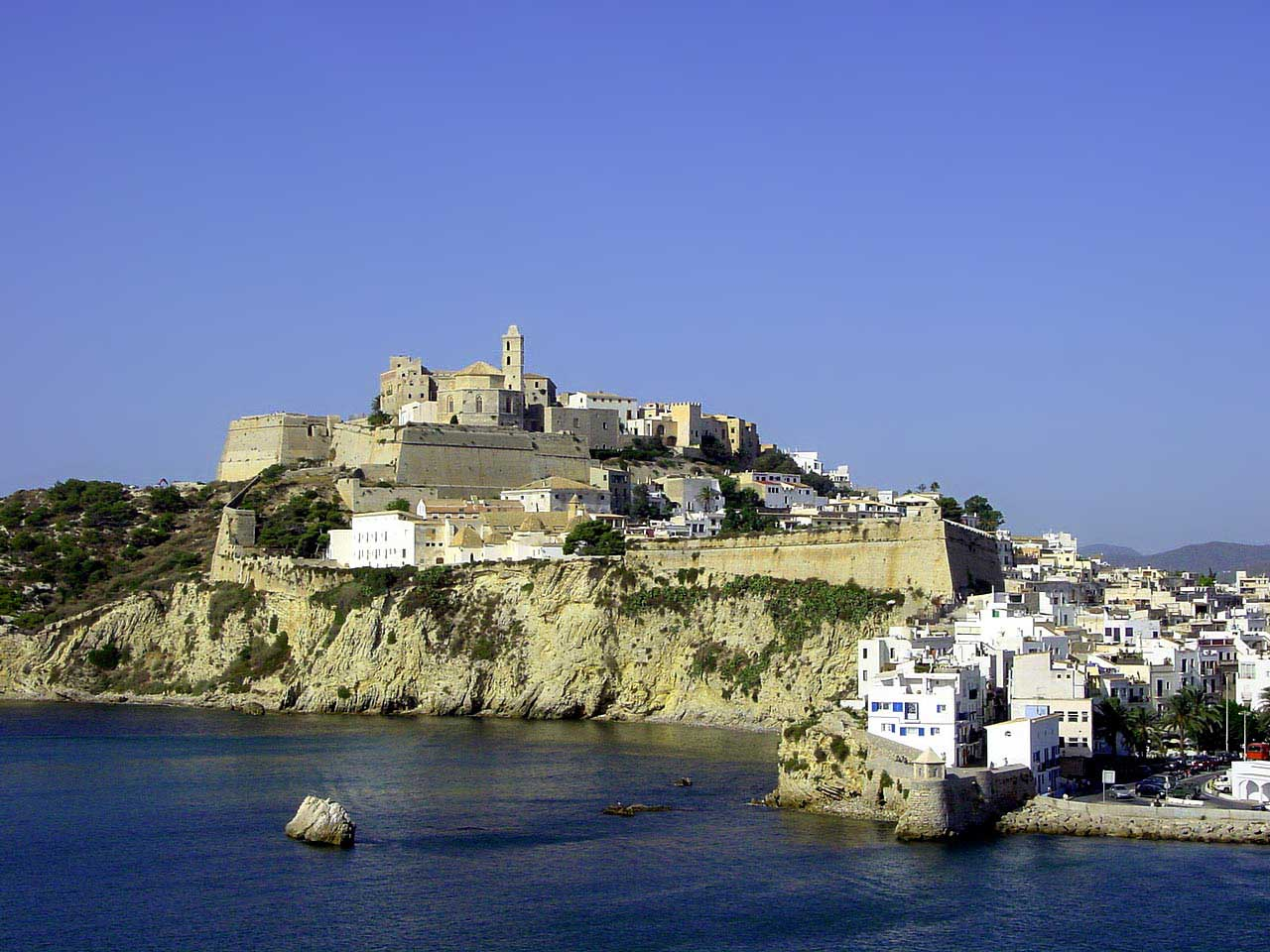
Centrum Ibizy

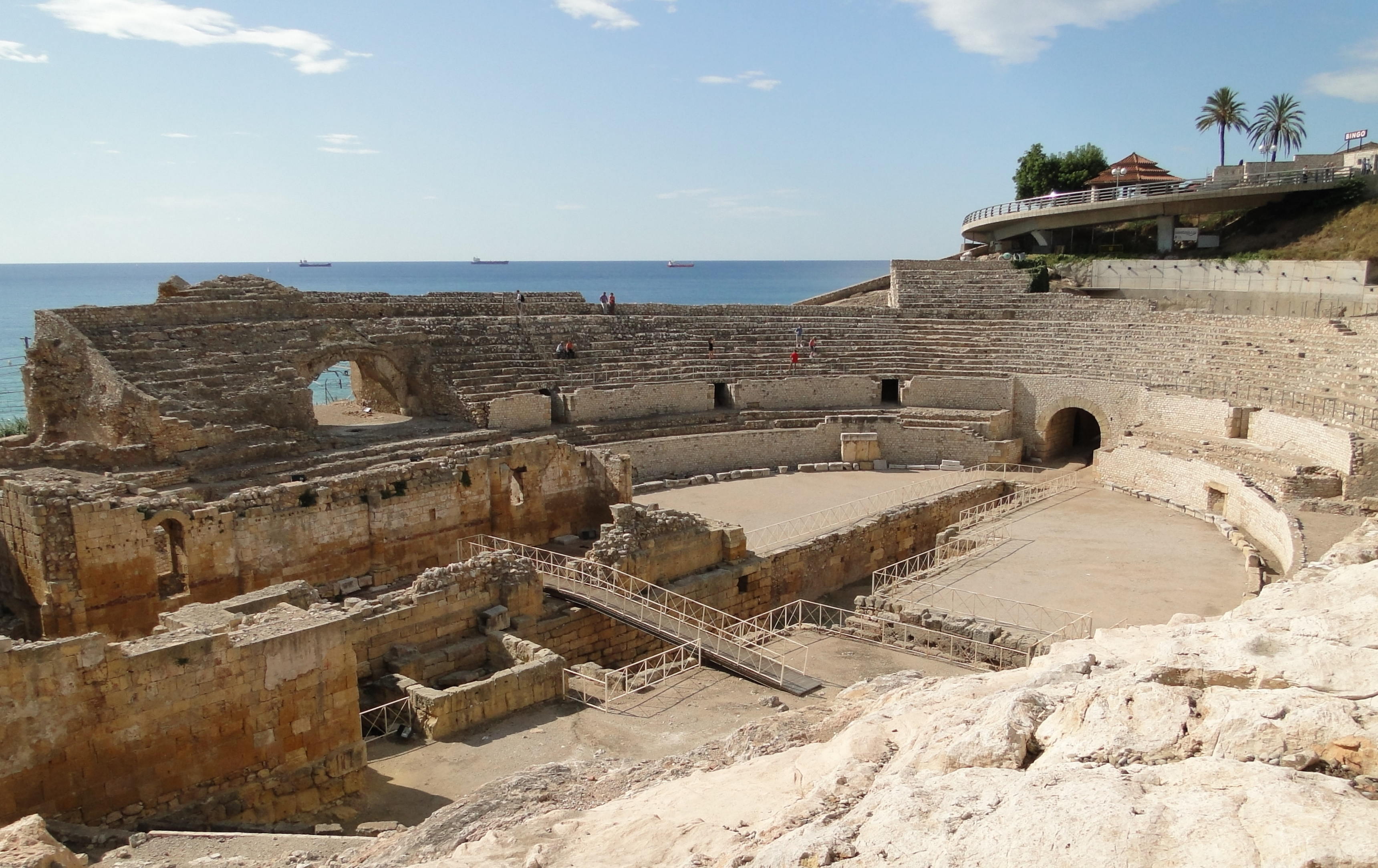
Tárraco

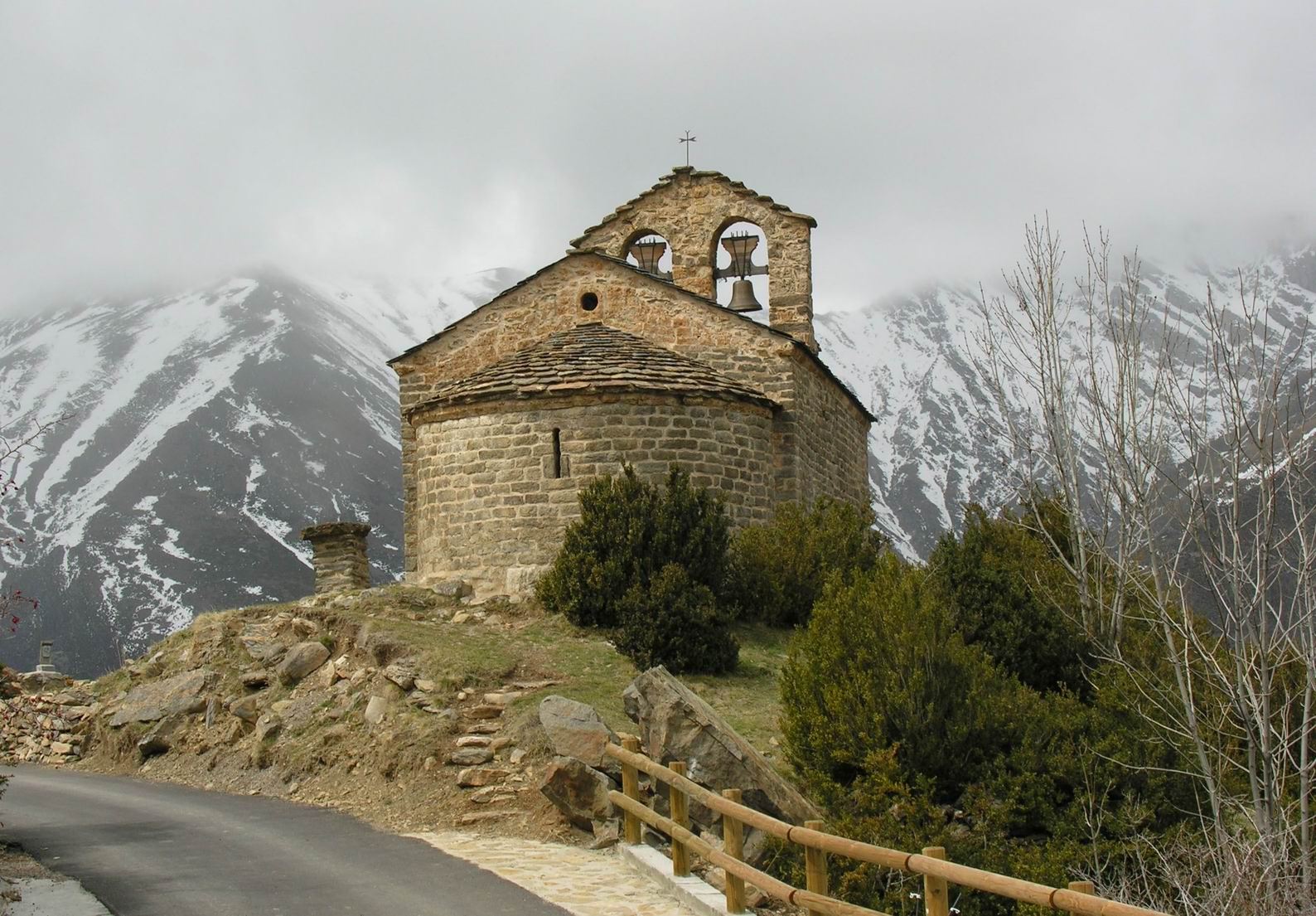
Románské kostely ve Vall de Boí

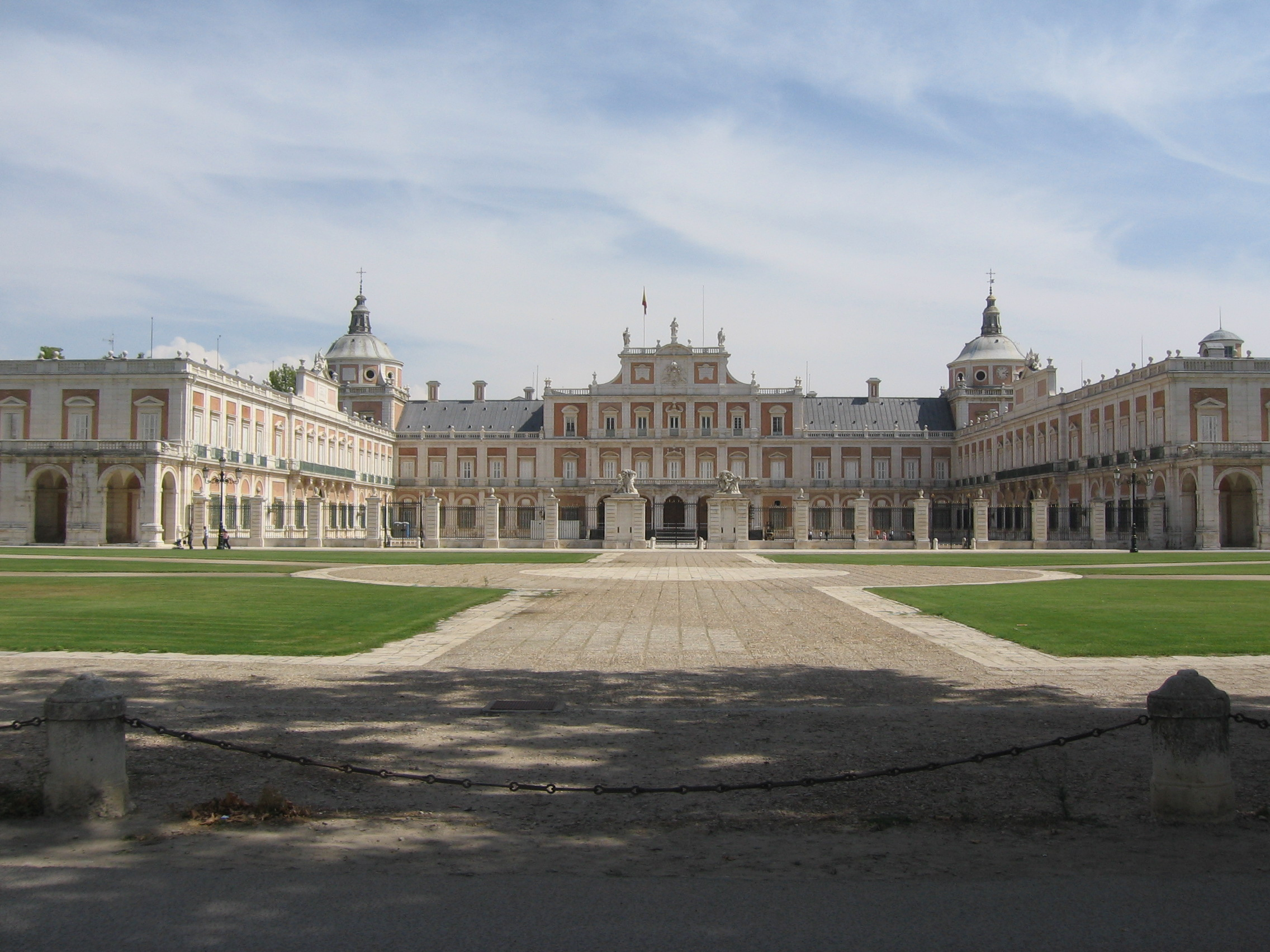
Kulturní krajina Aranjuez

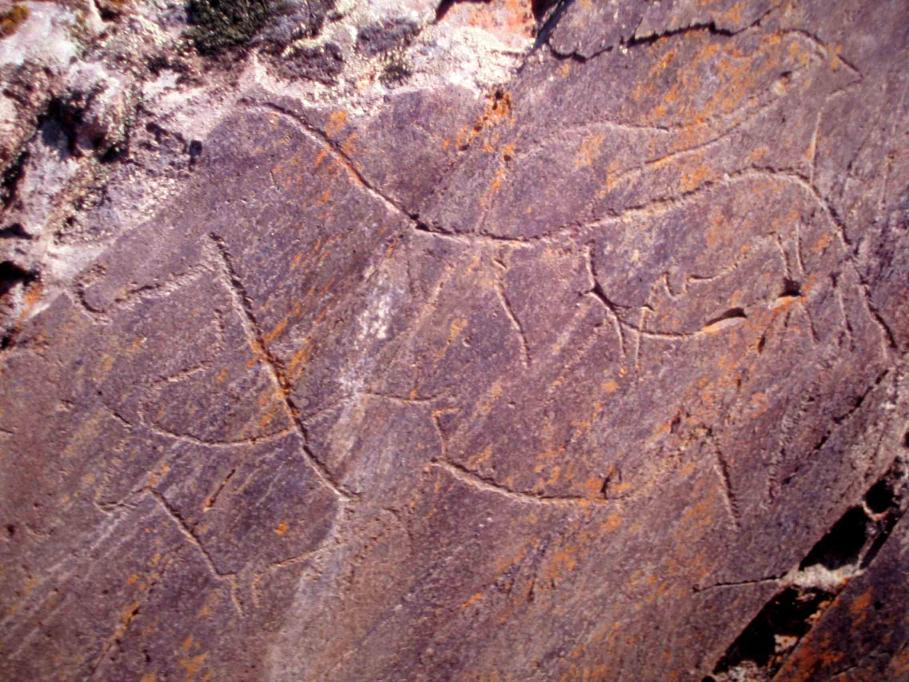
Skalní malby v údolí Côa

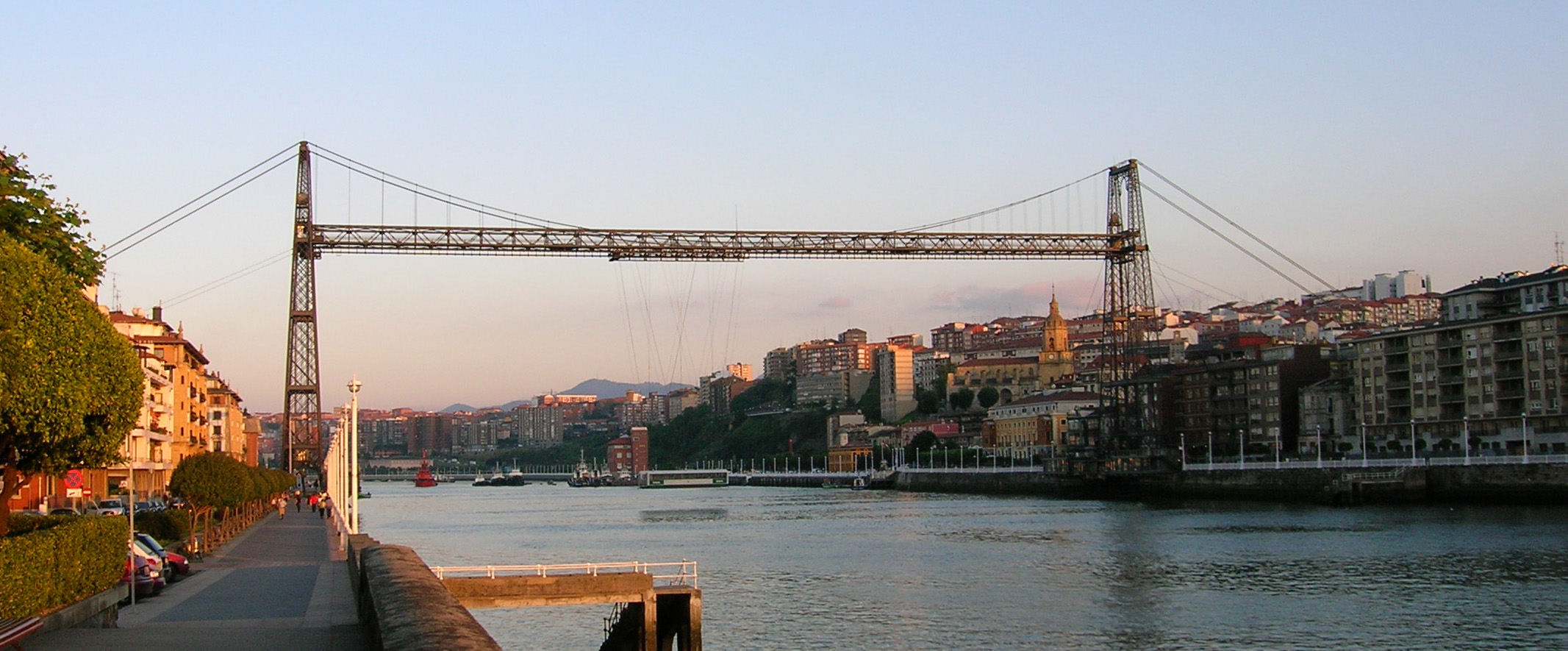
Biskajský most

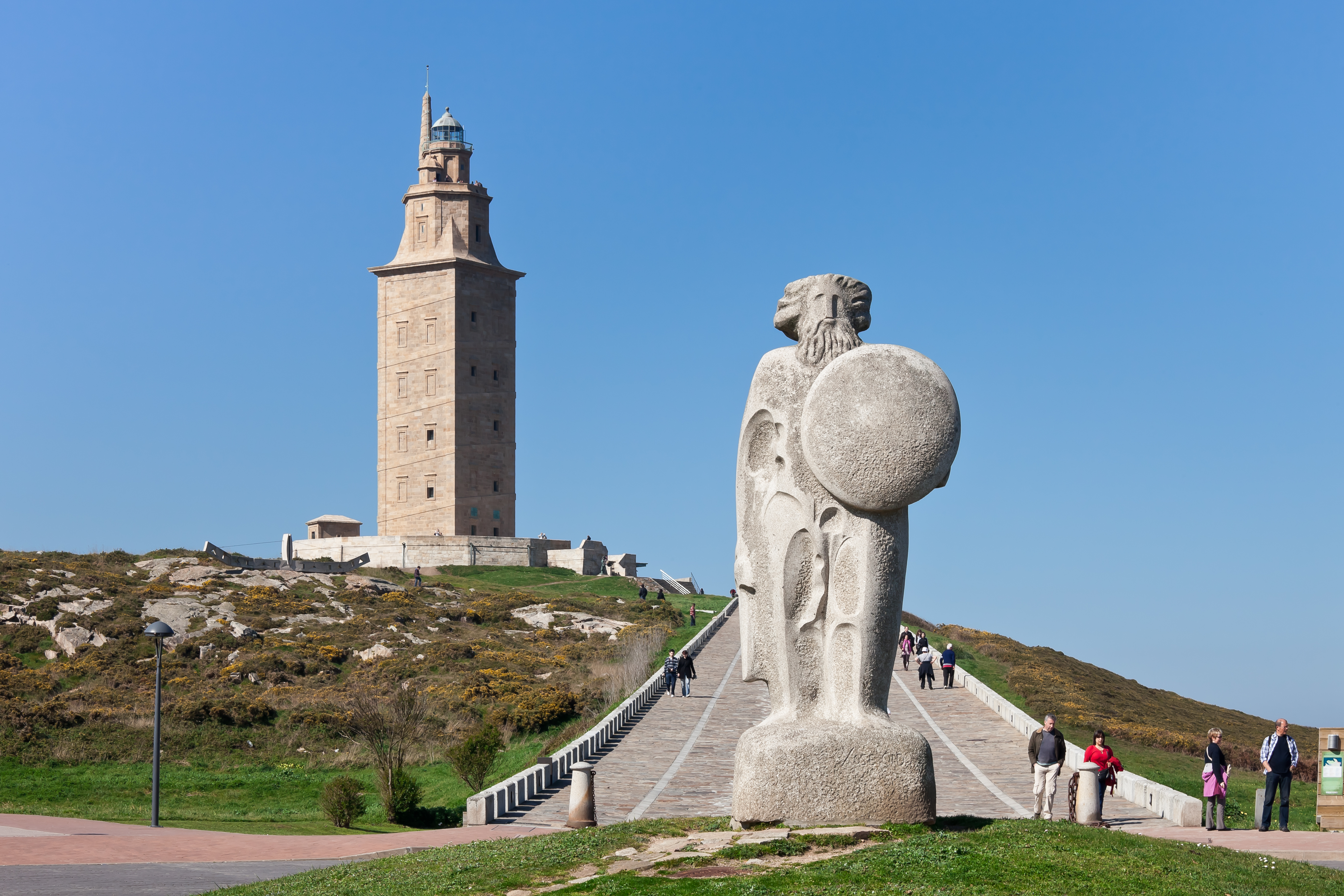
Věž Herkules

1. Alhambra, Generalife a Albaicín, Granada
Alhambra, Generalife and Albayzín, Granada
Komplex opevněných paláců Alhambra, Generalife, Albayzin a jejich zahrady.
1984, 1994
 http://whc.unesco.org/en/list/314
2. Katedrála Panny Marie v Burgosu
Burgos Cathedral
Katedrála, která má v exteriéru i interiéru nejkrásnější prvky gotiky.
1984
 http://whc.unesco.org/en/list/316
3. Córdoba – historické centrum
Historic Centre of Cordoba
Historické centrum má bezpočet paláců a mešit.
1984, 1994
 http://whc.unesco.org/en/list/313
4. El Escorial
Monastery and Site of the Escurial, Madrid
Komplex kláštera, semináře, kostela a paláce má výjimečně krásnou polohu a čistou architekturu.
1984
 http://whc.unesco.org/en/list/318
5. Díla Antoni Gaudího
Works of Antoni Gaudí
Osobitá díla architekta Antoni Gaudího: Palacio Güell, Casa Milá, park Güell.
1984, 2005
 http://whc.unesco.org/en/list/320
6. Jeskyně Altamira a paleolitické jeskyně severního Španělska
Cave of Altamira and Paleolithic Cave Art of Northern Spain
Prehistorické jeskynní malby.
1985, 2008
 http://whc.unesco.org/en/list/310
7. Památky Ovieda a Asturského království
Monuments of Oviedo and the Kingdom of the Asturias
Kostely Asturského království (9. století) v předrománském stylu.
1985, 1998
 http://whc.unesco.org/en/list/312
8. Staré město v Ávile 
Old Town of Avila with its Extra-Muros Churches
Příklad středověkého opevněného města s řadou kostelů.
1985
 http://whc.unesco.org/en/list/348
9. Segovia a její akvadukt
Old Town of Segovia and its Aqueduct
Staré město a římský akvadukt.
1985
 http://whc.unesco.org/en/list/311
10. Santiago de Compostela
Old Town of Santiago de Compostela
Poutní město – jeho stará část s památkami všech stylů ho řadí mezi nejkrásnější města vůbec.
1985
 http://whc.unesco.org/en/list/347
11. národní park Garajonay
Garajonay National Park
Národní park s vavřínovými lesy.
1986
 http://whc.unesco.org/en/list/380
12. Historické centrum Toleda
Historic City of Toledo
Město s dvoutisíciletou historií, jeho památky připomínají vliv židovského, křesťanského i islámského náboženství.
1986
 http://whc.unesco.org/en/list/379
13. Mudéjarská architektura v Aragonii
Mudejar Architecture of Aragon
Toto umění vychází z islámu, ale jsou v něm patrné také evropské styly, které se v té době rozvíjely, hlavně pak gotika. Typické je používání cihel a glazurované keramiky v architektuře.
1986, 2001
 http://whc.unesco.org/en/list/378
14. Cáceres – staré město
Old Town of Cáceres
Staré město, v jehož architektuře se mísí římské, islámské, gotické i renesanční vlivy.
1986
 http://whc.unesco.org/en/list/384
15. Katedrála, alcázar a Archivo de Indias v Seville
Cathedral, Alcazar and Archivo de Indias in Seville
Gotická katedrála, maurský palác Alcázar a Archivo de Indias v Casa Lonja tvoří monumentální komplex v srdci Sevilly.
1987
 http://whc.unesco.org/en/list/383
16. Salamanca – staré město
Old City of Salamanca
Staré univerzitní město s románskými, gotickými, maurskými, renesančními i barokními památkami.
1988
 http://whc.unesco.org/en/list/381
17. Klášter Poblet
Poblet Monastery
Staré opatství cisterciáků, jedno z největších ve Španělsku (Katalánsko).
1991
 http://whc.unesco.org/en/list/518
18. Mérida – archeologická lokalita
Archaeological Ensemble of Mérida
Zbytky starého římského města zahrnují amfiteátr, divadlo, mosty a vodovodní systém.
1993
 http://whc.unesco.org/en/list/664
19. Trasa poutníků do Santiago de Compostela
Route of Santiago de Compostela
Trasa od francouzsko-španělské hranice je lemována stovkami náboženských i světských staveb velké historické hodnoty.
1993, rozšíření 2015
 http://whc.unesco.org/en/list/669
20. klášter Santa María de Guadalupe
Royal Monastery of Santa Maria de Guadalupe
Královský klášter ilustruje čtyři století vývoje španělské architektury.
1993
 http://whc.unesco.org/en/list/665
21. Národní park Doñana
Doñana National Park
Národní park v Andalusii zahrnuje převážně laguny a bažiny a je hnízdištěm mnoha druhů ptáků.
1994
 http://whc.unesco.org/en/list/685
22. historické opevněné město Cuenca
Historic Walled Town of Cuenca
Zachovalé opevněné město postavené Maury je známé svými domy visícími na útesech.
1996
 http://whc.unesco.org/en/list/781
23. Llotja de la Seda ve Valencii
La Lonja de la Seda de Valencia
La Lonja de la Seda (burza hedvábí) je skupina budov z let 1482 až 1533.
1996
 http://whc.unesco.org/en/list/782
24. Las Médulas
Las Médulas
Zbytky římských zlatých dolů.
1997
 http://whc.unesco.org/en/list/803
25. Monte Perdido v Pyrenejích
Pyrénées - Mont Perdu 
Horská krajina na hranicích Francie a Španělska s nejhlubšími kaňony, mohutnými kruhovými stěnami a třetím nejvyšším vrcholem Pyrenejí (3355m).
1997, 1999
 http://whc.unesco.org/en/list/773
26. Kláštery San Millán de Yuso a Suso
San Millán Yuso and Suso Monasteries
Klášterní obec založená sv. Millánem v polovině 6. stol.
1997
 http://whc.unesco.org/en/list/805
27. Palau de la Música Catalana a Nemocnice Sant Pau v Barceloně
The Palau de la Música Catalana and the Hospital de Sant Pau, Barcelona
Slavné stavby katalánského secesního architekta jménem Lluís Domènech i Montaner.
1997
 http://whc.unesco.org/en/list/804
28. Skalní umění ve Středomořské pánvi na Pyrenejském poloostrově
Rock-Art of the Mediterranean Basin on the Iberian Peninsula
Pozdně prehistorické skalní malby na Pyrenejském poloostrově tvoří výjimečně velkou skupinu, ve které je živě graficky zobrazen způsob života.
1998
 http://whc.unesco.org/en/list/874
29. Alcalá de Henares – univerzita a historická oblast
University and Historic Precinct of Alcalá de Henares
První plánované univerzitní město na světě.
1998
 http://whc.unesco.org/en/list/876
30. Ibiza - biodiverzita a kultura
Ibiza, biodiversity and culture
Příklad interakce mezi mořským a pobřežním ekosystémem.
1999
 http://whc.unesco.org/en/list/417
31. San Cristóbal de La Laguna
San Cristóbal de La Laguna
Město na ostrově Tenerife. První ideální městské teritorium vybudované podle filozofických principů.
1999
http://whc.unesco.org/en/list/929
32. Archeologický celek Tárraco
Archaeological Ensemble of Tárraco
Tárraco (současná Tarragona) bylo hlavním městem v římském Španělsku a také římské centrum pro celý Pyrenejský poloostrov.
2000
 http://whc.unesco.org/en/list/875
33. Archeologická lokalita Atapuerca
Archaeological Site of Atapuerca
Jeskyně v pohoří Sierra de Atapuerca obsahují památky po prvních lidských tvorech v Evropě staré téměř milion let.
2000
 http://whc.unesco.org/en/list/989
34. Románské kostely ve Vall de Boí
Catalan Romanesque Churches of the Vall de Boí
Úzké a hluboké údolí Vall de Boí leží v Pyrenejích v oblasti Alta Ribagorça.
2000
 http://whc.unesco.org/en/list/988
35. Palmový háj v Elche
Palmeral of Elche
Unikátní pozůstatek arabských zemědělských postupů v Evropě.
2000
 http://whc.unesco.org/en/list/930
36. Lugo – římské hradby
Roman Walls of Lugo
Byly postaveny v druhé polovině 2. století, aby chránily římské město Lucus.
2000
http://whc.unesco.org/en/list/987
37. Kulturní krajina Aranjuez
Aranjuez Cultural Landscape
Vzácná jednota přírodních památek a výsledků rozmanité lidské činnosti.
2001
 http://whc.unesco.org/en/list/1044
38. Renesanční monumentální celky v Úbedě a Baeze
Renaissance Monumental Ensembles of Úbeda and Baeza
Malá města na jihu Španělska. Je patrný vliv Maurů v 9. století, opětné dobytí Španělska katolíky a především příchod renesance v 16. století.
2003
 http://whc.unesco.org/en/list/522
39. Skalní malby v údolí Côa a Siega Verde
Prehistoric Rock-Art Sites in the Côa Valley and Siega Verde
Výjimečná koncentrace skalních rytin a maleb z pozdní doby kamenné.
1998, rozšířeno 2010
 http://whc.unesco.org/en/list/866
40. Biskajský most
Vizcaya Bridge
Visutý ocelový most překlenující ústí řeky Ibaizabal západně od Bilbaa. Navržen baskickým architektem Alberto de Palacio a dokončen v r. 1893.
2006
 http://whc.unesco.org/en/list/1217
41. Národní park Teide
Teide National Park
Horský národní park na ostrově Tenerife včetně sopky Teide-Pico Viejo (3718 m) 
2007
http://whc.unesco.org/en/list/1258
42. Herkulova věž
Tower of Hercules 
Původní maják postavili Římané v 1. století našeho letopočtu. Orientační bod pro vstup do města A Coruňa.
2007
http://whc.unesco.org/en/list/1312
43. kulturní krajina Serra de Tramuntana
Cultural Landscape of the Serra de Tramuntana
Pohoří na severu ostrova Mallorca obydlené již po tisíce let.
2011
http://whc.unesco.org/en/list/1371
44. Dědictví rtuti - Almadén a Idrija
Heritage of Mercury. Almadén and Idrija
Jedny z největších světových dolů na rtuť ve Španělsku a Slovinsku.
2012
http://whc.unesco.org/en/list/1313
45. Dolmeny v Antequeře
Antequera Dolmens Site
Megalitické památky z neolitu a doby bronzové.
2016
http://whc.unesco.org/en/list/1501
46. Původní bukové lesy Karpat a dalších oblastí Evropy
Primeval Beech Forests of the Carpathians and Other Regions of Europe
Zachovalé bučiny v různých oblastech Evropy od Pyrenejí po Černé moře.
2007, 2011, 2017
http://whc.unesco.org/en/list/1133
47. Chalífátské město Medina Azahara
Caliphate City of Medina Azahara
Archeologické naleziště arabsko-muslimského středověkého města z 10. století.
2018
http://whc.unesco.org/en/list/1560
48. Kulturní krajiny Risco Caído a posvátné hory na Gran Canaria
Risco Caído and the Sacred Mountains of Gran Canaria Cultural Landscape
Pozůstatky domorodců vyznávající kosmologii.
2019
http://whc.unesco.org/en/list/1578
49. Paseo del Prado a Buen Retiro, krajina umění a věd
Paseo del Prado and Buen Retiro, a landscape of Arts and Sciences
Bulvár Paseo del Prado a park Retiro v Madridu ztělesňují novou představu o městském prostoru a rozvoji z období osvíceného absolutismu 18. století.
2021
http://whc.unesco.org/en/list/1618
50. Prehistorická talajotická naleziště na Menorce
Prehistoric Sites of Talayotic Menorca
Tyto naleziště jsou situována v zemědělsko-pastevecké krajině, které ukazují rozmanitost pravěkých sídlišť a pohřebišť a vývoj "kyklopské" architektury budované z velmi velkých kamenných bloků.
2023
http://whc.unesco.org/en/list/1528

## Švédsko

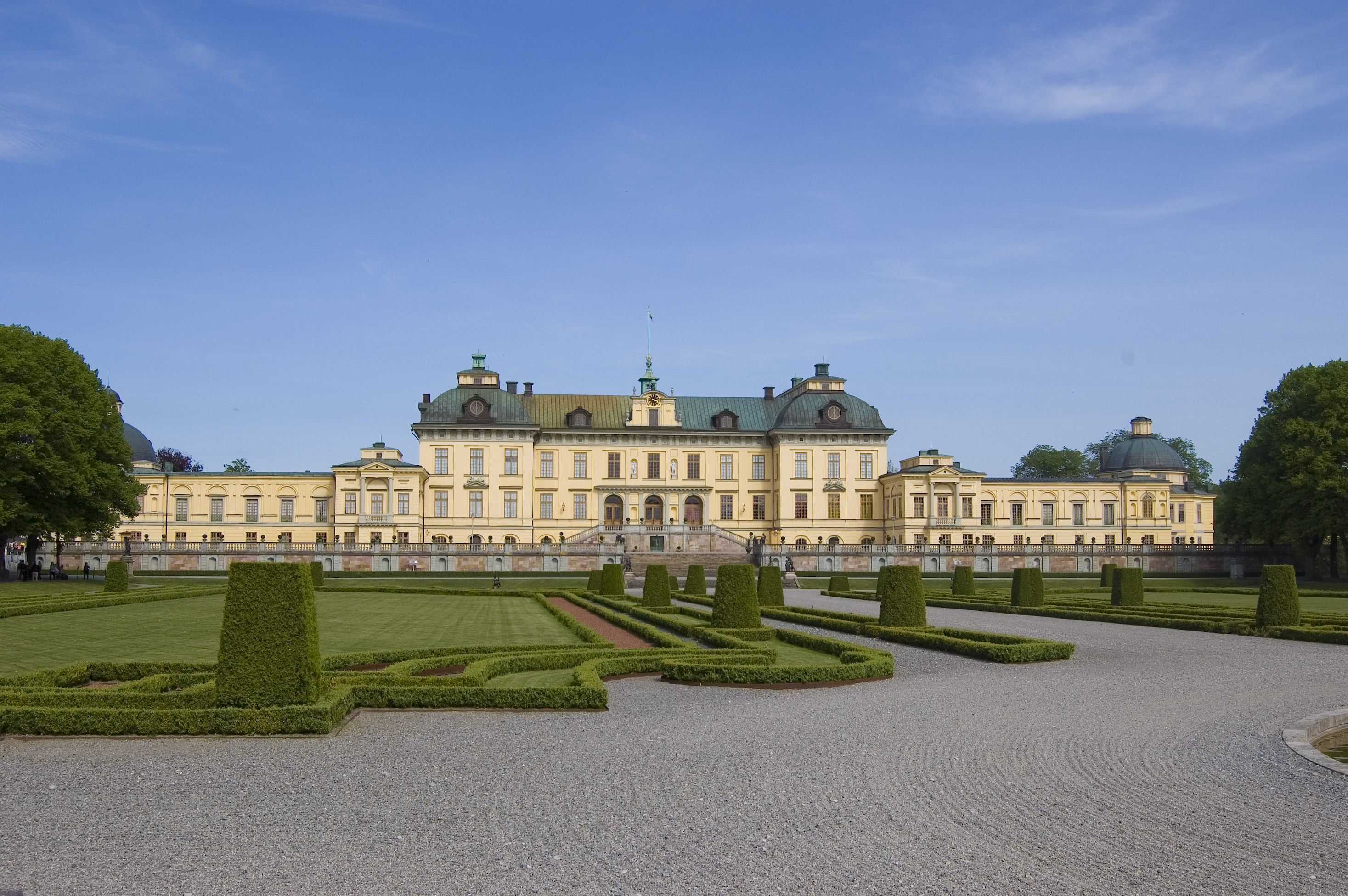
Drottningholm

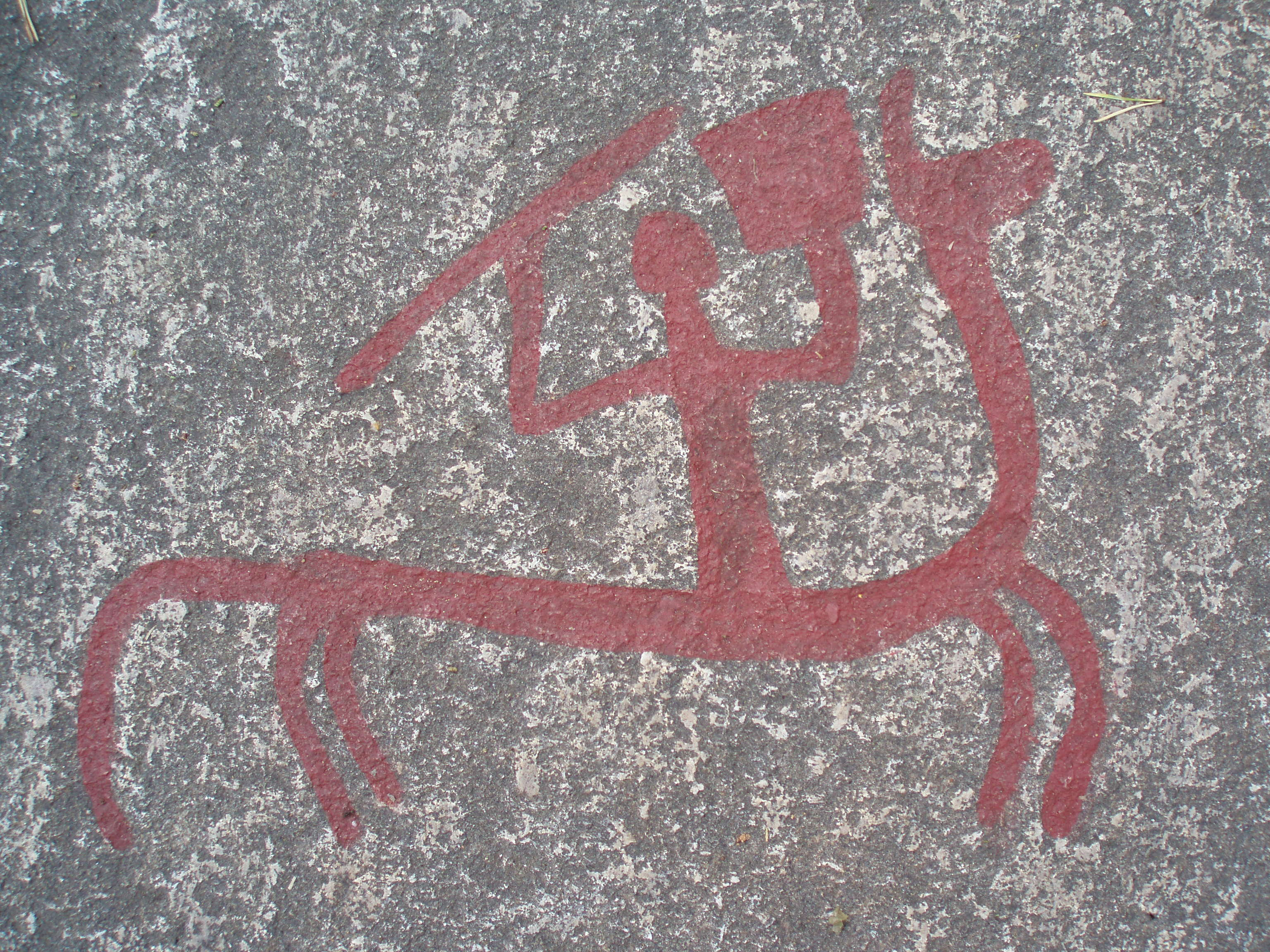
Tanum

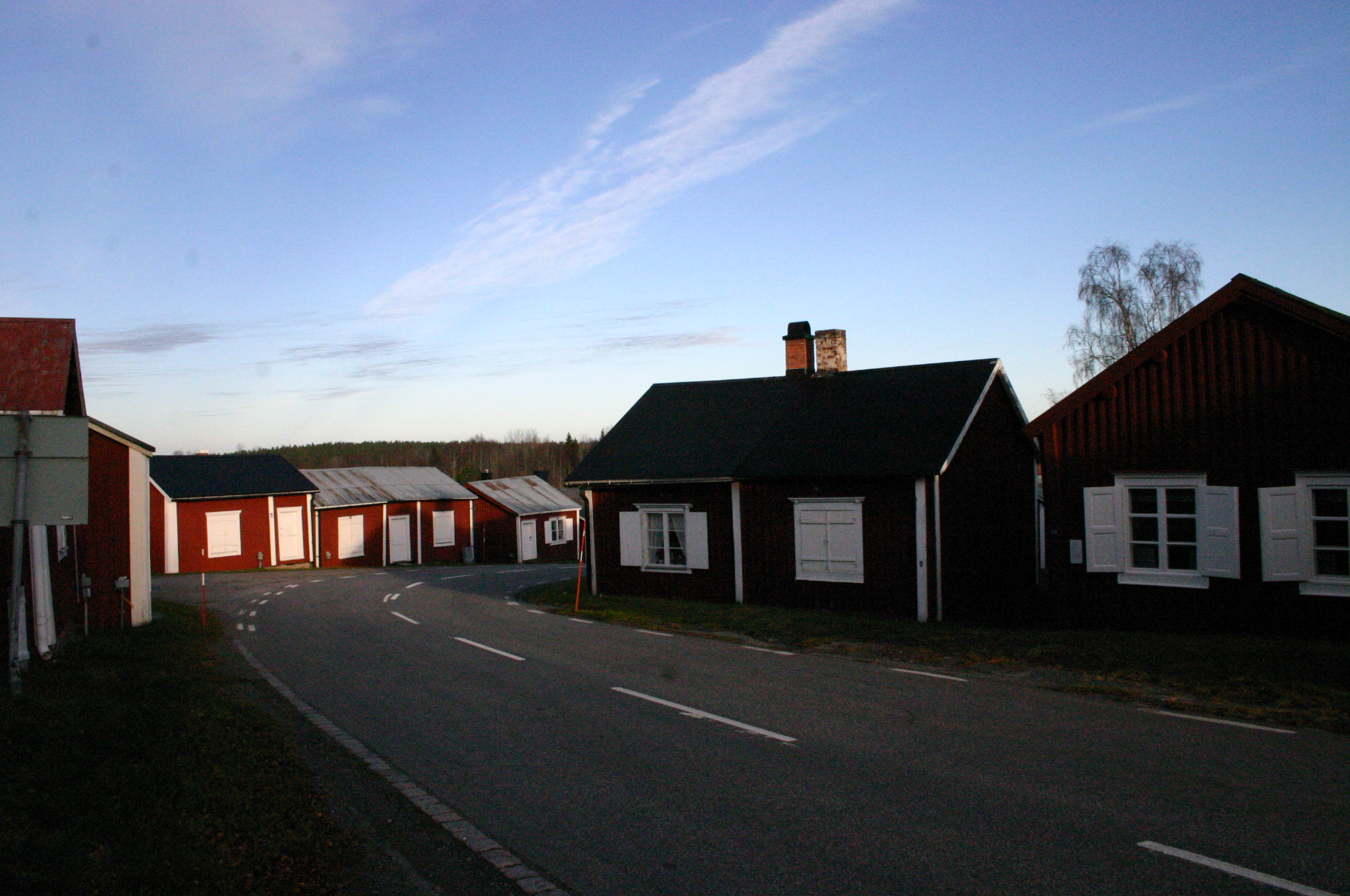
Gammelstad

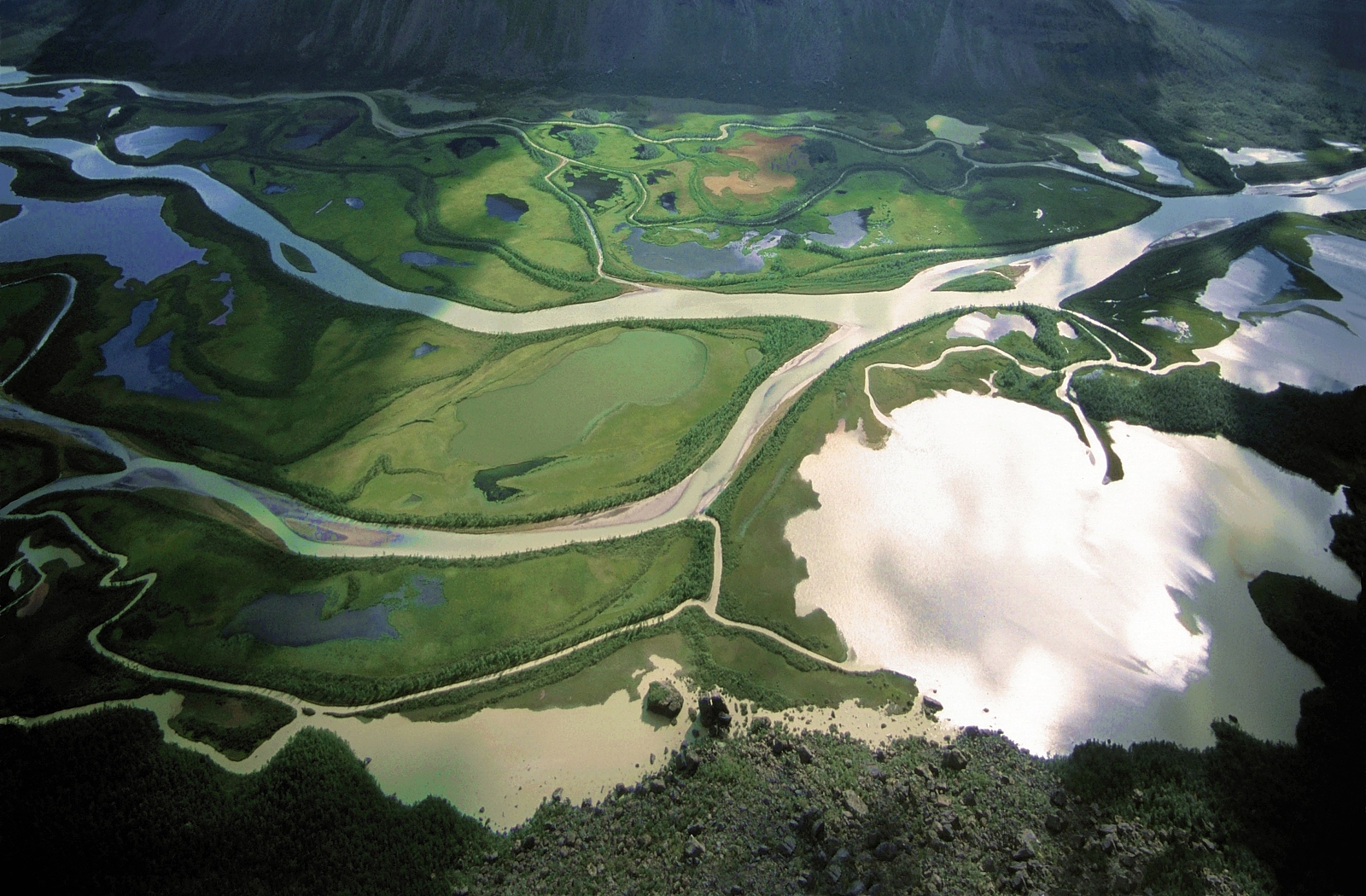
Laponsko

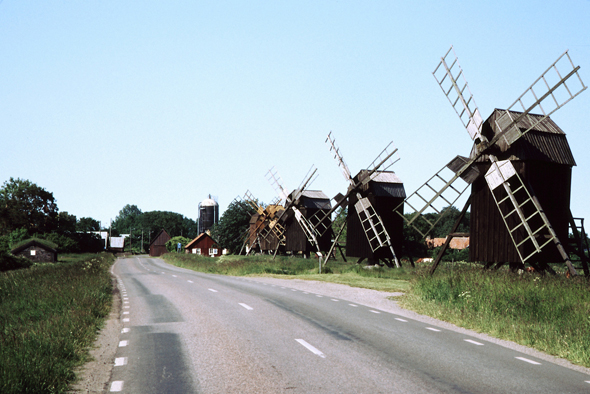
Öland

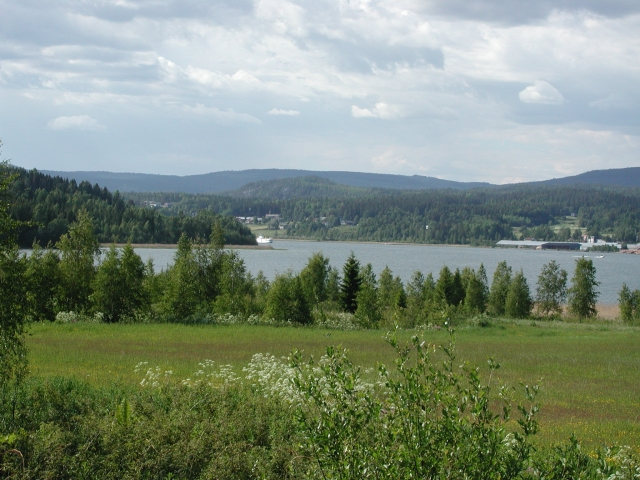
Höga Kusten

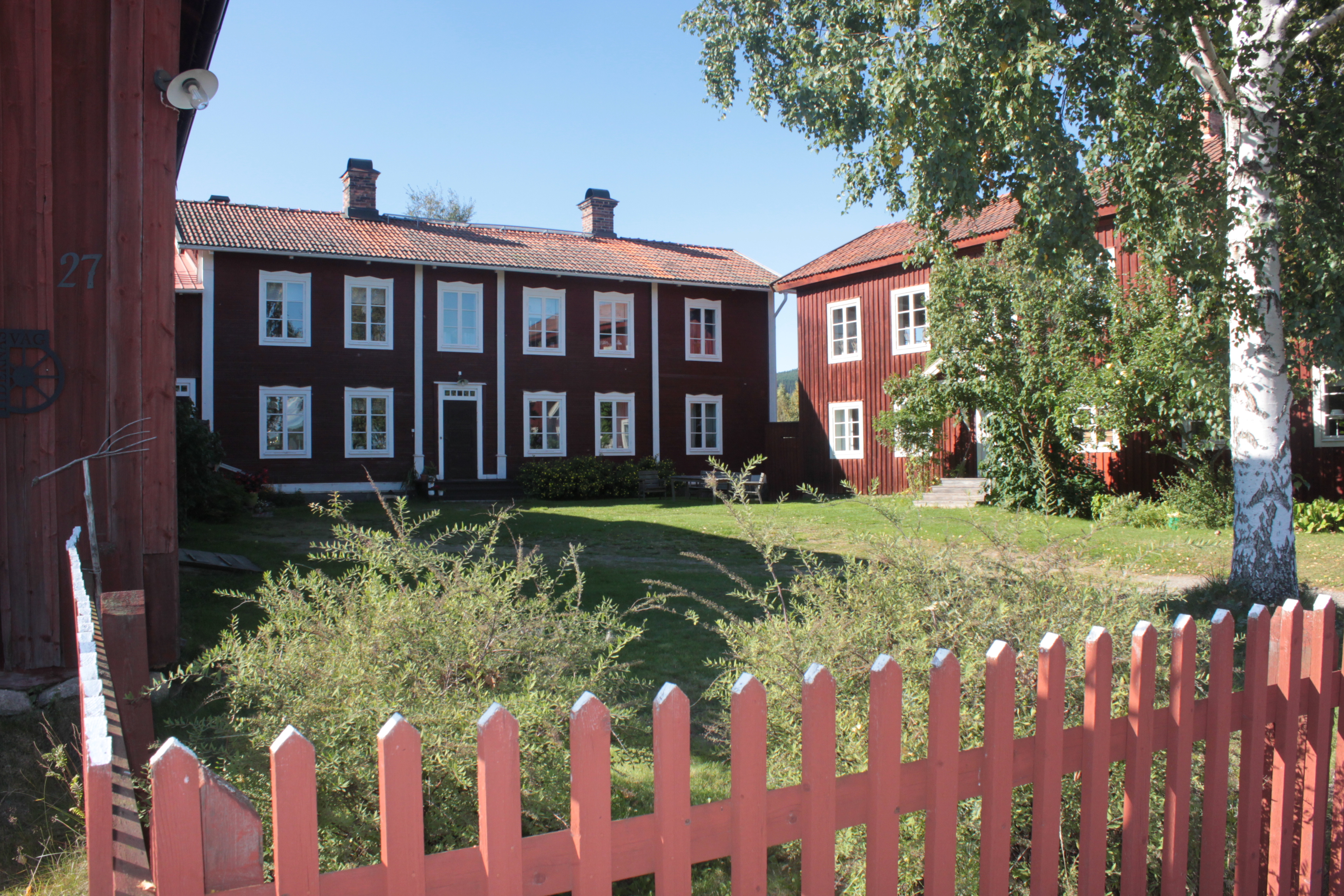
Zdobené farmy v Hälsinglandu

1. Drottningholmský palác
Royal Domain of Drottningholm
Palác se zahradami a divadlem na ostrově v jezeře Mälaren je příkladem severské královské rezidence.
1991
 http://whc.unesco.org/en/list/559
2. Birka a Hovgården
Birka and Hovgården
Vykopávky starých sídel Vikingů na ostrovech v jezeře Mälaren.
1993
 http://whc.unesco.org/en/list/555
3. Železárny Engelsberg
Engelsberg Ironworks
Nejlépe zachovalé švédské železárny ze 17. a 18. století.
1993
 http://whc.unesco.org/en/list/556
4. Skalní rytiny v Tanum
Rock Carvings in Tanum
Obrazce z doby bronzové ryté ve skále.
1994
 http://whc.unesco.org/en/list/557
5. Skogskyrkogården
Skogskyrkogården
Hřbitov ve Stockholmu z let 1917 až 1920 se vyznačuje harmonickým spojením přírodních a architektonických prvků.
1994
 http://whc.unesco.org/en/list/558
6. Hanzovní město Visby
Hanseatic Town of Visby
Staré hanzovní město na ostrově Gotland je nejlépe zachovalým opevněným městem na severu Evropy.
1995
 http://whc.unesco.org/en/list/731
7. Kostelní městečko Gammelstad
Church Village of Gammelstad, Luleå
Vesnici tvoří 424 dřevěných domů kolem kamenného kostela, které byly obydleny pouze v neděli a sloužily jako útulek lidem, kteří to měli do kostela příliš daleko.
1996
 http://whc.unesco.org/en/list/762
8. Laponské území
Laponian Area
Oblast za polárním kruhem, kde původní obyvatelé stále žijí tradičním způsobem života.
1996
 http://whc.unesco.org/en/list/774
9. Karlskrona – námořní přístav
Naval Port of Karlskrona
Přístavního město z pozdního 17. století.
1998
 http://whc.unesco.org/en/list/871
10. Zemědělská krajina na jihu ostrova Öland
Agricultural Landscape of Southern Öland
Četné důkazy osídlení od pravěku po dnešní dobu.
2000
 http://whc.unesco.org/en/list/968
11. Höga kusten
High Coast
Přírodní rezervace na jihozápadním pobřeží Botnického zálivu.
2000
 http://whc.unesco.org/en/list/898
12. Těžba mědi v okolí města Falun
Mining Area of the Great Copper Mountain in Falun
Měď se zde těžila již ve 13. století.
2001
 http://whc.unesco.org/en/list/1027
13. Rádiová stanice Grimeton
Varberg Radio Station
Výjimečně zachovalá památka na počátky bezdrátové transatlantické komunikace.
2004
 http://whc.unesco.org/en/list/1134
14. Struveho geodetický oblouk
 Struve Geodetic Arc
Řetězec triangulačních bodů sahající od Hammerfestu v Norsku až k Černému moři. V délce 2820 km prochází Švédskem, Finskem, Běloruskem, Estonskem Litvou, Lotyšskem, Ruskem, Moldavskem a Ukrajinou.
2005
 http://whc.unesco.org/en/list/1187
15. Zdobené farmy v Hälsinglandu
Decorated Farmhouses of Hälsingland
Sedm dřevěných stavení představuje vrchol zdejší tradiční architektury mající původ až ve středověku.
2012
http://whc.unesco.org/en/list/1282

## Švýcarsko

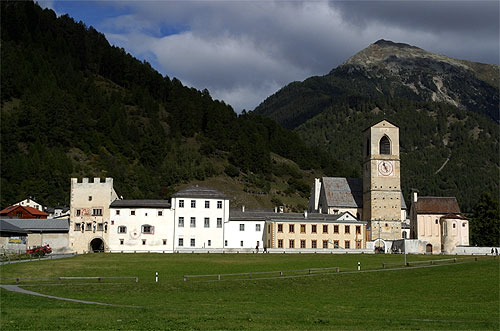
Klášter sv. Jana

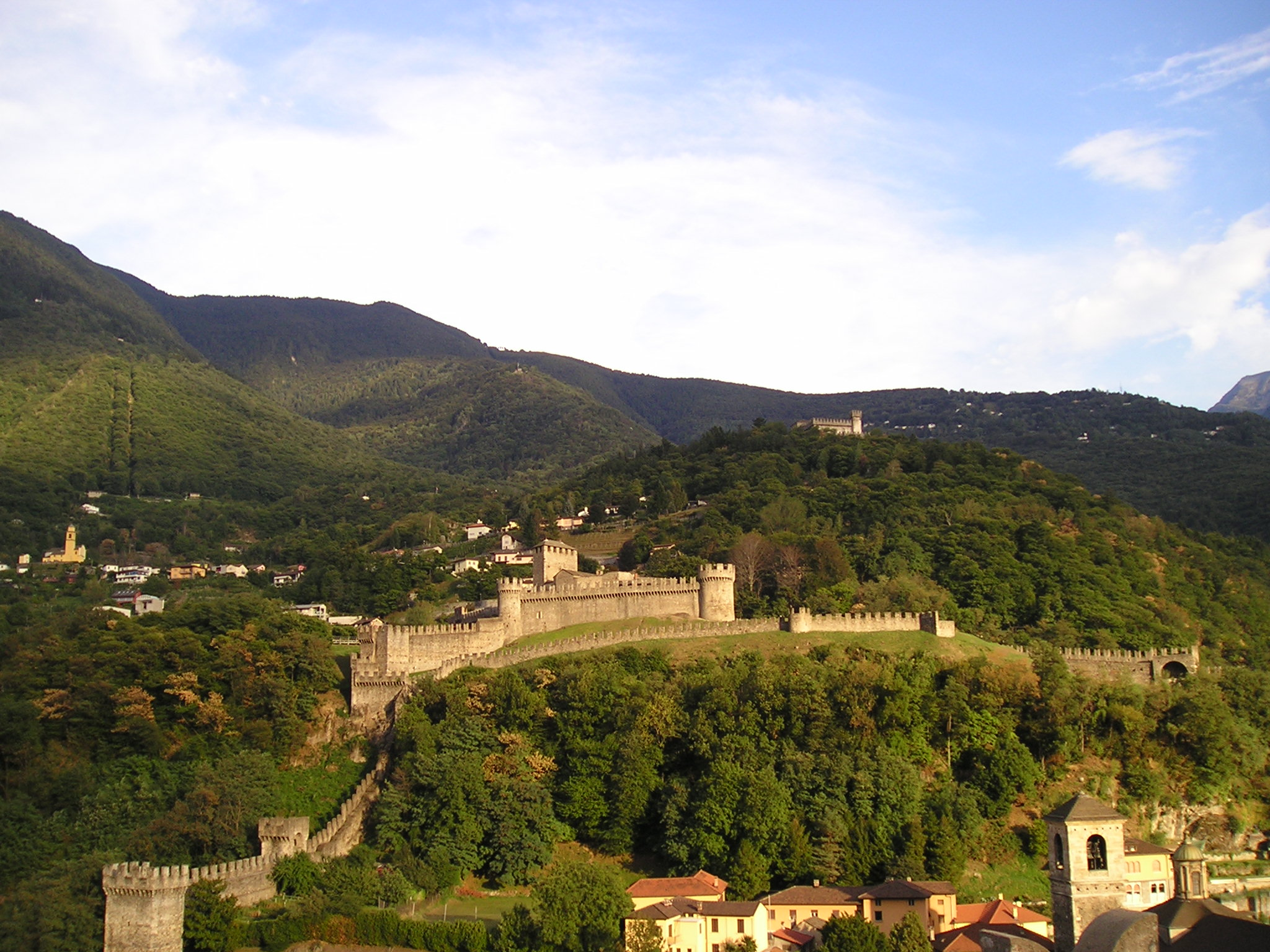
Bellinzona

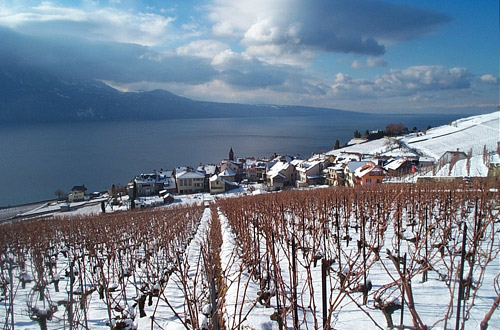
Vinice Lavaux

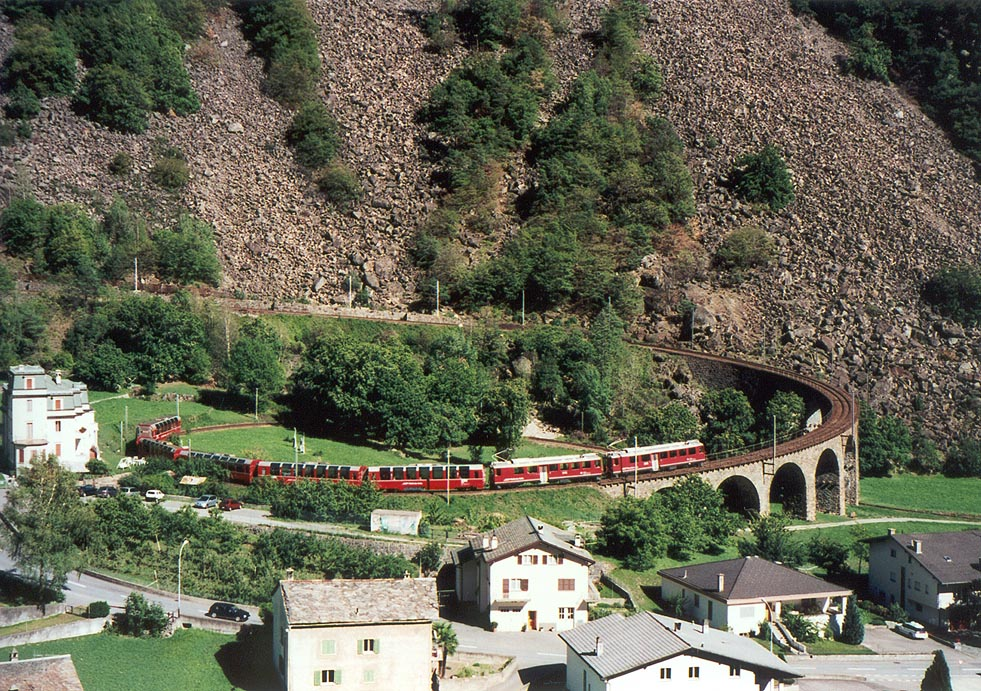
Rhétska dráha

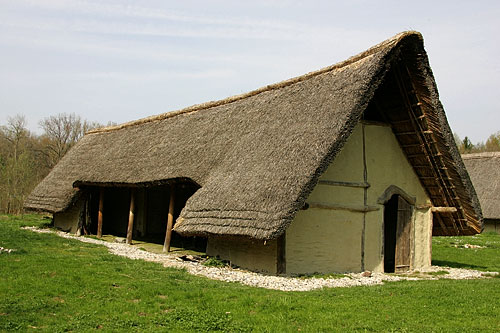
Prehistorická kůlová obydlí v Alpách

1. Benediktinský klášter sv. Jana v Müstairu
Benedictine Convent of St John at Müstair
Benediktinský ženský klášter obsahuje figurativní nástěnné malby a románské fresky.
1983
 http://whc.unesco.org/en/list/269
2. Klášter St. Gallen
Convent of St Gall
Klášter St. Gall je příkladem karolínského kláštera, má vzácné rukopisy.
1983
 http://whc.unesco.org/en/list/268
3. Staré město Bernu
Old City of Berne
Historické jádro města.
1983
 http://whc.unesco.org/en/list/267
4. Tři hrady, obranné zdi a opevnění města Bellinzona
Three Castles, Defensive Wall and Ramparts of the Market-town of Bellinzone
Skupina opevnění, které se setkávají na hradě Castelgrande, stojícím na skalnatém vrcholu nad údolím Ticina.
2000
 http://whc.unesco.org/en/list/884
5. Švýcarské Alpy Jungfrau-Aletsch
Swiss Alps Jungfrau-Aletsch
Největší evropský ledovec s typickými rysy ledovcové oblasti.
2001, rozšířeno 2007
 https://web.archive.org/web/20150905181939/http://whc.unesco.org/en/list/1037
6. Monte San Giorgio
Monte San Giorgio
Zalesněná hora jižně od Luganského jezera je považována za nejbohatší naleziště mořských fosilií z doby středního triasu.
2003, rozšířeno 2010
 http://whc.unesco.org/en/list/1090
7. Lavaux, terasy pro pěstování vína
Lavaux, Vineyard Terraces
Viniční terasy podél Ženevského jezera pocházející z 11. století
2007
http://whc.unesco.org/en/list/1243
8. Rhétská dráha v oblasti Albula a Bernina
Rhaetian Railway in the Albula / Bernina Landscapes
Společně s Itálií
2008
http://whc.unesco.org/en/list/1276
9. Švýcarská tektonická oblast Sardona
Swiss Tectonic Arena Sardona
2008
http://whc.unesco.org/en/list/1179/
10. La Chaux-de-Fonds/Le Locle, urbanismus
La Chaux-de-Fonds / Le Locle, watchmaking town planning
Městský urbanismus a celková koncepce bydlení a výroby
2009
http://whc.unesco.org/en/list/1302/
11. Prehistorická kůlová obydlí v Alpách
Prehistoric Pile dwellings around the Alps
Kůlová obydlí z období 5000 až 500 let před naším letopočtem v blízkosti jezer, řek či mokřadů.
2011
 http://whc.unesco.org/en/list/1363
12. Práce Le Corbusiera - nevšední příspěvek modernistickému hnutí
The Architectural Work of Le Corbusier, an Outstanding Contribution to the Modern Movement
17 rozličných staveb na území Argentiny, Belgie, Francie, Švýcarska, Německa, Indie a Japonska.
2016
http://whc.unesco.org/en/list/1321
13. Původní bukové lesy Karpat a dalších oblastí Evropy
Primeval Beech Forests of the Carpathians and Other Regions of Europe
Zachovalé bučiny v různých oblastech Evropy od Pyrenejí po Černé moře.
2007, 2011, 2017, 2021
http://whc.unesco.org/en/list/1133

## Turecko

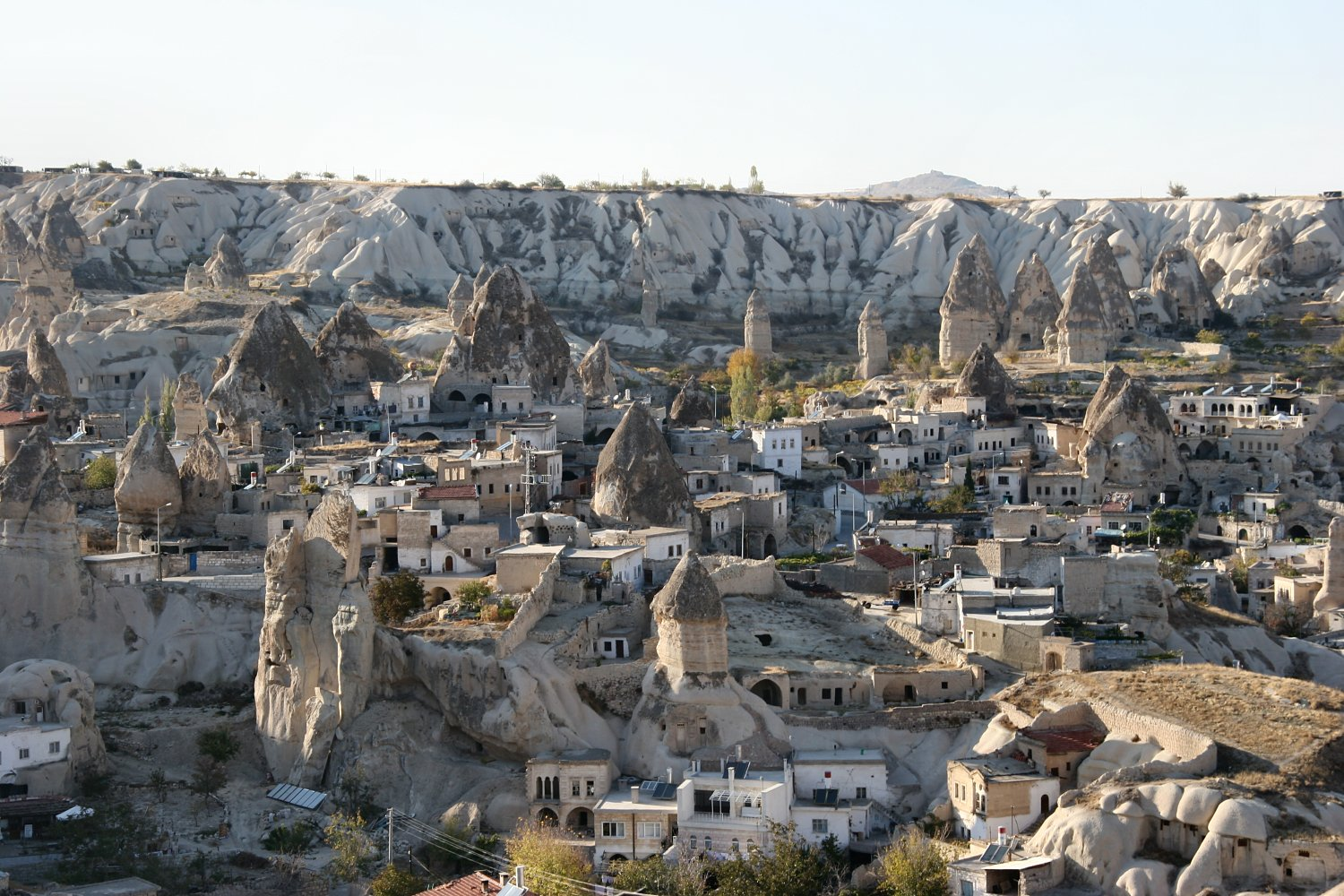
Göreme

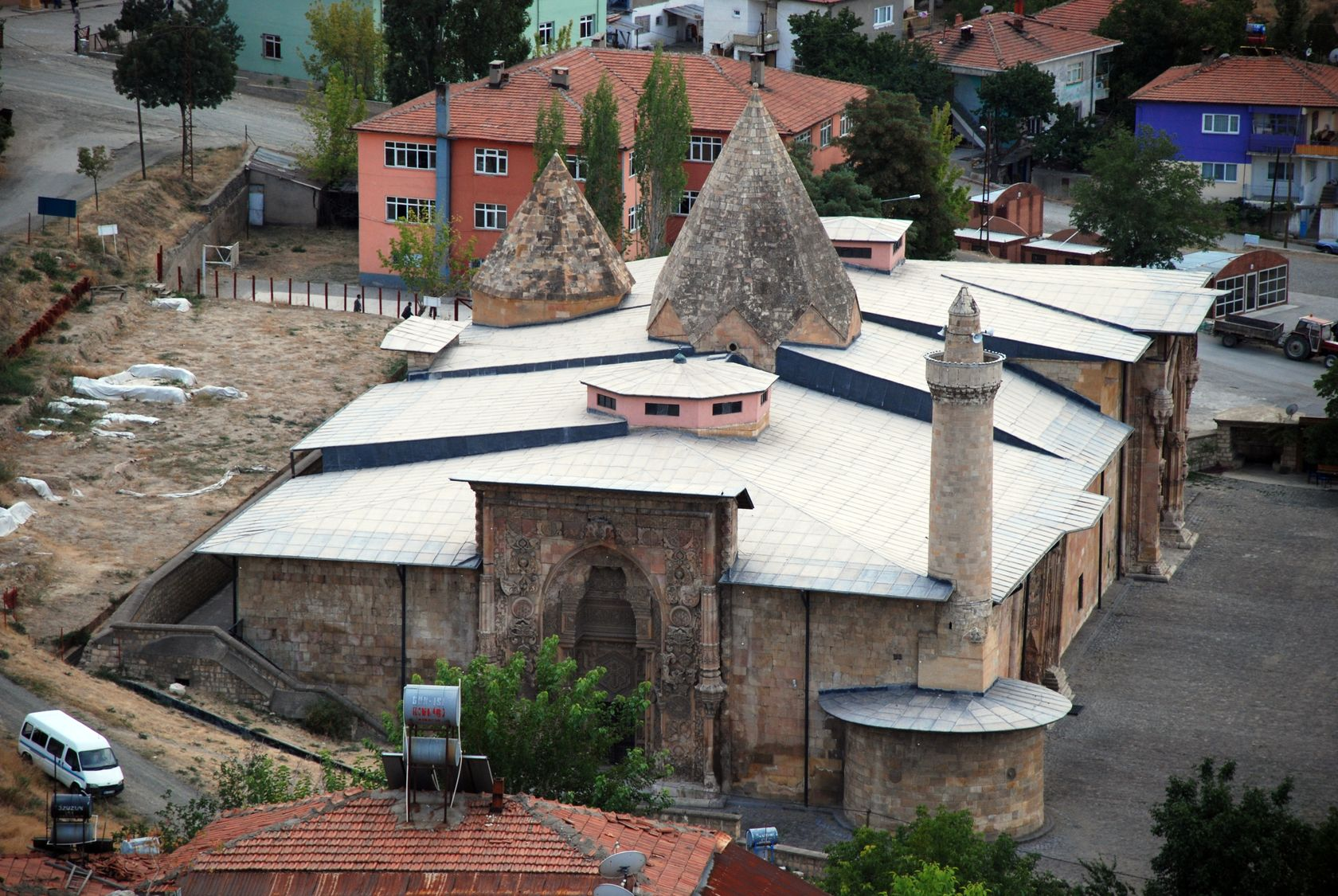
Velká mešita a nemocnice v Divriği

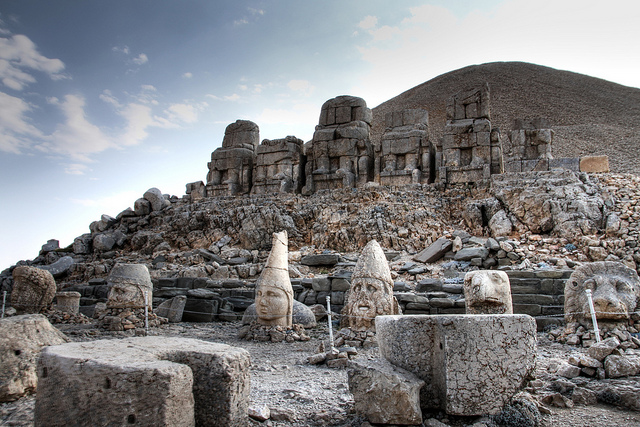
Nemrut Dağ

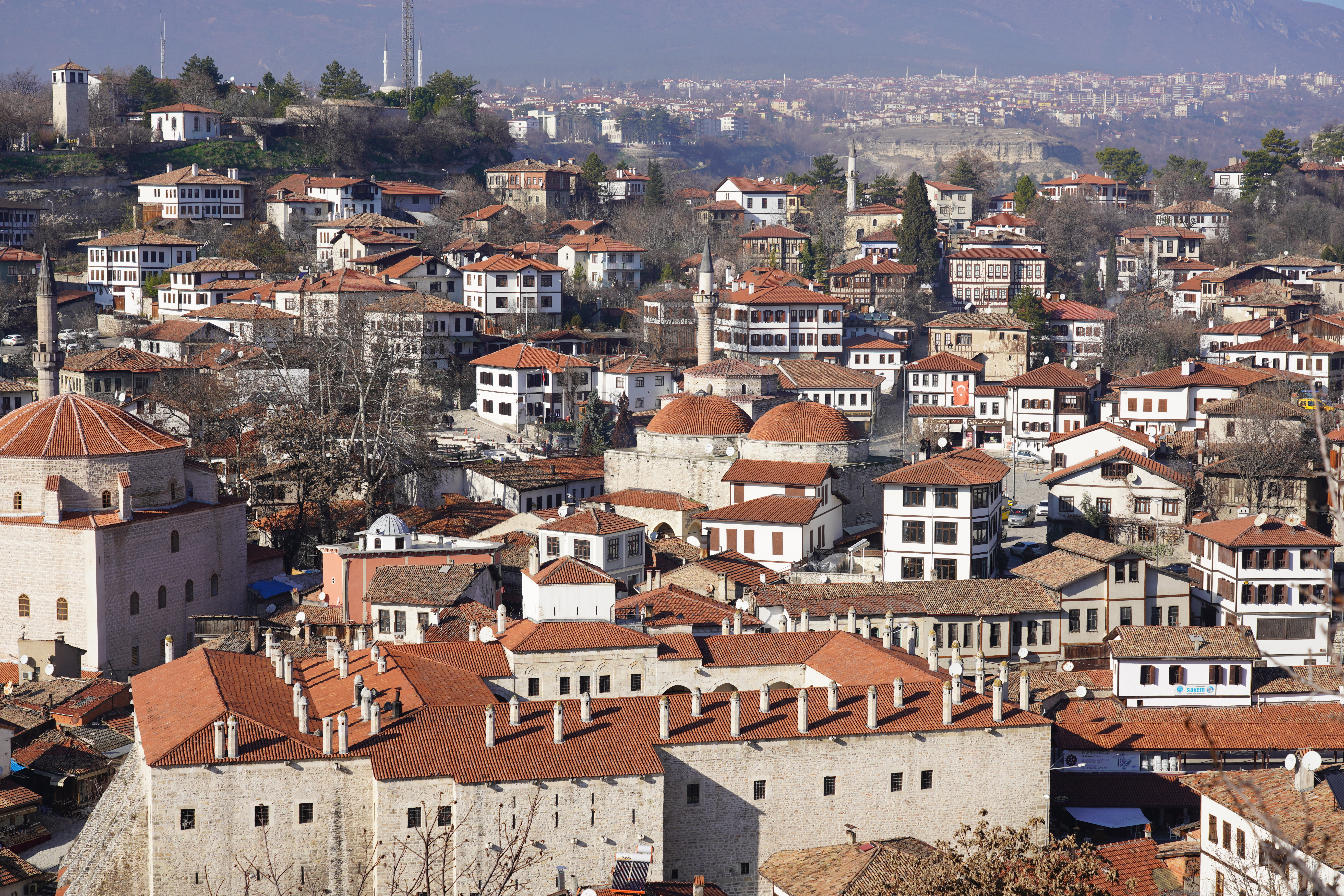
Safranbolu

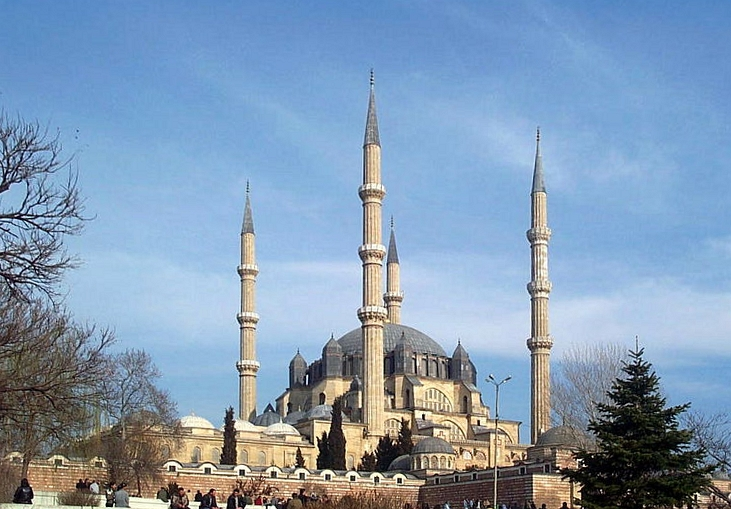
Mešita Selimiye

1. Göreme (Kappadokie)
Göreme National Park and the Rock Sites of Cappadocia
Národní park. Svatyně, jeskynní obydlí a podzemní města jsou vytesána ve skalách.
1985
 http://whc.unesco.org/en/list/357
2. Istanbul – historická území.
Historic Areas of Istanbul
Město, které je přes 2 000 let spojeno s politickými událostmi, náboženstvím a uměním.
1985
 http://whc.unesco.org/en/list/356
3. Velká mešita a nemocnice Divriği
Great Mosque and Hospital of Divriği
Mešita z roku 1228 je mistrovským dílem islámské architektury.
1985
 http://whc.unesco.org/en/list/358
4. Chattušaš
Hattusha
Bývalé hlavní město Chetitské říše z 2. tisíciletí př. n. l. Zachovaly se zbytky chrámů, královského paláce a opevnění.
1986
 http://whc.unesco.org/en/list/377
5. Nemrut Dağ
Nemrut Dağ
Ruiny antického města zahrnují mauzoleum Antiocha I. (1. století př. n. l.)
1987
 http://whc.unesco.org/en/list/448
6. Xanthos-Letoon
Xanthos-Letoon
Hlavní město Lýdie, jeho pozůstatky ilustrují míšení lýdijských a helénských vlivů.
1988
 http://whc.unesco.org/en/list/484
7. Hierapolis-Pamukkale
Hierapolis-Pamukkale
Antické město postavené na travertinové kupě s minerálními prameny.
1988
 http://whc.unesco.org/en/list/485
8. Safranbolu
City of Safranbolu
Město bylo od 13. století důležitou zastávkou karavan. Památky zahrnují např. Starou mešitu a lázně.
1994
 http://whc.unesco.org/en/list/614
9. Trója – archeologická lokalita
Archaeological Site of Troy
Trója se svou čtyřtisíciletou historií je jedním z nejznámějších archeologických nalezišť na světě.
1998
 http://whc.unesco.org/en/list/849
10. Mešita Selimiye
Selimiye Mosque and its Social Complex
Městská dominanta bývalého hlavního města Osmanské říše Edirne.
2011
http://whc.unesco.org/en/list/1366
11. Neolitická lokalita Çatal Hüyük
Neolithic Site of Çatalhöyük
Dva vrcholky v jižní Anatolii, ve kterých byly nalezeny důkazy lidského osídleni již okolo roku 7000 před naším letopočtem.
2012
http://whc.unesco.org/en/list/1405
12. Pergamon a okolní vícevrstvá kulturní krajina
Pergamon and its Multi-Layered Cultural Landscape
Starověké město na vyvýšenině nad nížinou Bakirçay.
2014
http://whc.unesco.org/en/list/1457
13. Bursa a Cumalıkızık, kolébky Osmanské říše
Bursa and Cumalıkızık: the Birth of the Ottoman Empire
Venkovská i městská architektura ze 14. století.
2014
http://whc.unesco.org/en/list/1452
14. Efez
Ephesus
Jedno z významných měst iónského Řecka v Malé Asii nacházející se v Lýdii na pobřeží Egejského moře 
2015
http://whc.unesco.org/en/list/1018
15. Pevnost v Diyarbakıru a Hevselské zahrady
Diyarbakır Fortress and Hevsel Gardens Cultural Landscape
5,8 km dlouhé opevnění vnitřního města s obrannými věžemi a okolní obdělávaná zemědělská krajina mezi městem a řekou Tigris.
2015
https://web.archive.org/web/20190621161204/https://whc.unesco.org/en/list/1488
16. Archeologická lokalita Ani
Archaeological Site of Ani
Středověké město na hranicích s Arménií.
2016
http://whc.unesco.org/en/list/1518
17. Afrodisias
Aphrodisias
Archeologická lokalita na místě starověkého řeckého města.
2017
http://whc.unesco.org/en/list/1519
18. Göbekli Tepe
Göbekli Tepe
Archeologické naleziště monumentální kruhové a obdélníkové megalitické struktury z období neolitu.
2018
http://whc.unesco.org/en/list/1572
19. Arslantepe
Arslantepe Mound
30 metrů vysoká mohyla s archeologickými nalezišti z období 6. století př. n. l. až do pozdně římského období.
2021
http://whc.unesco.org/en/list/1622
20. Gordion
Gordion
Archeologická lokalita bývalého hlavního města starověké Frygské říše.
2023
http://whc.unesco.org/en/list/1669
21. Dřevěné sloupové mešity středověké Anatolie
Wooden Hypostyle Mosques of Medieval Anatolia
Soubor 5 středověkých mešit ze 13. a 14. století, které se vyznačují skladbou zdiva a dřevěných prvků, a také dřevěným stropem spočívajícím na dřevěných sloupech.
2023
http://whc.unesco.org/en/list/1694
22. Sardy a lýdijské mohyly v Bin Tepe
Sardis and the Lydian Tumuli of Bin Tepe
Starověké město a pohřební mohyly z doby železné.
2025
https://whc.unesco.org/en/list/1731

## Ukrajina

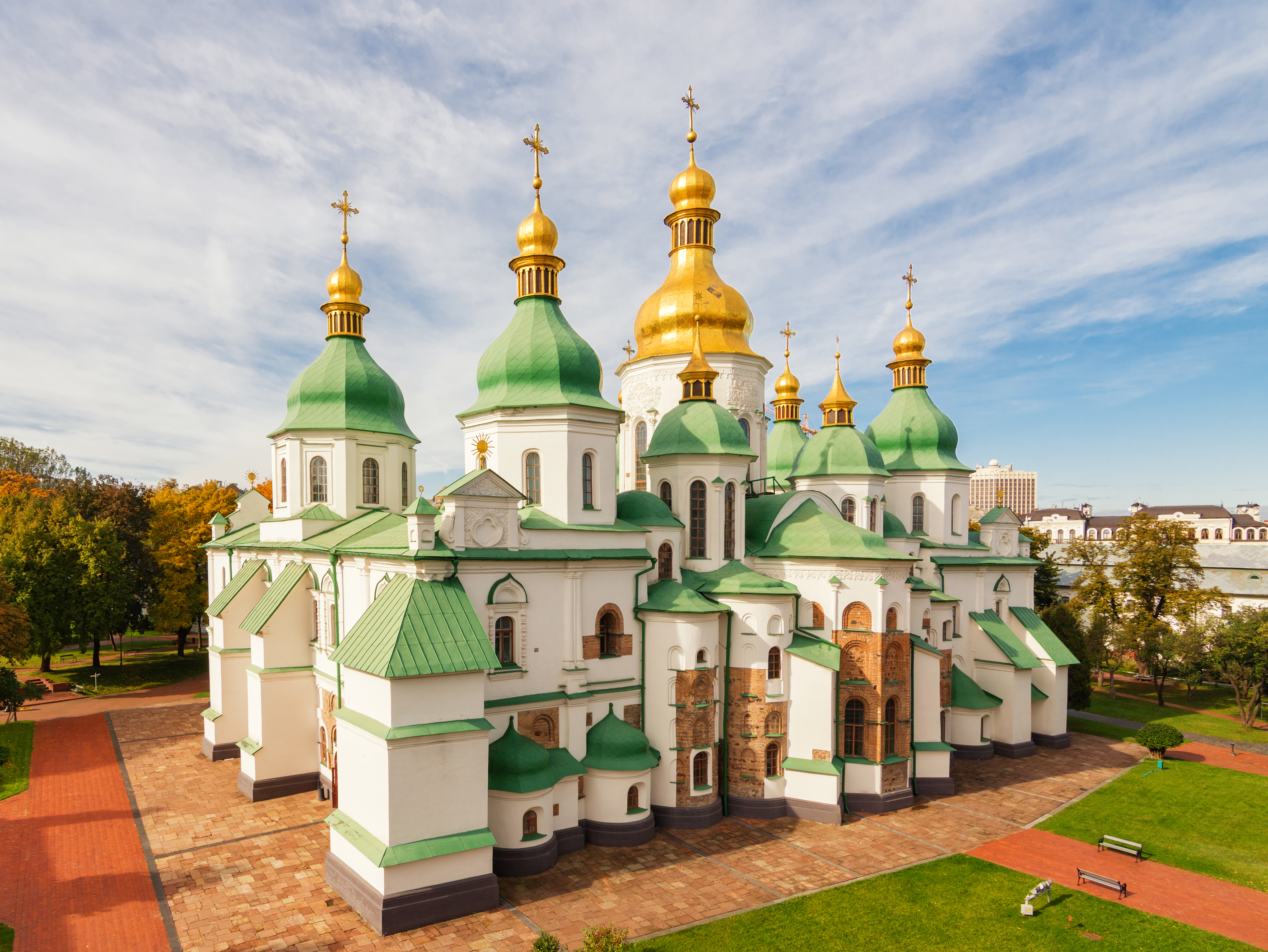
Chrám sv. Žofie v Kyjevě

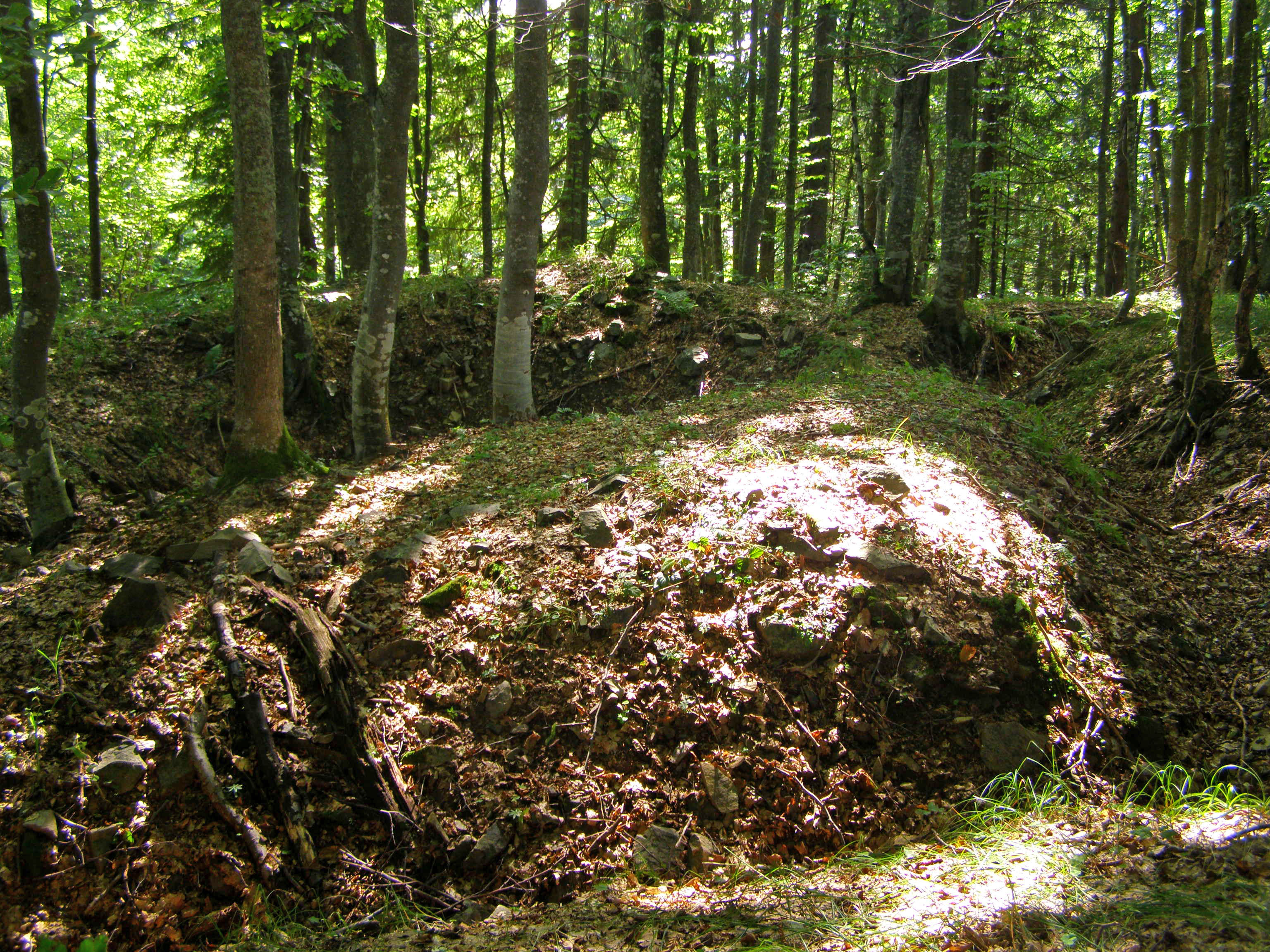
Původní bukové lesy Karpat

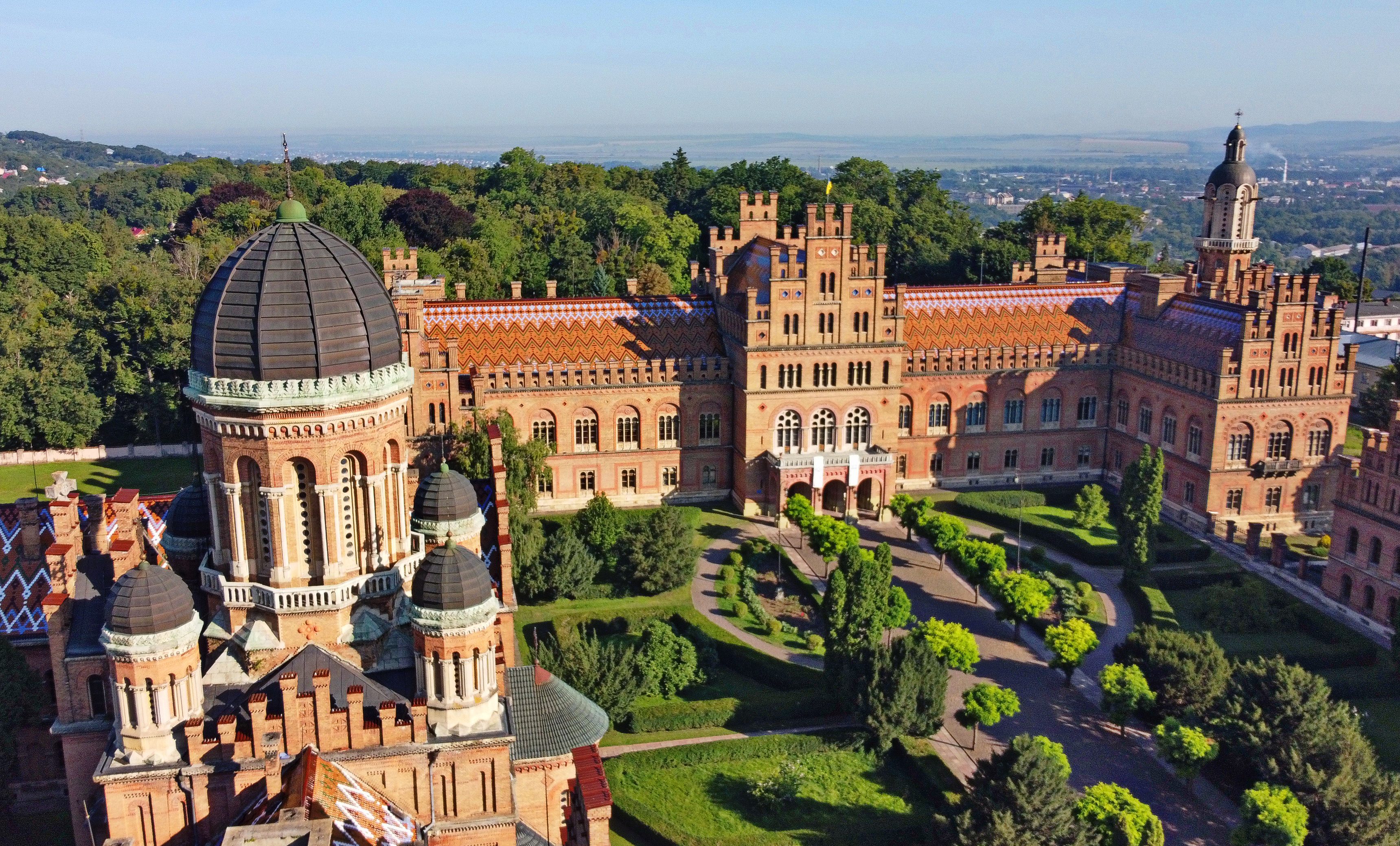
Rezidence bukovinských metropolitů

1. Kyjev
Kiev: Saint-Sophia Cathedral and Related Monastic Buildings, Kiev-Pechersk Lavra
Katedrála svaté Sofie byla symbolem ruského knížectví, klášter Kyjevskopečerská lávra přispíval k šíření pravoslaví (rozsáhlé katakomby).
1990
 http://whc.unesco.org/en/list/527
2. Historické centrum Lvova
L'viv - the Ensemble of the Historic Centre
Lvov, založený v pozdním středověku, po několik století rozkvétal jako administrativní, náboženské a obchodní centrum.
1998 http://whc.unesco.org/en/list/865
3. Struveho geodetický oblouk
 Struve Geodetic Arc
Řetězec triangulačních bodů sahající od Hammerfestu v Norsku až k Černému moři. V délce 2820 km prochází Švédskem, Finskem, Běloruskem, Estonskem Litvou, Lotyšskem, Ruskem, Moldavskem a Ukrajinou.
2005
 http://whc.unesco.org/en/list/1187
4. Původní bukové lesy Karpat a dalších oblastí Evropy
Primeval Beech Forests of the Carpathians
Bukové pralesy na území Slovenska a Ukrajiny.
2007
http://whc.unesco.org/en/list/1133
5. Rezidence bukovinských metropolitů
Residence of Bukovinian and Dalmatian Metropolitans
Komplex obydlí bukovinských metropolitů v Černovicích vystavěný mezi roky 1864 a 1882, navržený českým architektem Josefem Hlávkou.
2011
http://whc.unesco.org/en/list/1330
6. Karpatské dřevěné chrámy v Polsku a na Ukrajině
Wooden Tserkvas of the Carpathian Region in Poland and Ukraine
Dřevěné chrámy řeckokatolické a pravoslavé církve v Karpatech.
2013
 http://whc.unesco.org/en/list/1424
7. Starověké město Tauric Chersonese
Ancient City of Tauric Chersonese and its Chora
Starořecké město založené v 5. století před naším letopočtem.
2013
 http://whc.unesco.org/en/list/1411
8. Historické centrum Oděsy
The Historic Centre of Odesa
Oděsa byla prohlášena za světové dědictví v naléhavém řízení v lednu 2023 a umístěna přímo na seznam světového dědictví v ohrožení.
2023
 https://whc.unesco.org/en/list/1703

## Vatikán

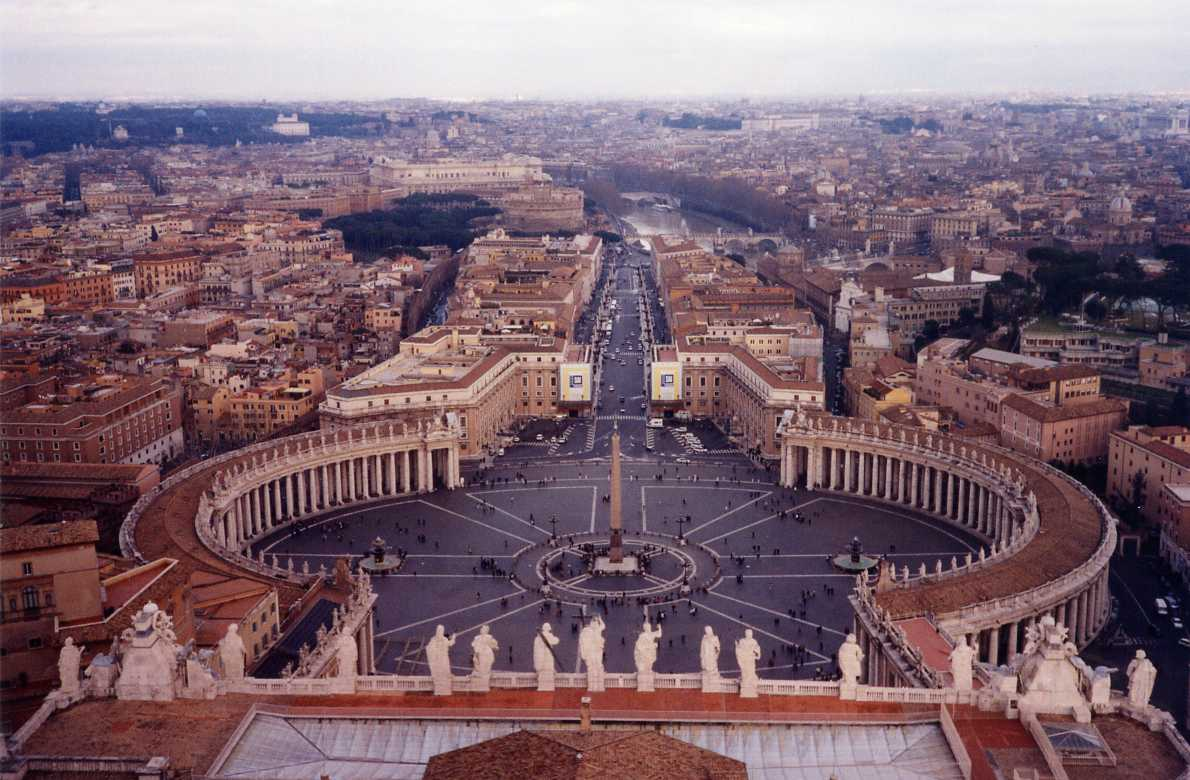
Vatikán

1. Vatikán
Vatican City
Ve Vatikánu se nacházejí unikátní mistrovská umělecká a architektonická díla (Bazilika sv. Petra, muzea, paláce a zahrady).
1984
 http://whc.unesco.org/en/list/286